# História do Fluminense Football Club
Esta página relaciona alguns dos principais fatos da história do Fluminense Football Club, clube desportivo brasileiro fundado no Rio de Janeiro em 21 de julho de 1902, desde então tendo como principal atividade a prática do futebol.

## Cronologia

### 1902: Primeiros passos

#### Fundação do Fluminense Football Club

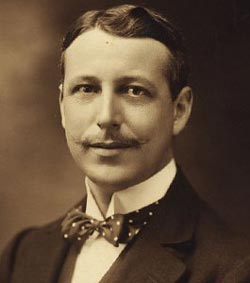
Oscar Cox, principal fundador do Fluminense.

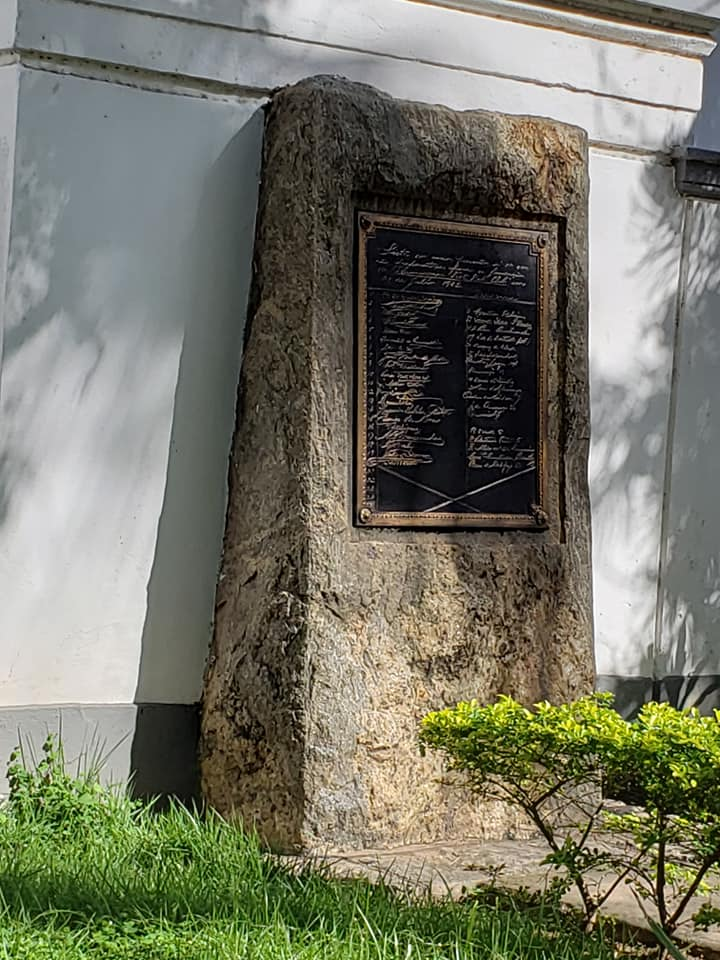
Mural em homenagem aos fundadores do clube.

Corria o ano de 1901 e o jovem Oscar Alfredo Cox voltava da Suíça, onde estudou e aprendeu a gostar de futebol. Na chegada ao Brasil foi o principal responsável pela implantação do esporte no país. Em 1 de agosto de 1901, o primeiro time formado por Oscar Cox e seus companheiros partiu para Niterói para enfrentar uma equipe formada por ingleses. Sua principal realização, porém, aconteceu na data de 21 de julho de 1902, quando, junto com mais vinte integrantes, fundou o Fluminense Football Club, em uma reunião na Rua Marquês de Abrantes, 51, então residência de Horácio da Costa Santos.
O nome Fluminense surgiu naturalmente, sem maiores debates, apesar de a ideia inicial ter recaído sobre Rio Football Club. Acabou prevalecendo Fluminense, derivado do latim flūmen, que significa "rio". O termo também é usado para se referir aos nativos do Estado do Rio de Janeiro (Flūmen Januarii, em latim).
Graças ao pioneirismo e espírito empreendedor de Oscar Cox, que implantou, difundiu e popularizou o futebol fundando o Fluminense, um dos primeiros clubes de futebol no Brasil, o esporte bretão se tornou uma paixão entre os brasileiros. Desde esta época, o Fluminense já cumpria o seu papel de protagonista no futebol brasileiro, promovendo o esporte com iniciativas pioneiras, como a promoção de partidas beneficentes.
Oscar Cox, Mário Frias e C. Robinson assinavam os cartões de convocação aos interessados na reunião do dia 30 de novembro de 1901, que trataria da fundação do Rio Football Club, aquele que seria o primeiro clube da cidade exclusivo para a prática do esporte trazido da Inglaterra. Mas a ideia fracassou.
No ano seguinte, após um confronto entre os combinados do Rio e de São Paulo, na capital paulista, em que Oscar Cox deixou fora da equipe um inglês do Paissandu Atlético Clube, o barrado Mr. Makintosh, ao lado do brasileiro João Ferreira, apropriou-se do nome Rio FC e fundou o clube no dia 12 de julho.
Por isso, a convocação de Cox desta vez foi mais incisiva. O bilhete postal enviado por Álvaro Costa trazia o seguinte texto: "Fluminense Foot-Ball Club. Segunda-feira, 21 do corrente, às 8 1/2 horas da noite, haverá uma reunião na Rua Marquês de Abrantes nº 51, a fim de tratar-se da fundação deste club. Assinado: A Comissão".
Os 20 participantes foram considerados sócios fundadores, "sem direito a regalias" e aclamaram Oscar Cox presidente. Assinaram a lista de presença, nesta ordem: Horácio Costa Santos (dono da casa), Mário Rocha, Walter Andreas Schuback, Félix Frias, Mário Frias, Heráclito de Vasconcellos, Oscar Alfredo Cox, João Carlos de Mello, Domingos Moitinho, Louis da Nóbrega Júnior, Arthur Gibbons, Virgílio Leite (então presidente do Clube de Regatas do Flamengo), Manoel Rios, Américo da Silva Couto, Eurico de Moraes, Victor Etchegaray, A. C. Mascarenhas, Álvaro Drolhe da Costa, Júlio de Moraes e A. H. Roberts. A missão passara a ser achar um campo.
O Fluminense Football Club foi fundado na casa de Horácio da Costa Santos, na Rua Marquês de Abrantes, número 51, bairro do Flamengo no Rio de Janeiro. A sessão de fundação, realizada em 21 de julho de 1902, foi presidida por Manoel Rios e secretariada por Oscar Cox e Américo Couto. Oscar Cox foi escolhido o primeiro presidente do clube em votação perante todos os sócios fundadores. Em tal reunião, Manoel Rios tornou-se o primeiro secretário da entidade. Em 17 de outubro deste mesmo ano o clube já estaria instalado em Laranjeiras, bairro nobre do Rio de Janeiro.
Todos os seus fundadores eram cariocas, exceto Víctor François Etchegaray, argentino, e A. H. Roberts, inglês, considerando apenas os seus locais de nascimento e não outras nacionalidades, como no caso de Oscar Cox, mas nos primeiros anos, entre os seus sócios, havia vários estrangeiros, em sua maioria britânicos e alemães. Walter Andreas Schuback, era filho de alemães, mas nasceu no Rio de Janeiro. Em 1903, o inglês Francis Henry Walter, sócio número 88 do clube, seria a única pessoa nascida fora do Brasil a presidir o Fluminense até os dias atuais.
O Fluminense foi o primeiro clube a ser criado no futebol carioca que prosperou, sendo o mais antigo entre os grandes clubes brasileiros, considerando a prática do futebol. Inicialmente, o time de futebol utilizava uniforme nas cores branco e cinza.
O primeiro jogo do Fluminense foi disputado em 19 de outubro de 1902, contra o Rio Football Club, no campo do Payssandu, em Laranjeiras, a primeira goleada: Flu 8 a 0. Em 6 de setembro de 1903, aconteceu a estreia em jogos interestaduais, com três jogos no campo do Velódromo, em São Paulo. O escrete carioca somou um empate e duas vitórias.
Em 15 de julho de 1904, após Assembleia Geral Extraordinária, o Fluminense trocou a camisa anterior pela tricolor. Passou a adotar as três cores presentes no hino composto por Lamartine Babo: verde, branco e encarnado, que passaram a ser as cores do clube. A primeira camisa tricolor do Fluminense foi criada em 1905, com o Flu tendo disputado a primeira partida com a sua tradicional camisa em 7 de maio de 1905, em um amistoso no qual venceu o Rio Cricket por 7 a 1.
O público, sempre crescente, manifestava seu entusiasmo pelo futebol, o que contribuiu para o surgimento de novos clubes, fazendo, inclusive, com que em 1910 tivessem início os confrontos entre os combinados carioca e paulista. Anos mais tarde, graças à fidalguia e ao pioneirismo Tricolor, foi convocada a primeira Seleção Brasileira.

#### Sedes do clube
O Fluminense Football Club obteve sua primeira sede no dia 17 de outubro de 1902. A instalação inicial do clube tinha como endereço a Rua Guanabara, a atual Pinheiro Machado, esquina com a Rua do Roso, a atual Coelho Netto, no bairro carioca de Laranjeiras. O Fluminense alugava o terreno do Banco da República por cem mil réis. Porém a primeira opção dos fundadores do Fluminense era um terreno na Rua Dona Mariana, mas a proposta foi recusada pelo proprietário.
Só um ano mais tarde o terreno foi nivelado. Na época, a máquina niveladora e a de cortar grama eram puxadas por um burro. Para preservar o trabalho já feito, o animal era sempre calçado com luvas de veludo nas quatro patas. "Faísca" ficou então famoso e conhecido como o "burro mais elegante do Rio de Janeiro".
Mais tarde, o terreno foi comprado por Eduardo Guinle e imediatamente começaram as obras para a construção da sede. Antes ela era uma pequena casa branca que servia de moradia para o vigia. Após a instalação de água e banheiro, o Flu já pagava o dobro do aluguel.
Em 14 de agosto de 1904, foi realizado o primeiro jogo interestadual no campo da Rua Guanabara, contra o Paulistano. Este foi o jogo inaugural da nova praça de esportes no Rio de Janeiro e a diretoria do Fluminense mandou construir uma pequena arquibancada de madeira para acomodar o público, cobrando os primeiros ingressos para um jogo de futebol. Além dos sócios do Fluminense e convidados presentes, foram 806 cartões passados pelos sócios e 190 entradas vendidas a não-sócios na bilheteria, com o ingresso custando 2$000 e uma renda apurada de 1:992$000.
Em 1905, Eduardo Guinle construiu, por sua conta, a primeira arquibancada em campos de futebol do Rio de Janeiro. Concluído este melhoramento, o aluguel triplicou novamente. Neste mesmo ano, mediante empréstimo feito entre os sócios, foi demolida a primeira sede e construída a segunda.
A inauguração da terceira sede, em 27 de julho de 1915, foi muito comemorada, culminando com um baile no rinque de patinação, quando foi entoado o primeiro hino do Fluminense, de autoria de Paulo Coelho Netto.
Ainda em 1915, o presidente Cunha Freire construiu arquibancada privativa para os sócios e suas famílias. O plano de expansão foi completado com a construção de um novo rink, aquisição de mobiliários, instalação elétrica, aumento das arquibancadas e construção das gerais.
Em 1918, começam as reformas que vão dar origem à quarta sede do Fluminense. As obras terminaram em 1920, sob a presidência de Arnaldo Guinle, que contratou o arquiteto catalão Hipòlit Gustau Pujol Jr. (Hipólito Gustavo Pujol Júnior) para projetar as dependências. Com vitrais franceses e lustres de cristal, o Salão Nobre se tornou palco de muitos shows, bailes, desfiles, óperas e balé. Ainda hoje, é muito utilizado para festas, reuniões e gravação de filmes e minisséries, como "Anos Dourados", "Dona Flor e seus dois maridos", "Villa-Lobos - Uma Vida de Paixão", telenovelas e comerciais. A sede é própria e, hoje, é tombada pelo patrimônio histórico.
Em 1961, a pedido da prefeitura e do Governo Estadual, parte de seu terreno foi desapropriado pela extinta Superintendência de Urbanização e Saneamento para ampliação da rua Pinheiro Machado — uma área de 1 084 metros quadrados —, que culminou com a demolição de uma parte da arquibancada. O governo indenizou o clube pela perda de seu patrimônio e o Flu prestava novamente à cidade um serviço relevante, mesmo tendo um enorme prejuízo esportivo.

### 1902–1911: pioneirismo e cisão
Após introduzir o futebol no Rio de Janeiro de forma organizada, Oscar Cox e mais dezenove entusiastas fundaram o Fluminense Football Club em 21 de julho de 1902. A primeira partida oficial realizou-se no campo do Paysandu Cricket Club, quando o Fluminense venceu o Rio Football Club por 8 a 0 em 19 de outubro de 1902.
Em setembro de 1903, o Fluminense fez a sua estreia em jogos interestaduais, disputando três jogos na capital paulista. Após enfrentar quatorze horas de viagem, dirigiu-se à campo para enfrentar o Sport Club Internacional (São Paulo), empatando de 0 a 0 no dia 6. Já descansado, no dia 8 daquele mês, derrotou o Club Athletico Paulistano por 2 a 1 no dia 7 e o São Paulo Athletic por 3 a 0. No fim deste mesmo ano o Fluminense começou os esforços para fundar a Liga Carioca, o que se concretizou no dia 8 de junho de 1905, em reunião realizada nesse clube, com a presença de representantes de cinco agremiações, além do Fluminense, America, Bangu, Botafogo e Football Athletic, aos quais se juntariam em dezembro, Rio Cricket e Paysandu como integrantes da Liga.
O Fluminense promoveu a visita do Club Athletico Paulistano em julho de 1905, tendo disputado duas partidas, nos dias 14 e 16, vencendo o primeiro jogo por 2 a 0 e perdendo o segundo por 3 a 2, com cerca de 2.500 pessoas assistindo cada partida, contando inclusive com a presença do Presidente da República, Rodrigues Alves. Presidentes da República durante décadas compareceriam aos grandes eventos no Fluminense e alguns deles foram associados deste clube.
Em 22 de outubro de 1905, aconteceu a primeira partida entre Fluminense e Botafogo, data esta que marca o clássico de futebol mais antigo do Brasil, o Clássico Vovô. Nessa ocasião, o Fluminense venceu por 6 a 0.
A primeira partida da história do Campeonato Carioca deu-se no dia 3 de maio de 1906, quando o Fluminense derrotou o Paissandu por 7 a 1 em Laranjeiras, perante cerca de mil torcedores elegantemente trajados, seguindo o padrão desta época.
Entre 1906 e 1911, o Fluminense dominou amplamente o futebol carioca, vencendo 5 dos 6 primeiros campeonatos. Nestes seis primeiros campeonatos, o Fluminense obteve 43 vitórias, 5 empates e apenas 4 derrotas, com 217 gols pró e 49 contra. Em 1907, quando terminou o campeonato empatado em pontos com o Botafogo, tinha o melhor saldo de gols no campeonato e no confronto direto, tendo sido ainda campeão invicto em 1908, 1909 e 1911, neste último sem perder nenhum ponto.
Em 1911, Edwin Cox, um de seus principais jogadores, e o alemão Bruno Schuback, primo do concunhado de Cox, Walter Schuback, deixaram o clube para defender o Grêmio, para onde levaram também elevados conceitos de organização, implantando algumas modificações no clube gaúcho. No final deste ano, mais nove de seus titulares saíram do clube após grave cisão, indo fundar o departamento de futebol do Flamengo.
Neste ano o Fluminense, torna-se o primeiro clube do Brasil, a contratar um técnico profissional por longo prazo, o inglês Charles Williams, recrutado em Londres, tendo sido Charles o técnico da Seleção Dinamarquesa de Futebol que conquistou a medalha de prata nos Jogos Olímpicos de Verão de 1908, nessa época a competição de futebol mais importante do mundo. Em 1907, o escocês Jock Hamilton havia sido contratado pelo Paulistano para treinar os seus times por apenas 3 meses, após o que retornou ao seu Fulham FC.
Em 1911, após a conquista do Campeonato Carioca, surgiu uma crise interna no Fluminense. A cisão, liderada por Alberto Borgerth, levou nove jogadores tricolores a criar uma seção de futebol no Clube de Regatas Flamengo, que não tinha em mente outro esporte que não fosse o remo. 
Nos arquivos do clube estão registrados os seguintes fatos: tendo sido abertas duas vagas no Ground Committeé — comissão que avaliava a escalação da equipe que entraria em campo, em julho, com as demissões de Ernesto Paranhos e Haroldo Cox, ficou resolvido que Oswaldo Gomes e Alair Antunes seriam os candidatos.
Oswaldo Gomes já era, por escolha da diretoria, da qual Alberto Borgerth fazia parte, sub-capitão do 1º quadro, o que lhe tornava natural candidato a uma das vagas e mesmo, para capitão. Entretanto, Oswaldo Gomes preferiu candidatar-se ao Ground Committeé, porque Borgerth era o indicado para capitão.
No dia da reunião, surgiu um candidato da oposição — Joaquim Guimarães — e a votação terminou empatada: 15 votos para Oswaldo Gomes e 15 para Joaquim Guimarães. O presidente da Assembleia sugeriu, então, o critério de considerar eleito o candidato de mais idade e submeteu o seu ponto de vista à ratificação ou rejeição dos sócios presentes. Por 17 votos contra, a Assembleia aprovou a sugestão do presidente.
Oswaldo Gomes estava eleito, de acordo com a maioria, mas não aceitou por entender que a questão deveria ser resolvida em outra Assembleia. Em 7 de agosto, em carta enviada à diretoria, Gomes entregou o cargo de sub capitão.
Nas vésperas do jogo contra o Rio Cricket, o comitê se reuniu e escalou uma equipe. Borgerth, porém, sugeriu, com apoio da maioria, que os jogadores fossem consultados. Afonso de Castro, voto vencido, bateu-se contra a sugestão, ponderando que isso constituía mau precedente, pois iria transferir aos jogadores as atribuições do Ground Committeé.
Com exceção de Oswaldo Gomes e James Calvert, os demais jogadores se pronunciaram pela substituição de Oswaldo por Arnaldo Guimarães e Paranhos por Borgerth, mas o comitê manteve a escalação anterior, contra o voto de Borgerth que estava de acordo com a maioria dos jogadores. O quadro escolhido pelo comitê foi a campo e venceu por 5 a 0.
No dia 3 de outubro, entretanto, Borgerth, Othon Baena, Píndaro de Carvalho Rodrigues, Emmanuel Nery, Ernesto Amarante, Armando de Almeida (Galo), Orlando Mattos, Gustavo de Carvalho e Lawrence Andrews solicitaram desligamento do Flu.
De acordo com depoimentos, alguns rebelados tricolores, inclusive Borgerth, sugeriram uma simples adesão ao Botafogo, hipótese imediatamente afastada, pois o alvinegro, na época, era o inimigo número um, pois tinha se sagrado campeão carioca de 1910 e deveria ser o adversário a ser derrotado.
Antes do Flamengo, alguns aventaram a possibilidade de irem para o Paissandu, que só possuía dois bons jogadores, mas por ser um clube exclusivamente de ingleses, a hipótese foi vetada. "Vamos para o Flamengo", concluiu Borgerth.
A cisão ocorrida em 1911 dentro do Fluminense teve como um de seus pivôs, Borgerth. Somente a saída dos nove jogadores titulares do Flu para fundarem a seção terrestre do CRF não era suficiente.
Naquela época para que um clube de futebol vingar teria que fazer parte obrigatoriamente da Liga Metropolitana de Sports Athleticos e, para que isso ocorresse, dois obstáculos deveriam ser vencidos: o CRF teria que ter um campo de jogo e ainda deveria ser alterado o regulamento da Liga, que exigia para a disputa de qualquer campeonato pelo menos um ano no mínimo de filiação.
Em relato feito pelo próprio Borgerth, no Boletim do Fluminense de junho de 1952, ele cita que o primeiro obstáculo foi vencido quando o Fluminense arrendou por quantia irrisória seu campo ao CRF e o segundo foi conseguido com a grande influência de Mario Pollo na Liga, que conseguiu a alteração do regulamento, permitindo o Fla já disputar o Campeonato de 1912, vencido na versão da Liga pelo Paysandu e pelo Botafogo na Associação de Football do Rio de Janeiro.
Desta forma ocorreu a transferência definitiva de nove jogadores titulares tricolores — do time campeão de 1911 — para o rubro-negro. No primeiro Fla-Flu da história, que depois viria a se tornar o clássico mais tradicional do futebol brasileiro foi disputado no dia 7 de julho de 1912, nas Laranjeiras. De um lado, com a nova camisa do Flamengo, o time dias antes Campeão Carioca. Do outro, os reservas do Fluminense transformados em titulares com as exceções de Oswaldo Gomes e James Calvert, que já eram titulares anteriormente. O resultado não poderia ser diferente. A alegria e o delírio explodiram nas Laranjeiras com a comprovação em campo da supremacia de nosso clube: Fluminense 3 a 2 Flamengo. A vingança tricolor havia se concretizado e solidificava-se o mito de clube vencedor.

### 1912–1924: seleção, estádio, tricampeonato, patriotismo e a morte de Mano
[[Imagem:Flu marcosmendonca.jpg|thumb|120px|]|esquerda|Marcos Carneiro de Mendonça, o "goalkeeper".
[[Imagem:Flu welfare.jpg|thumb||esquerda|120px|Henry "Harry" Welfare, o "tanque inglês".

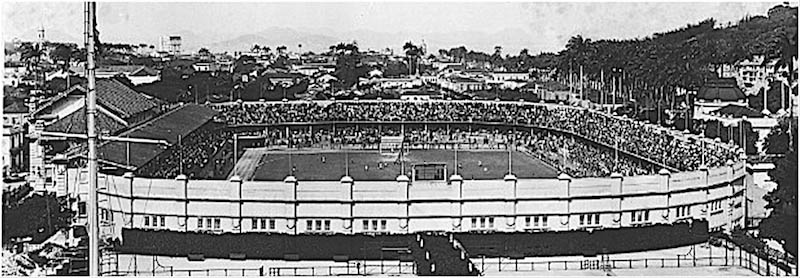
Estádio em 1922.

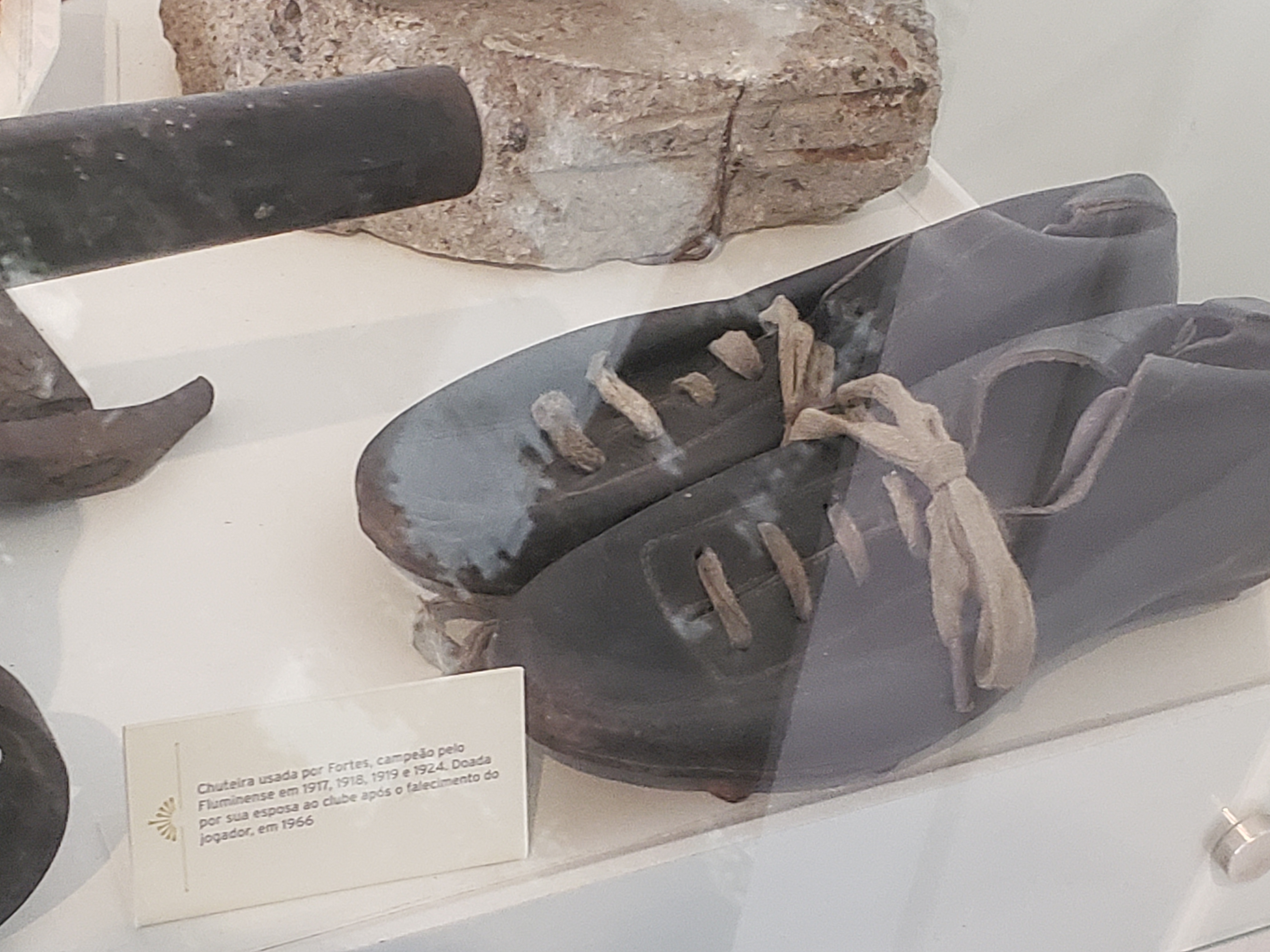
Chuteira usada por Fortes, campeão em 1917,18, 19 e 24.

Enfraquecido, o Fluminense ainda encontrou forças para vencer o primeiro Fla-Flu por 3 a 2, mas já não tinha mais o forte elenco do período anterior, só voltando a conquistar um título expressivo em 1917.
No ano de 1914, o America, campeão carioca de 1913, sofreu uma crise semelhante à do Fluminense em 1911, pois setenta ex-americanos, entre jogadores e sócios, resolveram abandonar o clube, e escolheram o Fluminense como o clube a ser adotado, crise provocada a partir do patrocínio para a vinda ao Brasil da Seleção Chilena de Futebol no ano anterior, que causou um déficit de 2.792$000 ao clube rubro, motivo de discórdia entre o grupo do presidente Alberto Carneiro de Mendonça e o de Belfort Duarte.
Ainda em 1914, o Fluminense criou o Departamento de Futebol Infantil, com trinta meninos oriundos do Sport Club Curufaity, que antes disto tinham pertencido ao Club Athletico Guanabara, e que tinham entre 7 e 12 anos. Em 1917 permaneceram apenas 3 garotos do time campeão Infantil de Primeiros Quadros de 1916, por conta de terem estourado a idade limite, ano em que o Infantil do Fluminense tinha 110 jogadores em todas os seus quadros. Campeões de primeiros-quadros em 1916 e do Torneio Início em 1916 e 1917, bicampeões de segundos-quadros em 1916 e 1917, tiveram as atividades encerradas em 1918, por conta da falta de campo para jogar, já que o Estádio das Laranjeiras encontrava-se em construção, interditando o antigo Campo da rua Guanabara, que ficava no mesmo local, embora em posição diferente.
Neste mesmo ano, a Seleção Brasileira faz o primeiro jogo de sua história, no campo do Fluminense, em 21 de julho de 1914, no aniversário de doze anos do clube, derrotando o Exeter City da Inglaterra por 2 a 0, com o tricolor Oswaldo Gomes fazendo o primeiro gol da história da Seleção, com cerca de 10 000 pessoas comparecendo ao campo do Fluminense, com a maioria assistindo ao jogo de pé.
Foi a partir de então o campo do Fluminense a primeira sede da seleção nacional, onde ela permaneceu invicta em 18 jogos disputados entre 1914 e 1932, campo no qual a Seleção Brasileira, além de disputar a sua primeira partida, conquistou os seus dois primeiros títulos relevantes, as edições da Campeonato Sul-Americano de Seleções, atual Copa América, de 1919 e 1922.

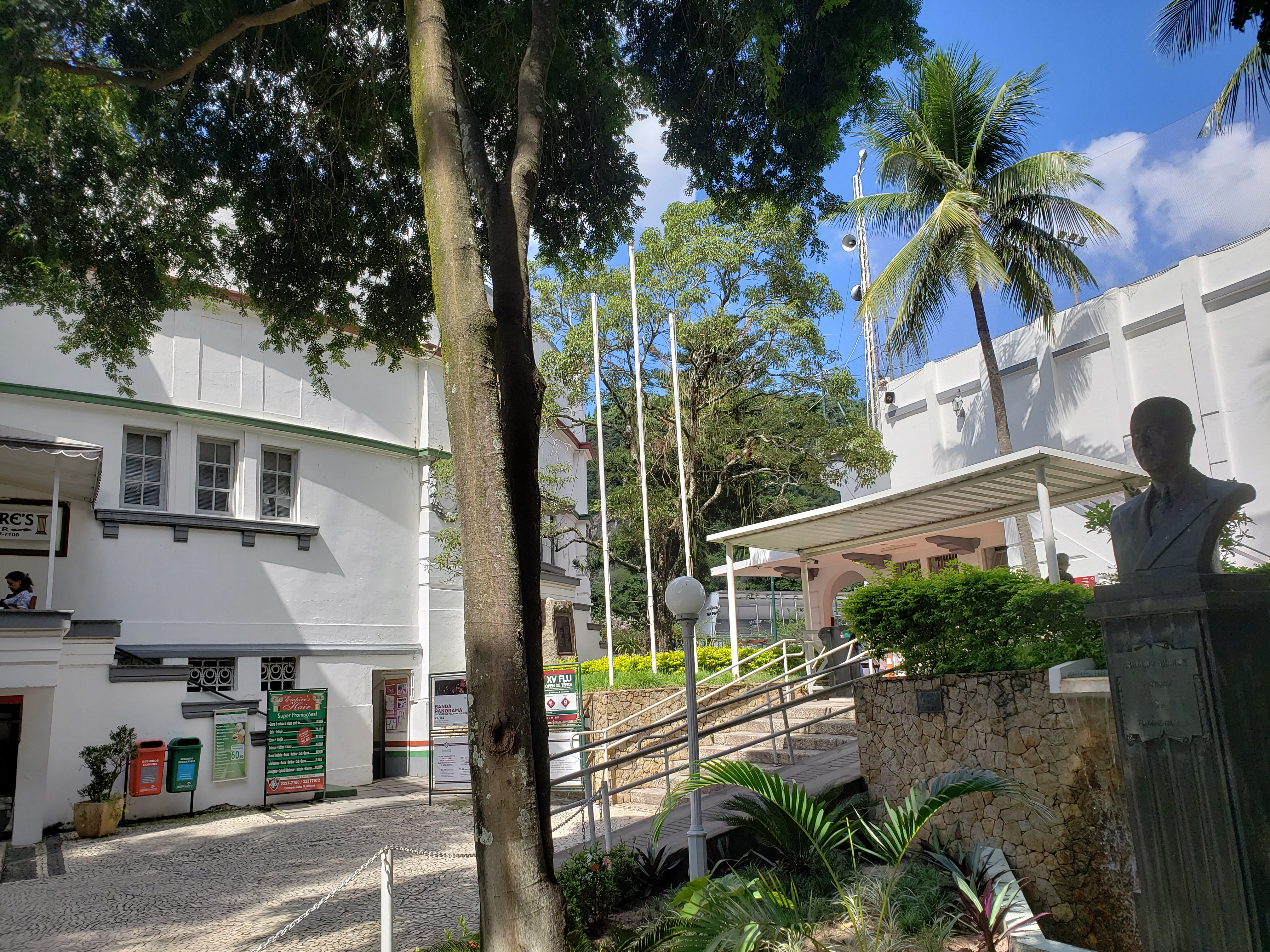
Busto de Arnaldo Guinle, patrono tricolor.

As ações do Tricolor em pró do desenvolvimento do futebol brasileiro ganharam um novo capítulo em 28 de dezembro de 1916, pela iniciativa de Arnaldo Guinle, presidente do Fluminense e da Confederação Brasileira de Desportos, a confederação brasileira conseguiu o registro provisório de inscrição na FIFA, vindo a conseguir o definitivo sob a presidência de outro tricolor, Oswaldo Gomes, em 20 de maio de 1923.
Durante a Primeira Guerra Mundial o Fluminense criou uma batalhão que recrutou 83 reservistas apenas no primeiro momento, movimento de civismo que acabou seguido pelo Bangu e pela própria liga posteriormente.
O Fluminense ampliou significativamente a sua sede em 1915, incluindo um aumento da capacidade de suas arquibancadas para 5 000 pessoas. O Clube Atlético Paulistano, cujos ideais eram iguais aos seus, passou a considerar como sócios-temporários os sócios do Flu de passagem por São Paulo.

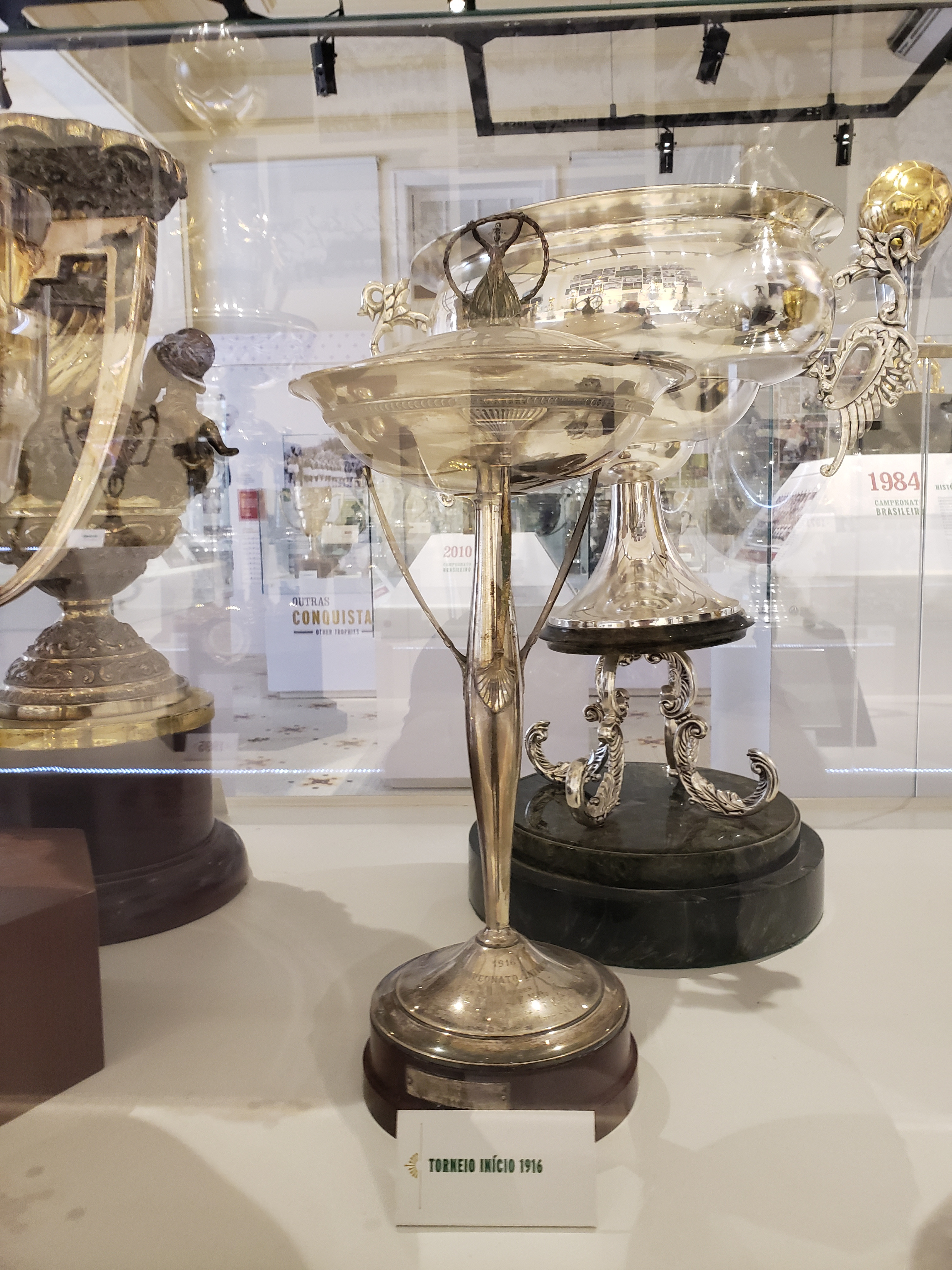
Taça do Torneio Início de 1916.

Em 1916, o Flu foi campeão da primeira edição do Torneio Início ao vencer o America na final por 1 a 0, gol marcado por Welfare.

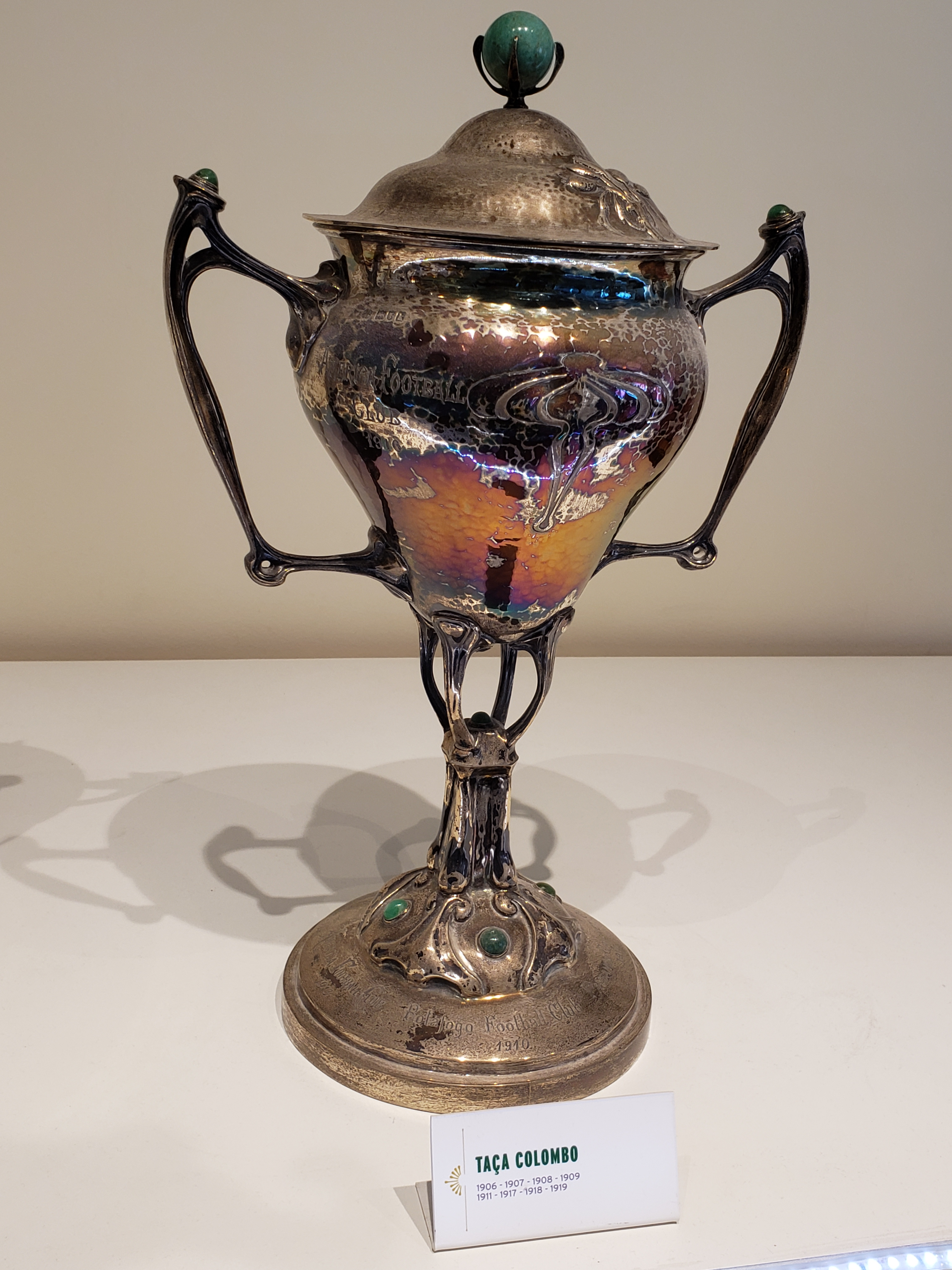
Taça Colombo conquistada em 1919.

O triênio de 1917 a 1919 foi repleto de acontecimentos significativos. Em 2 de outubro, a Confederação Sul-Americana de Futebol indicou o Brasil como sede do Campeonato Sul-Americano de Seleções de 1918. Como o governo brasileiro não tinha condições de realizar um evento de tal magnitude, recorreu ao Fluminense, que contraiu vultoso empréstimo junto ao Banco do Brasil, além de receber grandes contribuições de seus abastados sócios e de seus torcedores.
Em função da epidemia de Gripe Espanhola em vários países da América do Sul, este campeonato acabou sendo transferido para o ano de 1919. Finalmente, no dia 11 de maio deste ano, o Estádio das Laranjeiras, com capacidade prevista para 18.000 espectadores era inaugurado na vitória da Seleção do Brasil sobre a do Chile por 6 a 0, e logo no primeiro jogo a lotação atingiu 25.000 pessoas.
O Fluminense foi tricampeão carioca em 1917, 1918 e 1919 tendo disputado 54 partidas nestes campeonatos, vencendo 44, empatando 5 e perdendo apenas 5, fazendo 178 gols e sofrendo 56, o mesmo número de gols marcados por seu artilheiro Henry Welfare neste período.
Segundo o jornalista Tomás Mazzoni, em seu livro História do futebol no Brasil, na parte referente ao ano de 1919, por conta das desavenças entre o Fluminense e o Paulistano, o primeiro declarado campeão da Taça Ioduran de 1919 por desistência do Paulistano em enfrentar o Fluminense em razão de divergências entre as ligas carioca e paulista, com o Tricolor vencendo por W. O., em 27 de agosto, e o segundo que se julgava no direito de ficar com ela por ter sido o campeão do ano anterior (a posse era transitória), a taça acabou indo para o Museu do Ipiranga, em São Paulo, como solução de conciliação.

Nos Jogos Olímpicos de 1920, o atleta tricolor Afrânio Antônio da Costa ganhou a primeira medalha olímpica da história para o Brasil, ao levar a medalha de prata na competição de tiro. Ainda neste dia, Afrânio e o também atleta tricolor, Guilherme Paraense, fizeram parte da equipe brasileira que conquistou a medalha de bronze por equipes na modalidade tiro-livre-pistola ou revólver, tendo ainda nesta Olimpíada Guilherme Paraense conquistado a primeira medalha de ouro para o Brasil.

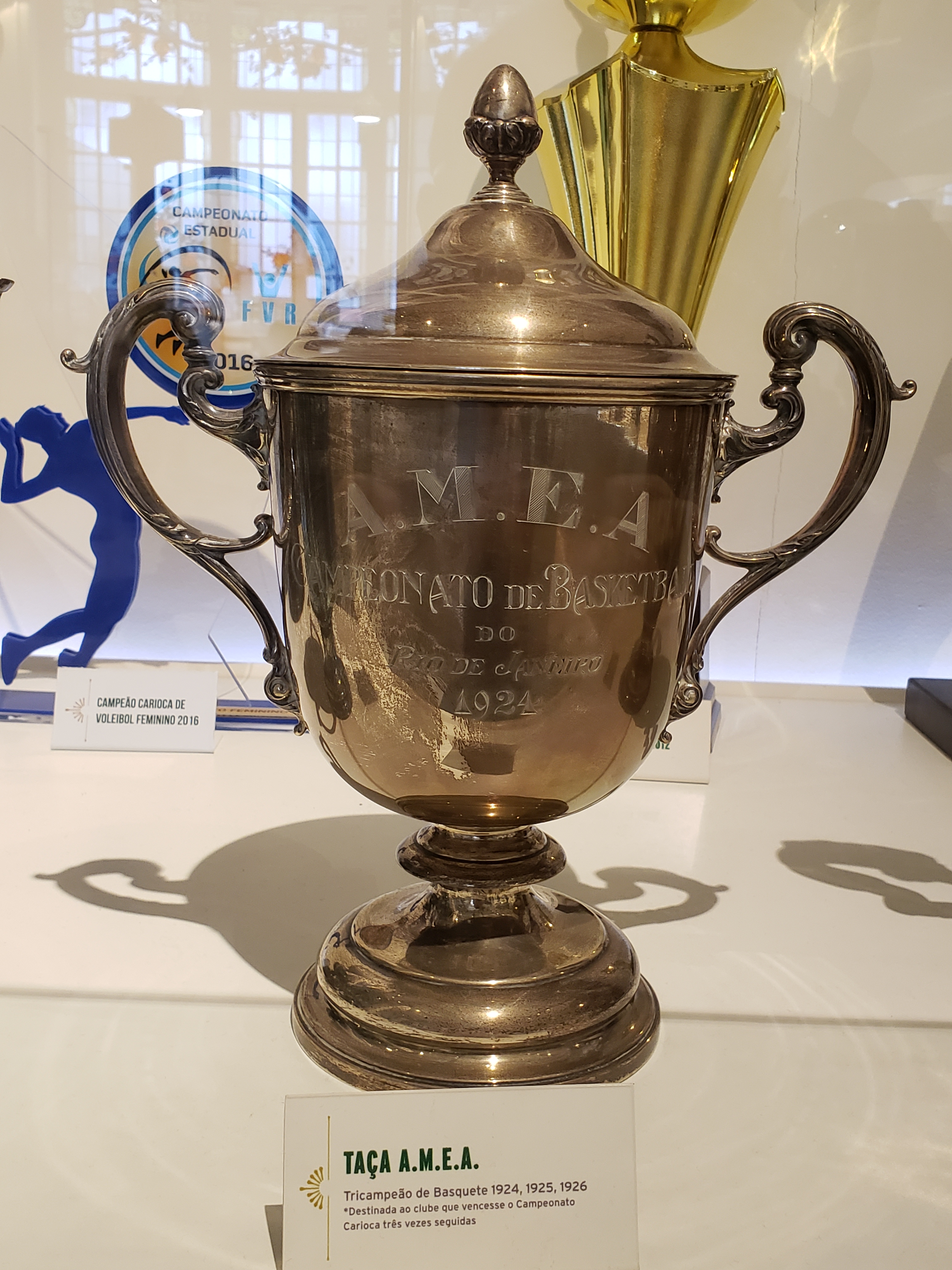
Taça AMEA de basquete tricampeão 1924-25-26.

Ainda em 1920, o Fluminense trouxe para o Brasil o técnico de basquete norte-americano, de Ohio, Fred Brown, de uma Associação Cristã de Moços daquele país, que criou um curso formador de técnicos e implantou bases para a organização deste esporte no Brasil, tendo sido inclusive o primeiro técnico da Seleção Brasileira de Basquete e conquistado o primeiro título disputado por esta seleção, os Jogos Olímpicos Latino-Americanos, tendo o Flu contribuído com cinco atletas. O ano marcou também o início de espetáculos culturais mais aprimorados no Fluminense, com sessões de cinema que se davam no entorno da piscina e com a apresentação da ópera "Aída" no estádio. Em 28 de maio de 1921 aconteceu no Salão Nobre uma grande programação cultural e a partir de então o Fluminense seria por décadas uma grande referência cultural do Rio de Janeiro, ainda anos dias de hoje, palco de filmagem de cenas de novelas e filmes, bailes e outras atividades culturais.
Em 1922, o Fluminense, sem contar com o apoio do governo brasileiro que prometeu dividir os custos das competições e sem que este tenha cumprido a sua promessa, promoveu o Campeonato Sul-Americano de Seleções e os Jogos Olímpicos Latino-Americanos, um dos jogos precursores dos Jogos Pan-Americanos, como os grandes eventos comemorativos do Centenário da Independência do Brasil. Os altos custos na adaptação de sua sede se refletiram nos resultados do futebol durante muitos anos, já que o Flu após ganhar o Campeonato Carioca de 1924 só iria conquistá-lo novamente em 1936. Entre muitas outras melhorias realizadas no clube em 1922, o Estádio das Laranjeiras foi ampliado para receber 25.000 espectadores.
Nesse mesmo ano, após uma contusão sofrida jogando pelo Fluminense contra o São Cristóvão e fazendo questão de ainda assim jogar até o final, o jogador Mano veio a falecer pouco depois com infecção generalizada.
O Fluminense se desprendeu da condição de ser um clube apenas da elite a partir da primeira metade da década de 1920, quando o futebol brasileiro penetrou na cultura das camadas mais populares da sociedade, tendo sido um dos baluartes na luta pela profissionalização dos jogadores em 1933, deixando de restringir a prática do futebol aos associados ou aos falsos amadores de alguns clubes, que praticavam o chamado "profissionalismo marrom".
Praticado desde a segunda metade da década de 1910, o volei começou a se organizar no Brasil em 1923, pela iniciativa do Fluminense em promover um torneio reunindo os clubes filiados à Liga Metropolitana de Desportos Terrestres.

Em 1923, Arnaldo Guinle criou o Natal das crianças pobres, que em seu primeiro ano doou brinquedos para mais de 6.000 crianças carentes.

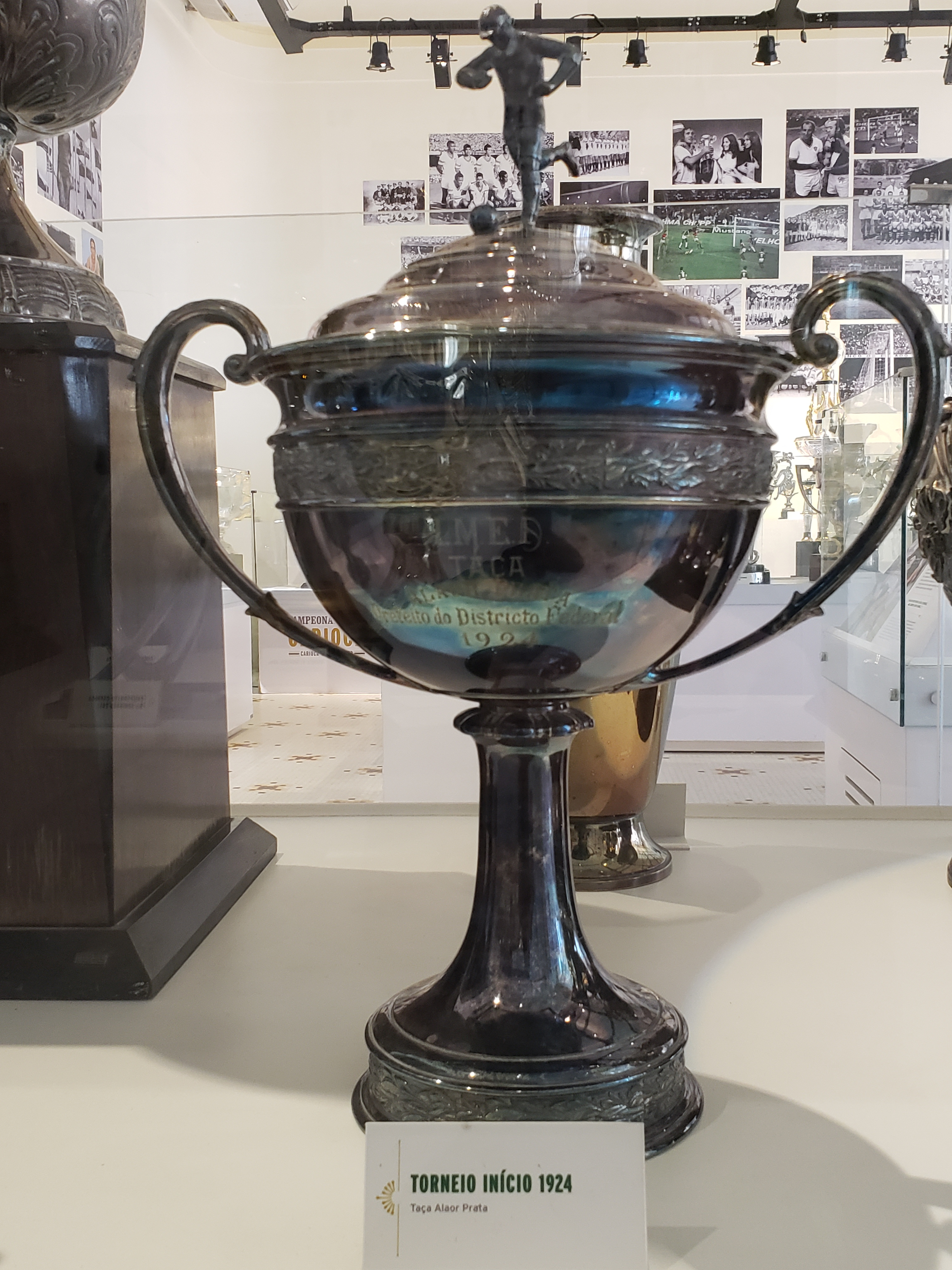
Taça do Torneio Início de 1924.

Na campanha vencedora do Campeonato Carioca de 1924, o Tricolor obteve 12 vitórias, apenas um empate e uma derrota, fez 54 gols e sofreu 19, com o seu artilheiro Nilo marcando 28 tentos. Neste ano conquistou também o Torneio Início ao vencer o Flamengo na final.

### 1925–1934: primeiras taças internacionais, acidente fatal e o início da era profissional

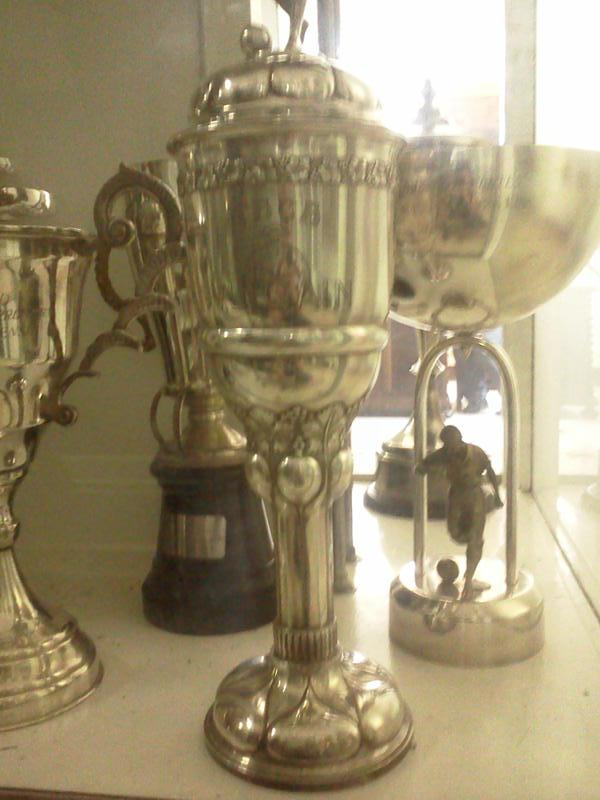
Taça Vulcain 1928.

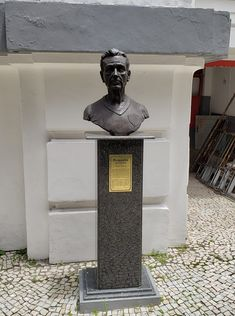
Busto de João Coelho Netto, o "Preguinho".

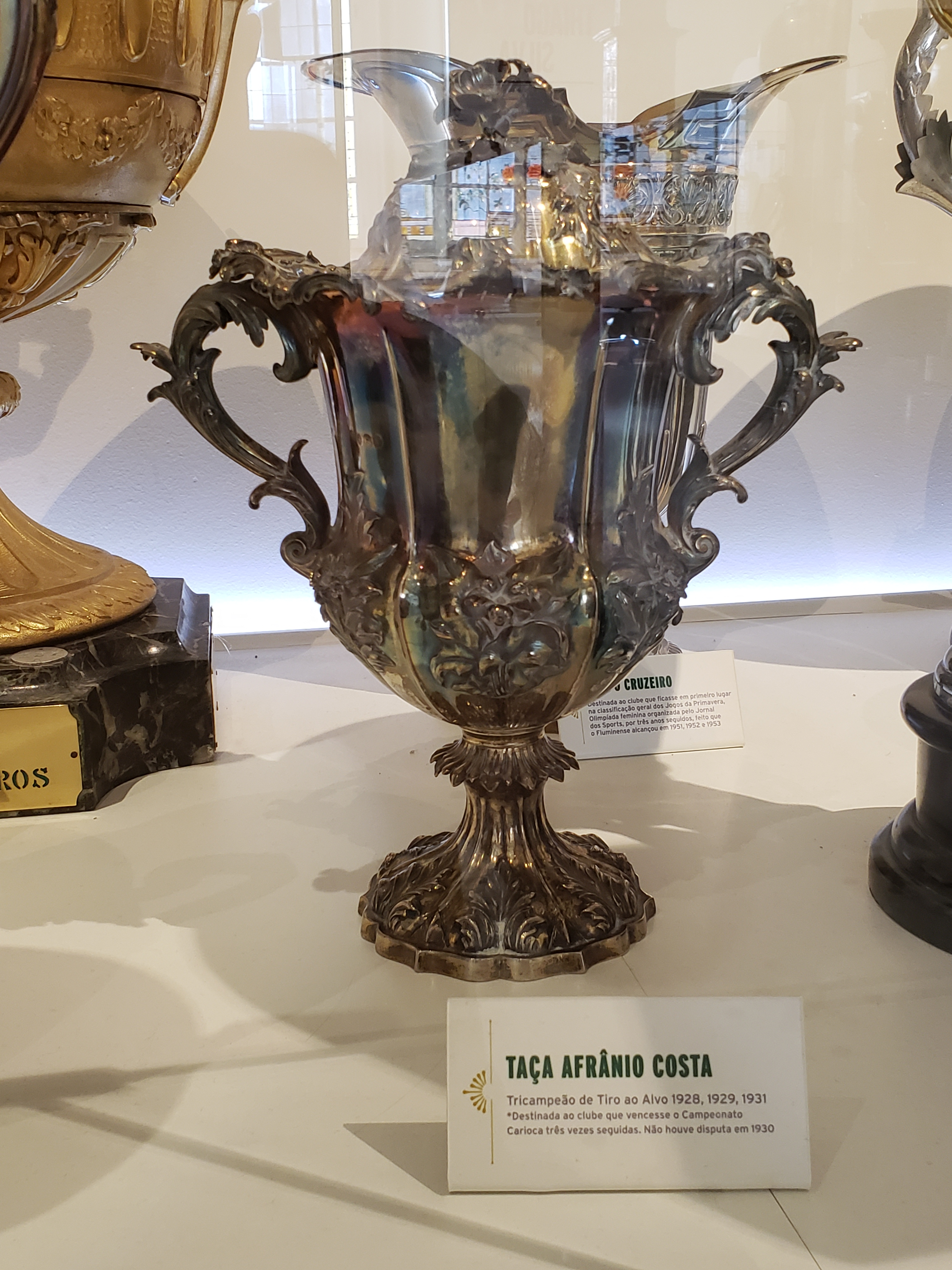
Taça Afrânio Costa de Tiro ao Alvo tricampeão em 1931.

Apesar de não conquistar tantos títulos relevantes no futebol neste período, numa época em que São Cristóvão e Bangu despontavam como concorrentes, junto com America, Botafogo, Flamengo e Vasco da Gama, o Fluminense sagrou-se vice-campeão estadual em 1925, 1927 e 1935, além de conquistar o Torneio Início em 1925 e 1927, mantendo-se sempre entre os melhores nesta época, quando a sua pior colocação foi o quinto lugar em 1934.
O recorde de público pagante do Estádio de Laranjeiras foi na partida Fluminense 3 a 1 Flamengo, em 14 de junho de 1925, quando 25 718 espectadores pagaram pelos ingressos, embora nos dias de hoje se desconheça o público da partida do Fluminense contra o Sporting Clube de Portugal, realizado em 1928.[carece de fontes?] Também em 1925, no dia 17 de maio, 22 476 espectadores pagaram pelos ingressos em partida contra o Vasco da Gama, e sobre a partida de 22 de novembro o jornal O Globo calculou em 30 000 o público presente em outra partida contra os cruzmaltinos, em expressiva vitória tricolor por 5 a 1.
O São Cristóvão foi o merecido campeão carioca de 1926, com apenas duas derrotas em dezoito jogos, mas em 18 de abril o atacante tricolor Nilo, com três gols, Coelho com dois, e Alfredinho, decretaram uma grande vitória do Tricolor contra o clube de uniforme todo branco, com o resultado final marcando 6 a 2 para o Fluminense.
No dia 15 de julho de 1928, o Fluminense realizou amistoso (vitória tricolor por 4 a 1) em seu estádio contra o Sporting Club de Portugal. Os fatos relevantes desta partida, é que esta foi a primeira vez que este grande clube português usou a sua camisa com listras horizontais em verde e branco, que viria a ser seu uniforme tradicional nos anos seguintes, além do tricolor ter conquistado com esta vitória a sua primeira taça internacional, a Taça Vulcain, com o Estádio das Laranjeiras lotado. O Flu colocou ainda mais 2 000 cadeiras na pista de atletismo para atender a enorme demanda de público, que queria assistir ao confronto do Tricolor contra um grande representante do país que até 106 anos atrás ainda era o colonizador do Brasil, partida esta que teve grandes demonstrações de patriotismo, que incluíram desfiles de bandas, notadamente as militares, além de homenagens recíprocas entre os clubes envolvidos. Conquistaria a segunda taça internacional, novamente contra o Sporting, 14 dias depois, agora na vitória por 3 a 2, em jogo com um pouco menos de público por conta da chuva que caiu naquele dia.
O Estádio de Laranjeiras recebeu iluminação artificial já em 21 de junho de 1928, tendo sido ela inaugurada na partida disputada entre a Seleção Carioca de Futebol e o Motherwell Football Club, clube de futebol da Escócia.
Em sua primeira partida na cidade de Belo Horizonte, na inauguração oficial do Campo da Alameda em 8 de setembro de 1929, o Fluminense conquistou as taças Dom Pedro II e Torcedoras do América FC, perante o América, vice campeão mineiro, que poucos anos antes sagrara-se decacampeão estadual.
No dia 9 de março de 1930, um grave acidente de trem ocorrido quando o Fluminense retornava de um amistoso contra a Seleção da cidade de Teresópolis (RJ), matou o zagueiro gaúcho Jorge Tavares Py quando este tentou acionar os freios do vagão em que se encontrava para tentar minimizar os efeitos do acidente e causando ferimentos em todos os outros jogadores do Fluminense. Ainda assim, honrando a sua camisa, o clube levou a termo os seus compromissos naquele ano mesmo tendo um desempenho apenas satisfatório em seus jogos.
Na Copa do Mundo de 1930, Preguinho, o primeiro capitão da Seleção Brasileira em uma Copa do Mundo, marcou também o primeiro gol brasileiro nesta competição.
Em 1933, o Fluminense foi o principal articulador do profissionalismo no futebol brasileiro, o que redundou em muitas reações fortes, com vários clubes se posicionando contra, o que ocasionou várias divisões de ligas entre profissionais e amadoras, em alguns estados do Brasil, antes que esta tese vencesse e se implantasse definitivamente neste país.

### 1935–1949: supremacia, outros títulos e esforço de guerra

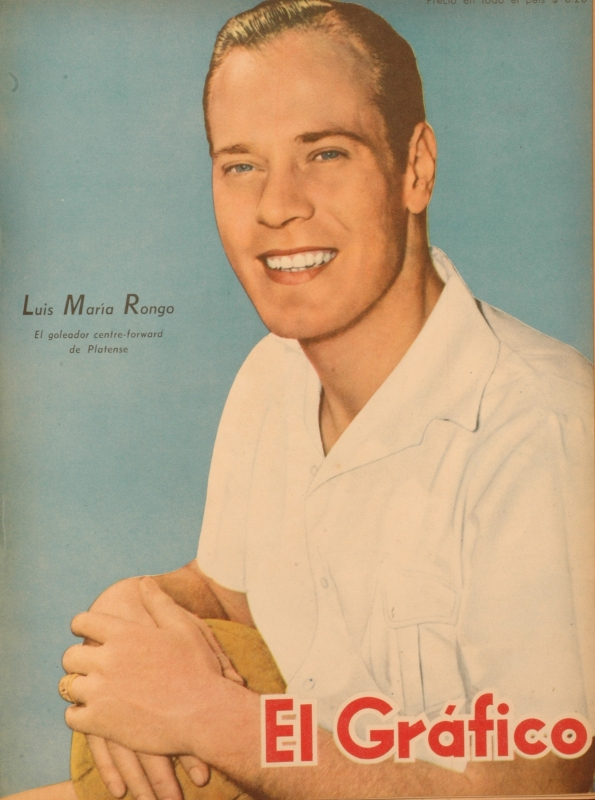
Rongo, goleador argentino.

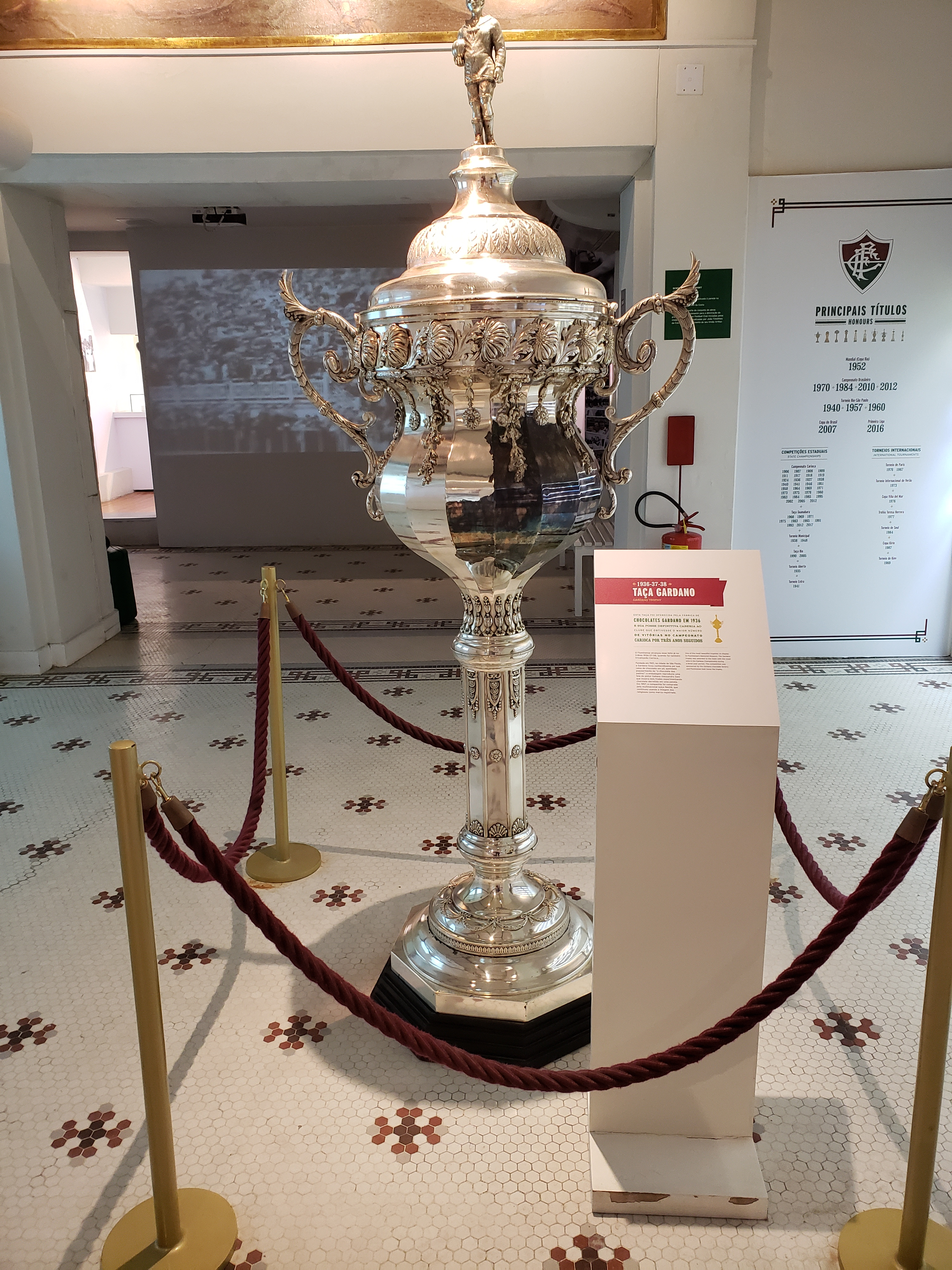
Taça Gardano disputada de 1936 a 1938 no Fla-Flu.

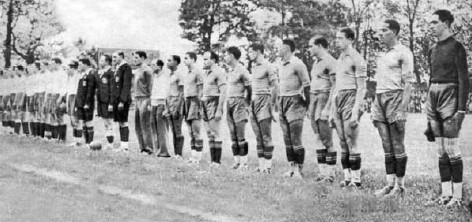
Seleção Brasileira na Copa de 1938.

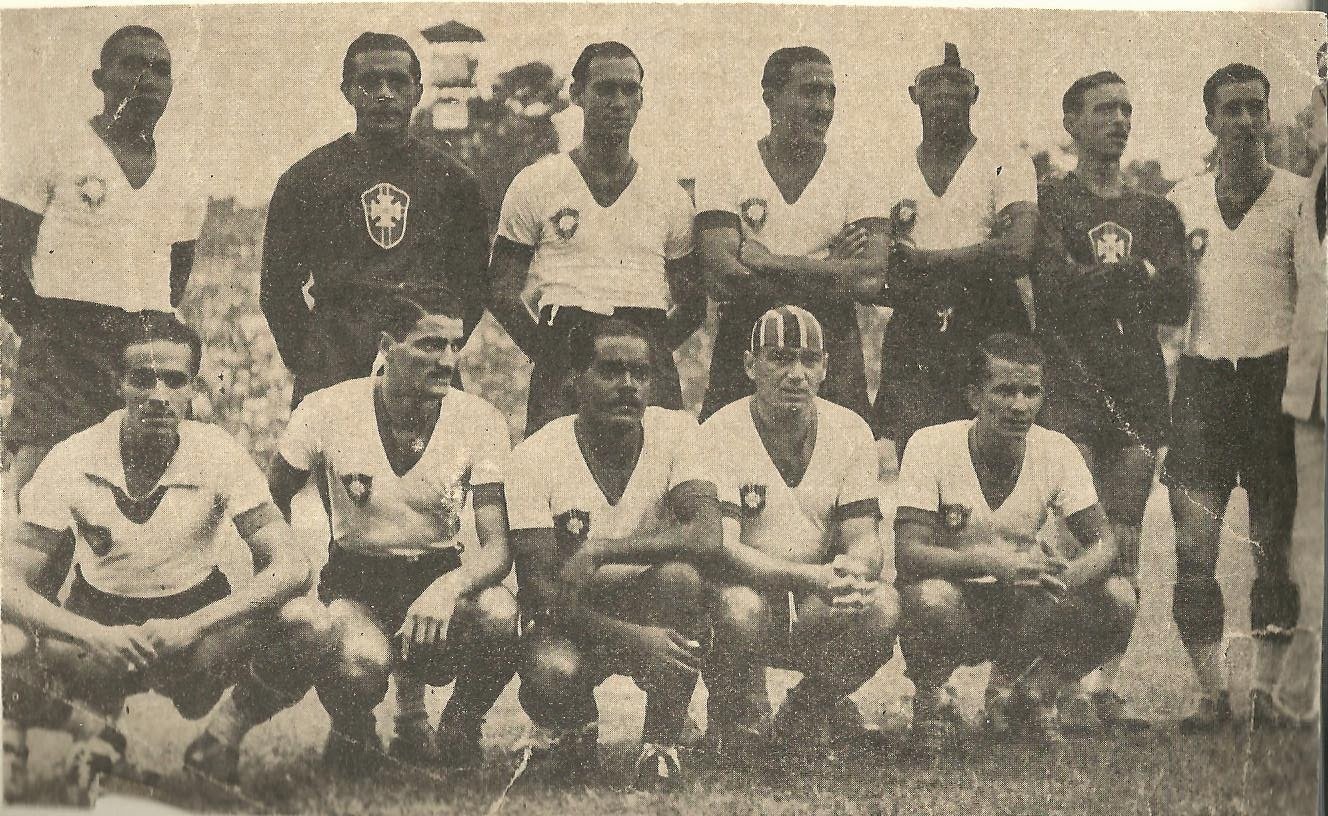
Craques tricolores compondo a Seleção Brasileira em 1940. Romeu de touca tricolor.

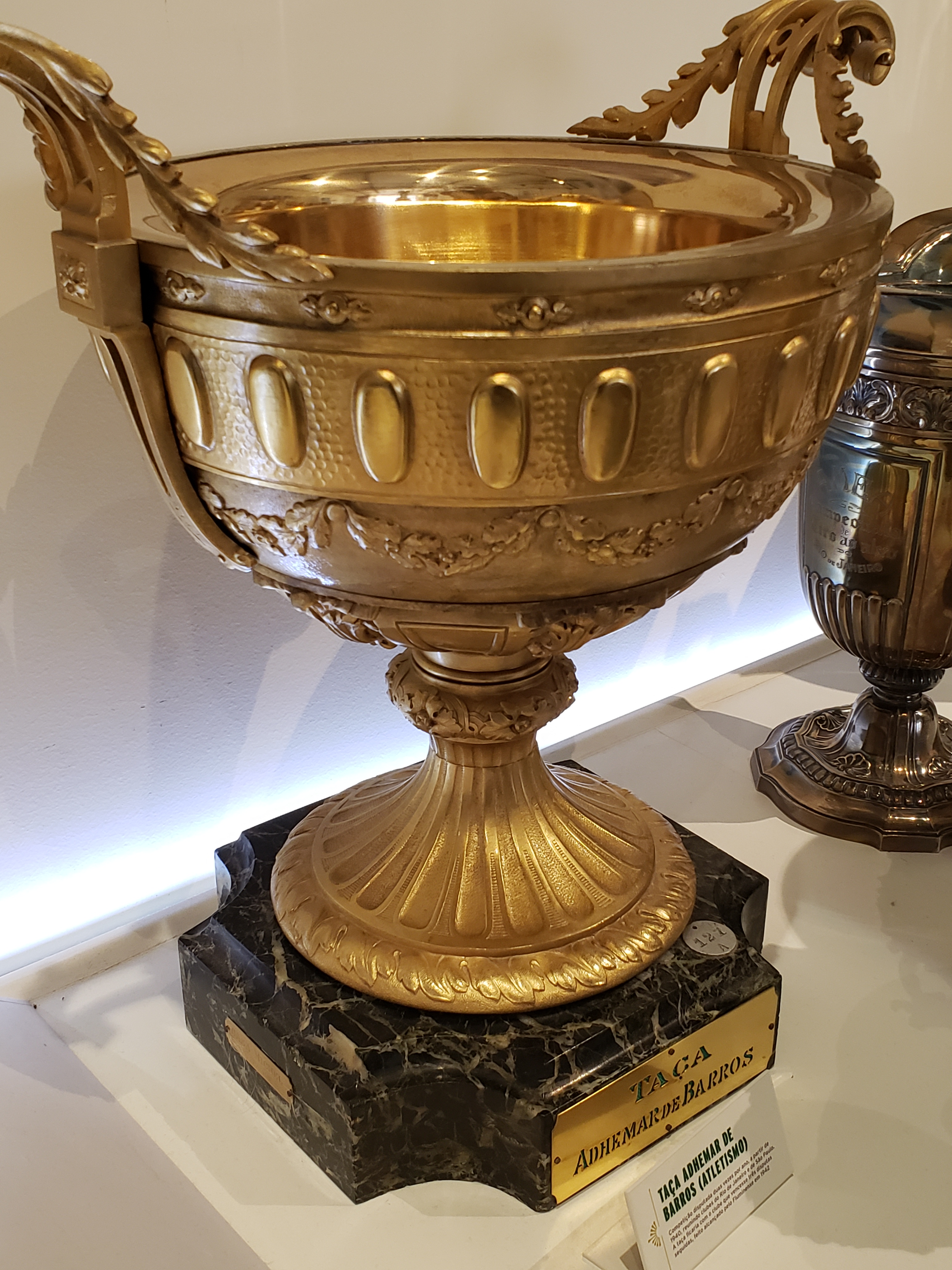
Taça Ademar de Barros de Atletismo (RJ x SP) 1942.

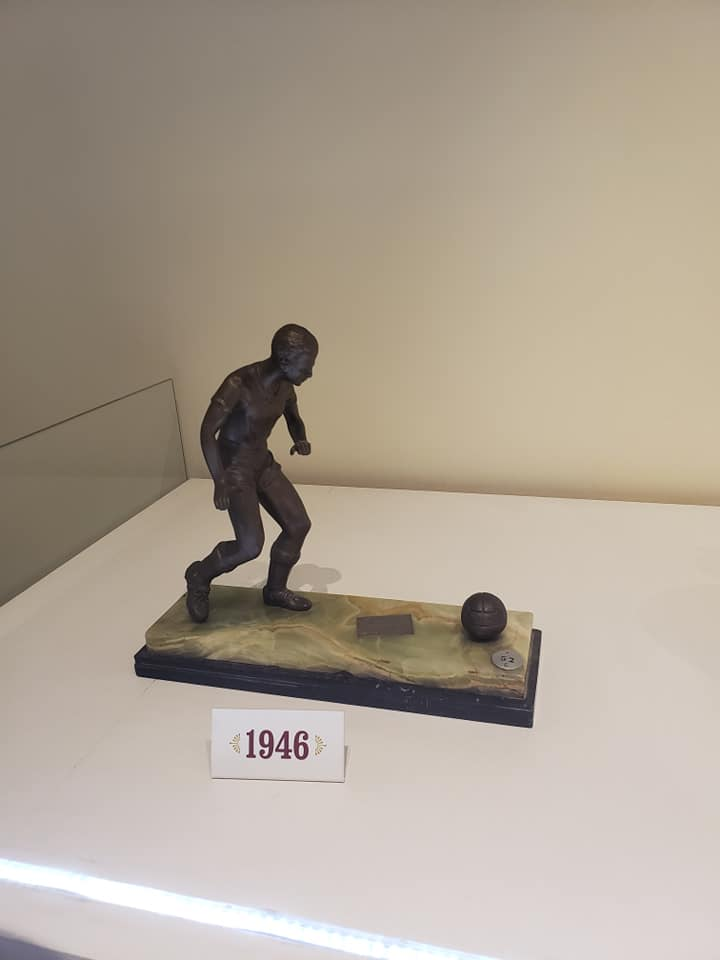
Taça do Campeonato Carioca de 1946.

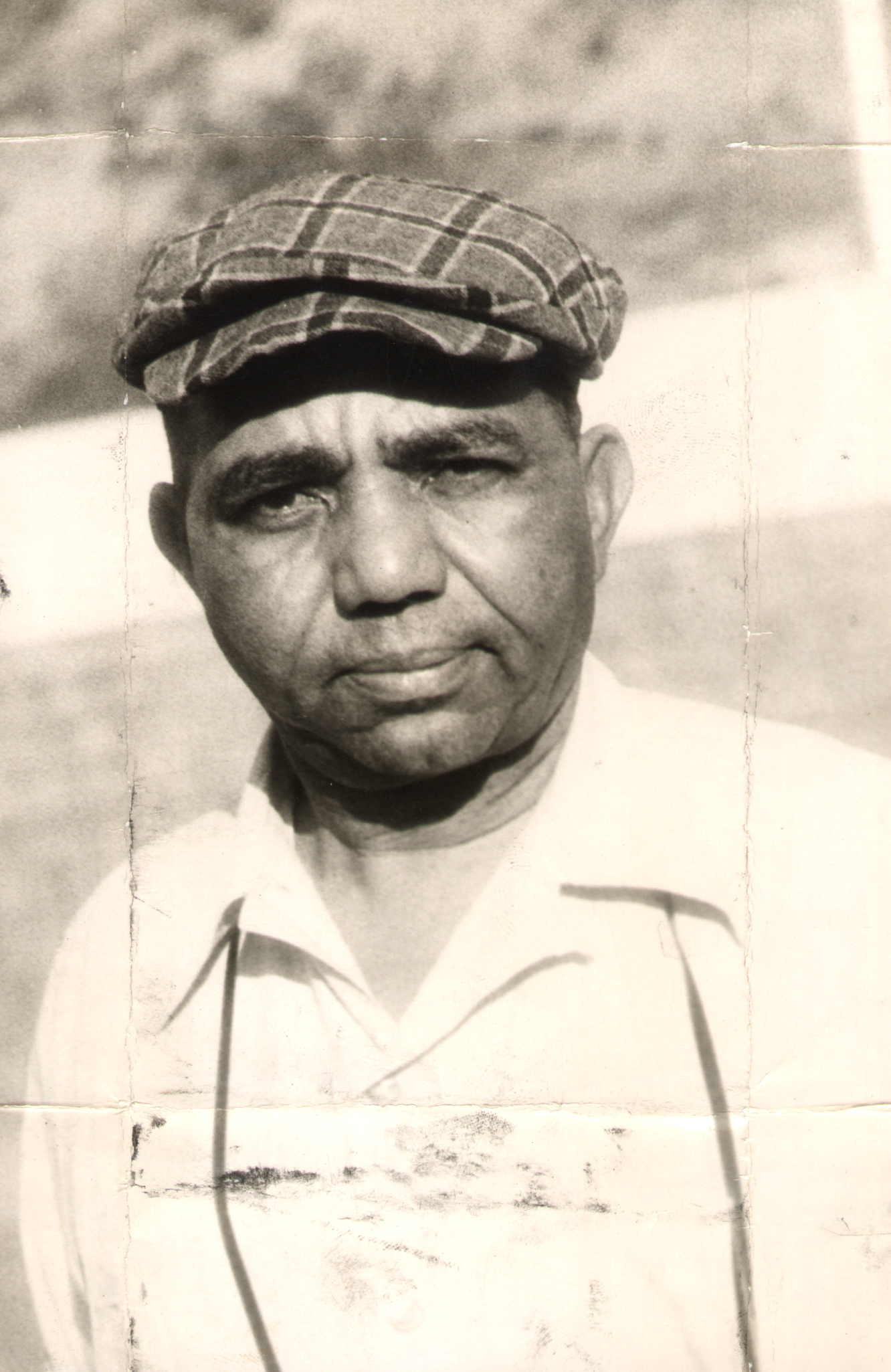
Gentil Cardoso, campeão carioca de 1946.

No ano de 1935, o Fluminense contratou 11 jogadores da Seleção Paulista que era bicampeã do Campeonato Brasileiro de Seleções estaduais, a principal competição de futebol durante décadas no Brasil. Não satisfeito, durante os anos que se passaram, juntaram-se aos paulistas outros jogadores de diversas origens e futebol refinadíssimo, como Brant, Russo, Hércules, Pedro Amorim, Carreiro e o artilheiro argentino Rongo (que anteriormente defendera o River Plate), formando um dos melhores times de sua história.
Neste mesmo ano de 1935 o Fluminense conquistou o Torneio Aberto, competição que tinha este nome, pois além dos times profissionais, possibilitava a participação de times amadores, ao vencer o America na final por 3 a 1. Cabe lembrar que nesta época havia duas ligas no futebol do Rio, uma profissional, liderada pelo Fluminense e outra amadora, liderada pelo Botafogo, que sagrou-se tetracampeão carioca com três títulos conquistados nesta outra liga, na qual era o único time de maior porte. O Torneio Aberto era uma oportunidade de times das duas ligas medirem forças e uma tentativa dos clubes profissionais atraírem os amadores, o que acabou acontecendo em 1937, com a pacificação do futebol carioca, o que acabou por interromper o Torneio Aberto deste ano, quando o Fluminense o liderava.
No Campeonato Carioca de 1935, em clássico válido pela antepenúltima rodada, o Fluminense vencia o America por 5 a 4 e já perto do final da partida o time rubro fez dois gols, virando o jogo e praticamente garantindo o título, pois nas últimas rodadas venceu a Portuguesa por 4 a 0 e empatou com o Flamengo por 1 a 1, e como o Flu venceu o Modesto por 4 a 0 e a Portuguesa por 5 a 3, terminou o campeonato como vice-campeão, há apenas um ponto do America, mas a partir daí as conquistas tricolores se sucederam.
Talvez nunca, o Fluminense tenha tido uma supremacia tão grande sobre os seus adversários como entre 1935 e 1941, quando com um time repleto de jogadores excepcionais, conquistou, além do Torneio Aberto, cinco campeonatos cariocas, um Torneio Extra, um Torneio Municipal, dois títulos do Torneio Início (em 1940 e 1941) e muito se destacou nos amistosos interestaduais e no Torneio Rio-São Paulo de 1940, que terminou na liderança, sem que este tenha sido concluído, por abandono dos clubes paulistas.
Entre 1936 e 1941, o Fluminense obteve 90 vitórias, 21 empates e 21 derrotas (8 em 1939, um ano atípico), com 410 gols pró (106 em 1941, recorde na história do Campeonato Carioca) e 187 gols contra (44 em 1939). Em 1939, muitos creditaram a má campanha do time ao fato de ter sido base do Brasil na Copa do Mundo de 1938 e como não voltou com o título, perdido para a bicampeã Itália, os jogadores do Fluminense, que formaram a base deste selecionado, mesmo ajudando o Brasil a conquistar um honroso e inédito terceiro lugar teria voltado muito abalado emocionalmente, vindo a perder a motivação no ano seguinte também pelo fato de ser um time com grande número de ítalo-brasileiros, em plena Segunda Guerra Mundial, época em que imigrantes italianos e seus descendentes, assim como os alemães e japoneses, sofreram perseguições e discriminação em grande parte do Brasil.
Sete anos após a fundação da Escola de Educação Física do Exército, em 1937, o seu Curso de Especialização em Medicina Esportiva formou o primeiro médico nessa especialidade, o atacante do Fluminense Vicentino, que acabou por abandonar a carreira de jogador de futebol, para  se dedicar à Medicina Esportiva, criando em 1937 a Seção de Serviços Médicos do Fluminense Football Club. Essa contribuição pioneira para o futebol brasileiro, teve em Vicente Rondinelli o seu Patrono.
Na campanha da conquista do Torneio Municipal de 1938, o Fluminense em 16 jogos obteve 11 vitórias, 1 empate e 4 derrotas, com 39 gols pró e 18 contra, sendo campeão na penúltima rodada ao vencer o Bonsucesso por 6 a 0. Ainda em 1938, o Fluminense criou as Olimpíadas Tricolores, disputa interna em várias modalidades esportivas que envolviam atletas e sócios do Tricolor.
No Torneio Extra de 1941, o Fluminense foi campeão ao vencer o São Cristóvão por 2 a 1 no Estádio da Rua Figueira de Melo, na penúltima rodada. Em 9 jogos o Fluminense obteve 8 vitórias e apenas 1 derrota (contra o America, por 2 a 1, na última rodada), com quarenta gols pró (média de 4,4 gols por partida) e 13 contra.
O Fla-Flu da Lagoa, como ficou conhecido a lendária decisão do Campeonato Carioca de 1941, na qual os jogadores do Fluminense ao final da partida eletrizante chutavam as bolas para a Lagoa Rodrigo de Freitas, que antes de ser aterrada, ficava ao lado do Estádio da Gávea, foi motivo de polêmica recente, pois renomados pesquisadores alegaram que não conseguiram achar referências a esses casos nos jornais da época, mas além das muitas testemunhas que garantiram que a pretensa lenda era verdadeira, os fatos constam publicados em O Globo Esportivo, edição 171 de 1941, página 5.
O Fluminense formou uma Escola de Instrução Militar em outubro de 1937 que durante os anos de 1940 e 1941 conquistou o primeiro lugar em eficiência e disciplina de todo o então Distrito Federal e preparou um curso de enfermagem em 1942 para auxiliar os pracinhas da Força Expedicionária Brasileira que mais tarde desembarcariam na Itália, formando 85 enfermeiras, além de doar um avião para a Força Aérea Brasileira, batizado de Coelho Netto.
Após esta fase excepcional, o Flu foi vice-campeão carioca em 1943 e 1949, terceiro em 1942 e quarto em 1944 e 1945. No ano de 1943 foi campeão do Torneio Início, ao bater o Madureira na final.
Em 1946, conquistou o Campeonato Carioca após, ao final do torneio, quatro equipes terem terminado empatadas, sendo necessária uma fase final chamada de Supercampeonato para definir o título. Curiosamente o time tricolor não empatou uma vez sequer na fase inicial deste campeonato, obtendo 13 vitórias e 5 derrotas, com 74 gols pró e 36 contra. No Supercampeonato, obteve 5 vitórias e 1 empate, 23 gols a favor e 9 contra. A grande estrela deste campeonato foi o grande artilheiro Ademir Menezes e o jogo final foi contra o Botafogo, com o Fluminense vencendo por 1 a 0 perante cerca de 35.000 espectadores presentes (27.094 pagantes) no Estádio São Januário, com gol de Ademir, tricolor desde a infância, em Recife, que ao terminar a carreira ainda bradava a sua paixão tricolor pelos microfones da Rádio Nacional.
A segunda conquista tricolor do Torneio Municipal aconteceu em 1948, sendo necessários 3 jogos extras para definir o campeão. Na primeira partida o Fluminense venceu o Vasco por 4 a 0 no Estádio de General Severiano, perdeu a segunda na Gávea por 2 a 1 e ganhou a partida desempate por 1 a 0, com gol de Orlando Pingo de Ouro, de bicicleta, de novo em Gal. Severiano. Em 13 jogos o Flu obteve 8 vitórias, 4 empates e apenas 1 derrota, com 31 gols a favor e 14 contra. Ainda no ano de 1948, o Fluminense venceu o Racing da Argentina por 3 a 2 em Laranjeiras, conquistando a Taça Departamento de Imprensa Esportiva. No futebol, se o time tricolor terminou como vice campeão carioca em 1949, o clube também teria um grande reconhecimento esportivo nesse ano, conforme veremos abaixo.

#### A Taça Olímpica
Taça Olímpica: 1949 ("Prêmio Nobel" do esporte).

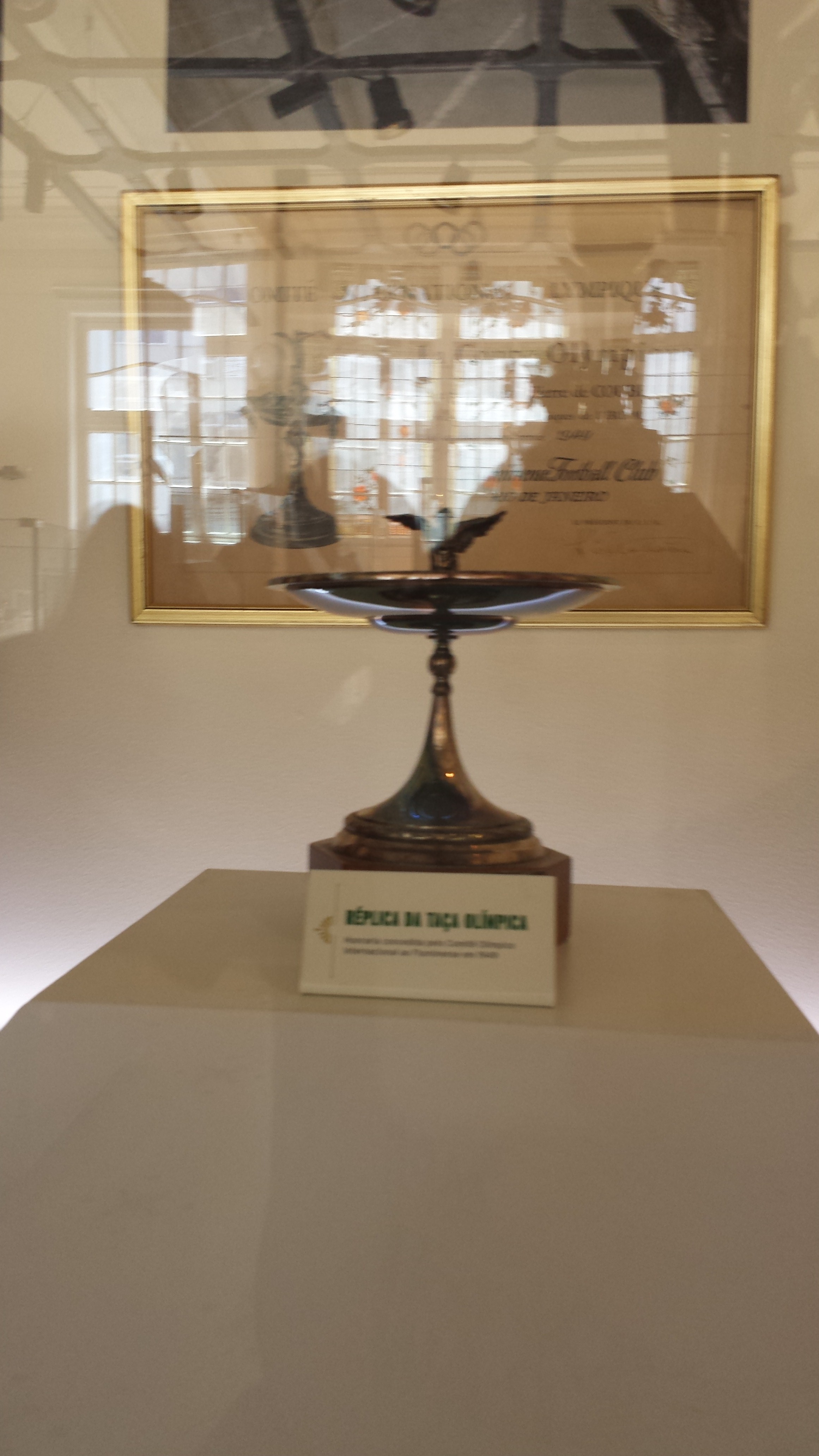
Réplica da Taça Olímpica de 1949.

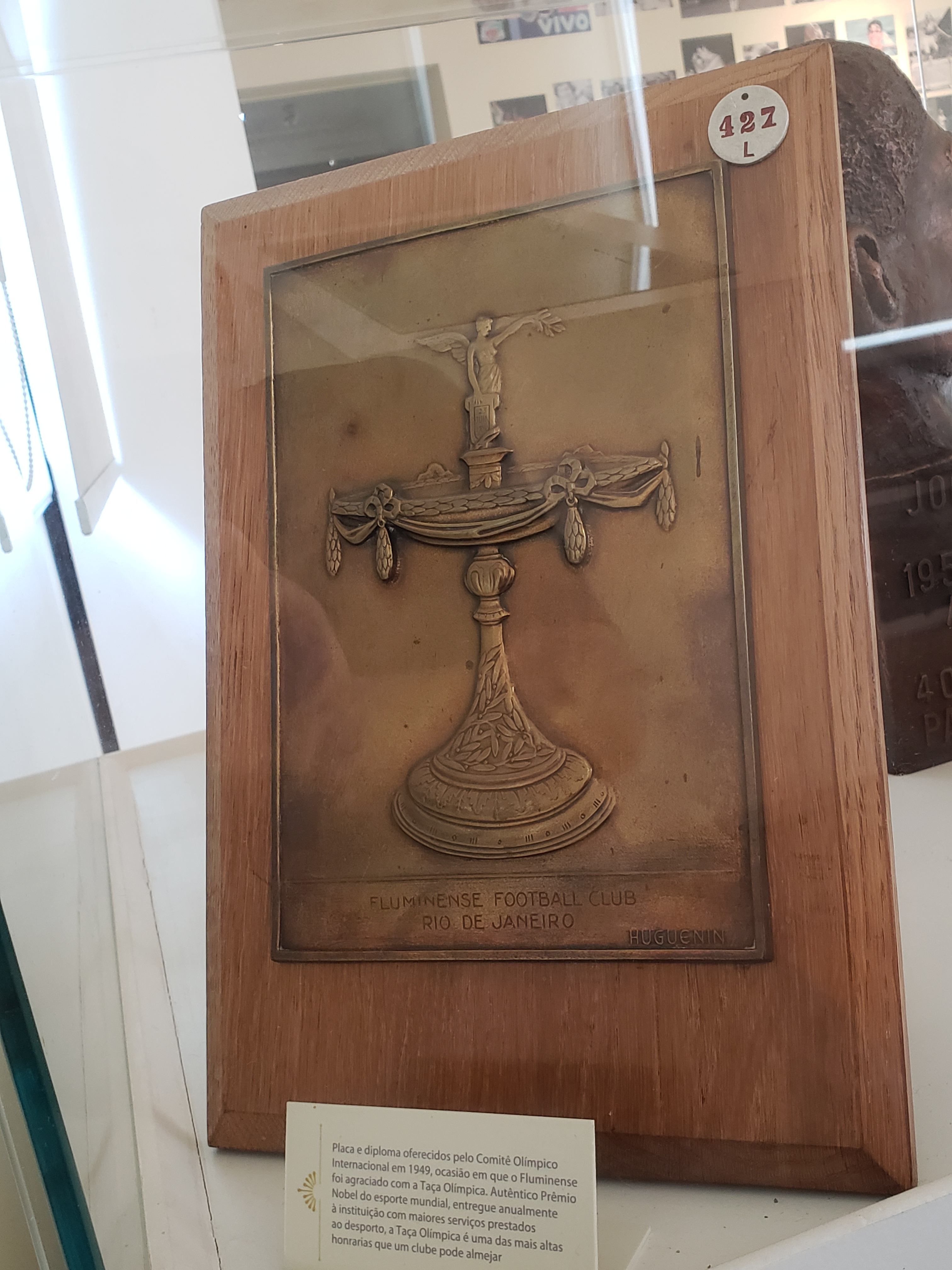
Placa concedida pelo COI.

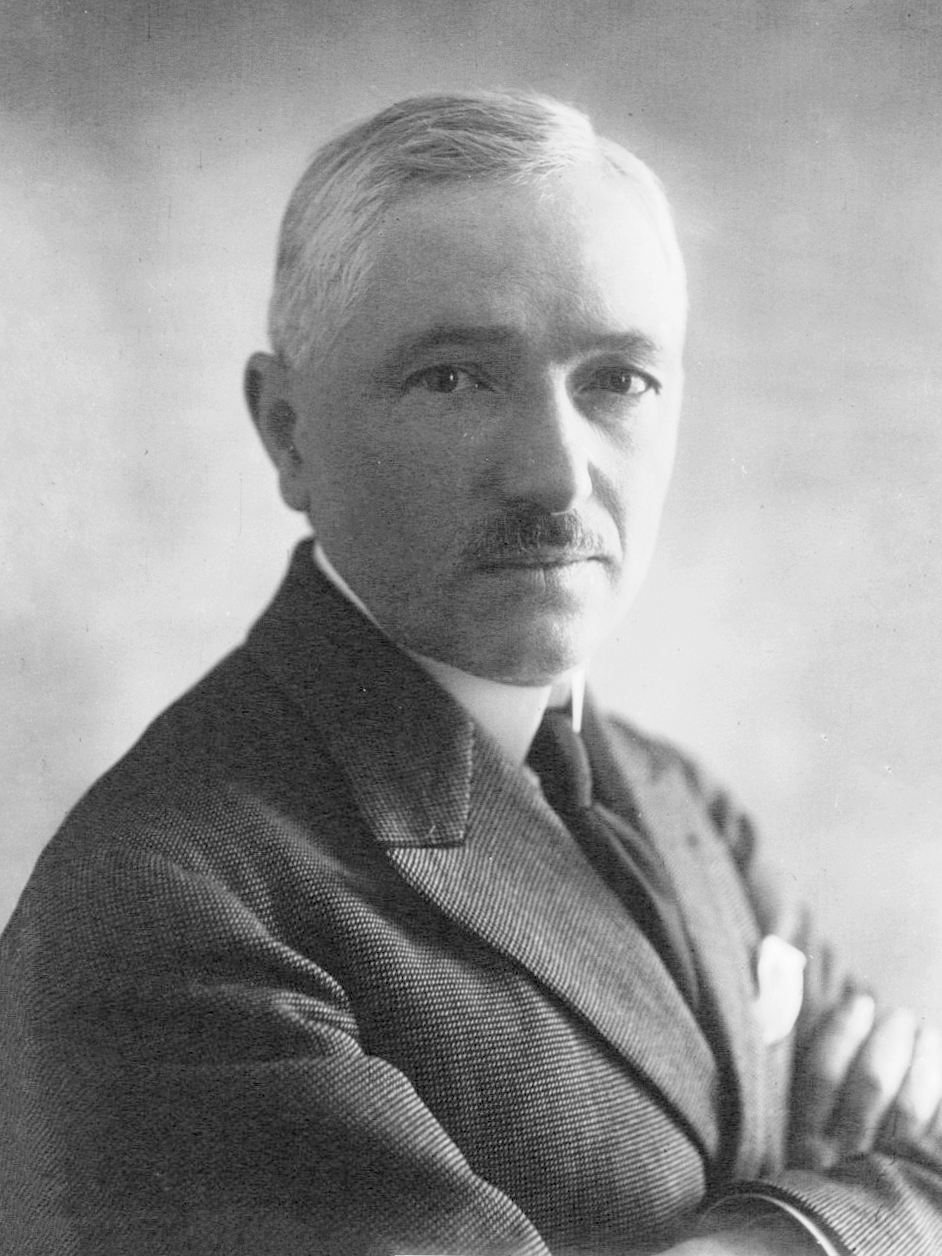
Jules Rimet.

A Taça Olímpica é o mais alto e cobiçado troféu do desporto mundial. Também chamada de "Taça de Honra", tem como finalidade reconhecer anualmente, aquele que, no juízo do Comitê Olímpico Internacional, mais fez em prol do olimpismo e do esporte. Este reconhecimento é considerado o Prêmio Nobel dos esportes. A concessão do título é feita pelo COI após rigoroso e detalhado exame dos dossiês apresentados pelos candidatos.
Para receber a honraria, o pleiteador deve ser exemplo de organização administrativa e um vitorioso nos setores esportivos, sociais, artísticos e cívicos. Um complexo de perfeição durante um ano inteiro, e escolhido como o melhor dentre os demais clubes, instituições esportivas e mesmo países do mundo, através de suas federações. O Fluminense Football Club é o único clube de futebol no continente americano, um dos dois do mundo e única instituição brasileira que já recebeu a Taça Olímpica.
A Taça Olímpica (Coupe Olympique) foi instituída em 1906 pelo Barão Pierre de Coubertin, o criador dos Jogos Olímpicos da era moderna e foi atribuída pela primeira vez, ainda em 1906, ao Touring Club da França.

### O caminho até a Taça Olímpica
O Fluminense Football Club, já em 1924, conhecedor das condições exigidas aos candidatos, enviou ao COI farta documentação, inclusive sobre a realização dos Jogos Olímpicos Latino-Americanos de 1922, um dos eventos que foram precursores dos Jogos Olímpicos Pan-Americanos e que aconteceram em suas novas instalações especialmente ampliadas para esse fim, na gestão do presidente Arnaldo Guinle (hoje patrono do clube).
O Comitê encontrava-se reunido em Paris, quando o Ministro Paulo do Rio Branco, representante do Brasil na reunião, comunicou a candidatura do Fluminense à obtenção da Taça no período 1926/1927, em reconhecimento à excelente organização dos Jogos de 1922. Apesar do apoio do próprio barão Pierre de Coubertin, o tricolor não foi feliz.
Novamente em 1936, o clube voltou a pleitear inscrição e novo dossiê foi enviado ao COI, desta vez reunido em Berlim, sede da XI Olimpíada, mas o cobiçado troféu foi outorgado a outra agremiação. Com a guerra que se estendeu por todos os continentes, o Fluminense interrompeu o trabalho iniciado em 1924.
Em 1948, por ocasião dos XIV Jogos Olímpicos de Londres, nova inscrição foi solicitada. O Fluminense competia com a famosa instituição inglesa "The Central Council of Physical Recreation London", porém nosso delegado retirou a candidatura tricolor a fim de que, unanimemente, fosse concedido o prêmio aos anfitriões da Olimpíada, mas renovou a proposta do tricolor para o ano seguinte.
Finalmente, a 28 de abril de 1949 chegava a notícia da decisão tomada pelo Comitê Olímpico Internacional reunido em Roma: o Fluminense Football Club conquistara a Taça Olímpica de 1949, dando ao Brasil a sua mais consagradora vitória nos desportos mundiais. Na ocasião da entrega feita pelo COI, Jules Rimet disse: "O Fluminense é a organização esportiva mais perfeita do mundo."
O Fluminense é o único clube da América Latina a ter seu nome inscrito na Taça Olímpica até hoje. O Museu Olímpico em Lausanne (Suíça), onde a taça original se encontra em exposição permanente foi construído as margens do Lago de Genebra, por dois arquitetos - o mexicano Pedro Ramírez Vázquez e o francês Jean-Pierre Cohen.

### 1950–1952: Era Maracanã e a conquista inédita da Copa Rio de 1952

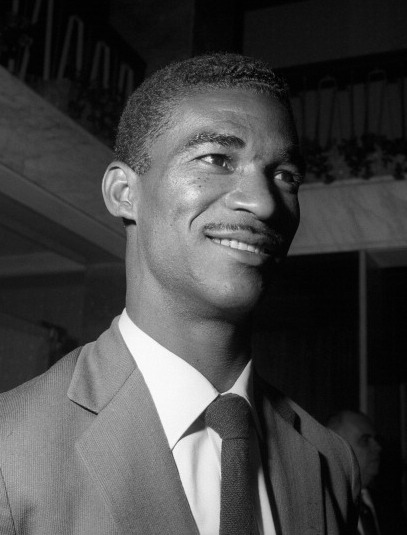
Didi, fez parte dos times campeões de 1951 e 1952.

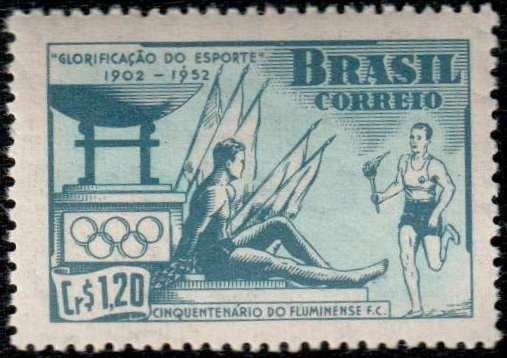
Selo em homenagem ao cinquentenário.

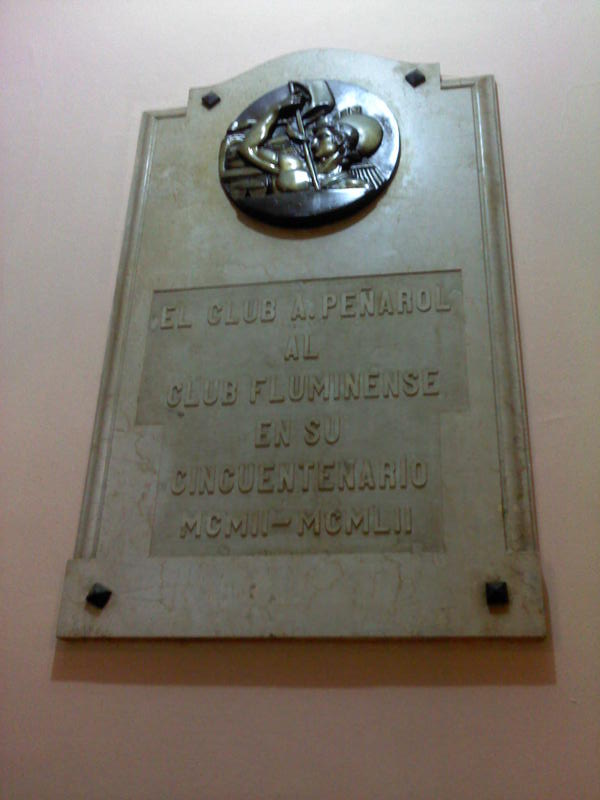
Homenagem do ao cinquentenário.

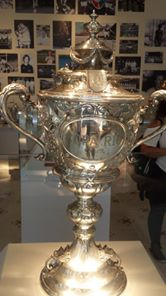
Taça da Copa Rio de 1952.

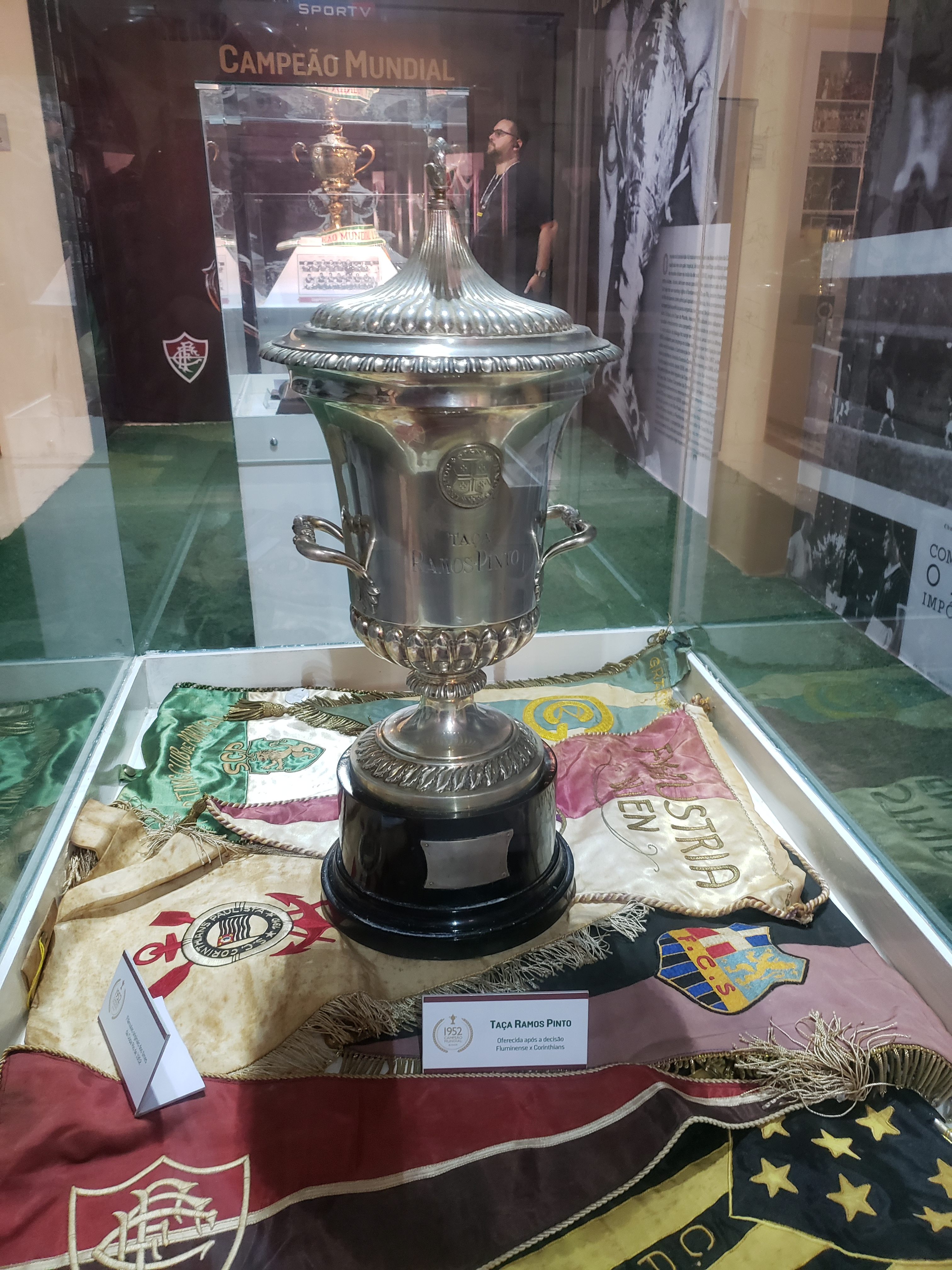
Taça Ramos Pinto de 1952.

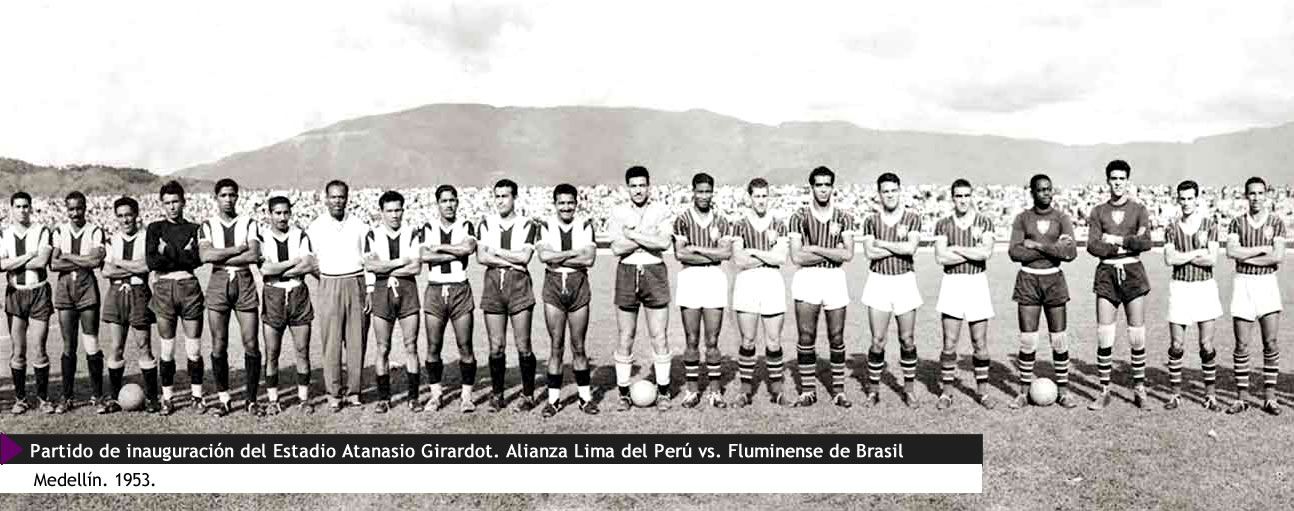
Fluminense 2 a 2 Alianza Lima, torneio de inauguração do Estádio Atanasio Girardot, em 1953.

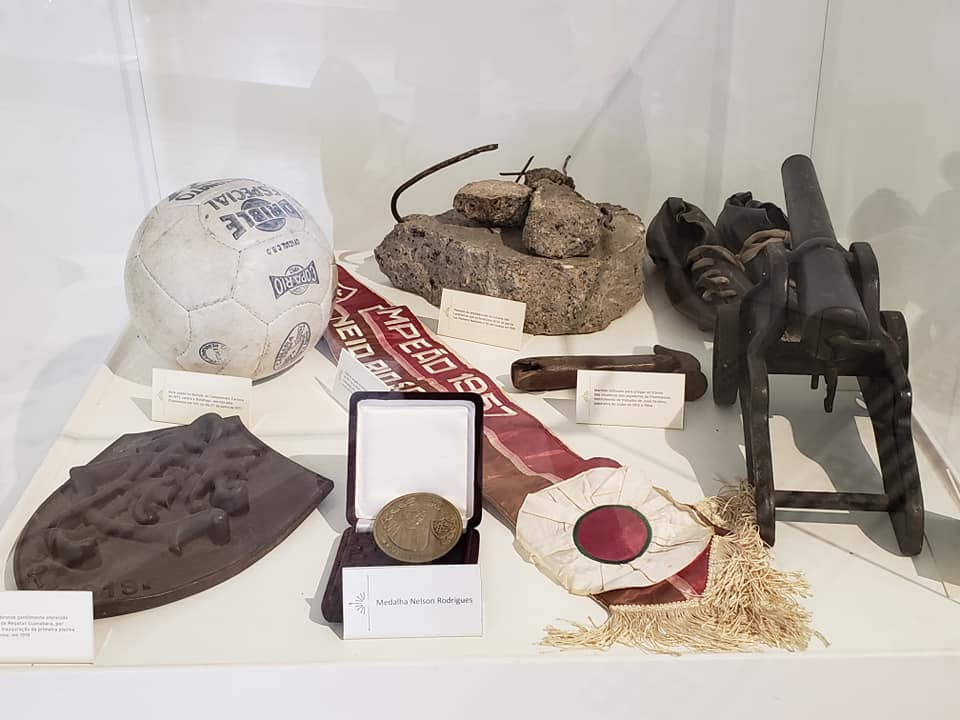
Objetos comemorativos do Torneio Rio-São Paulo de 1957 no Fluminense, entre outros.

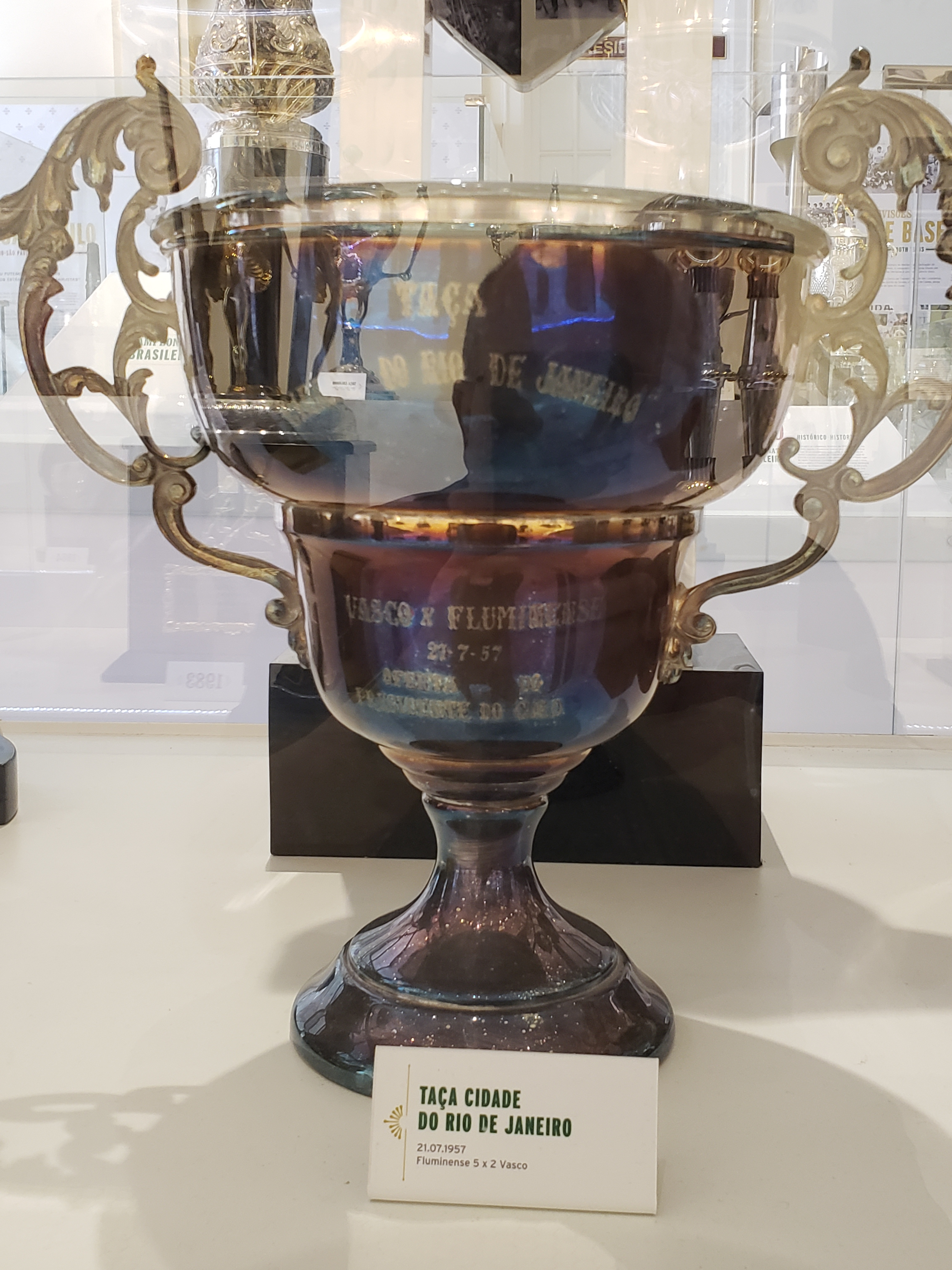
Taça Cidade do Rio de Janeiro de 1957.

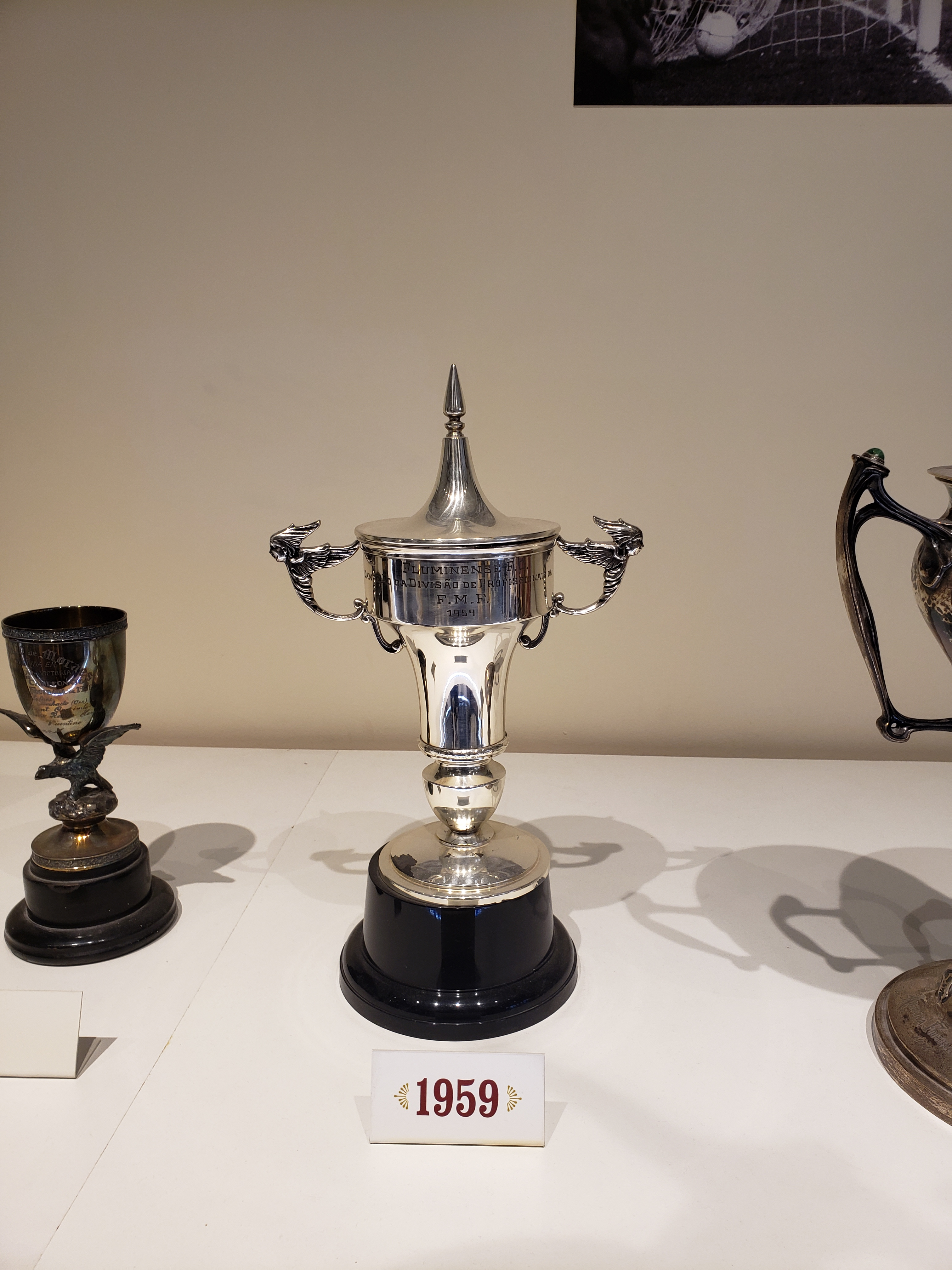
Taça do Carioca de 1959.

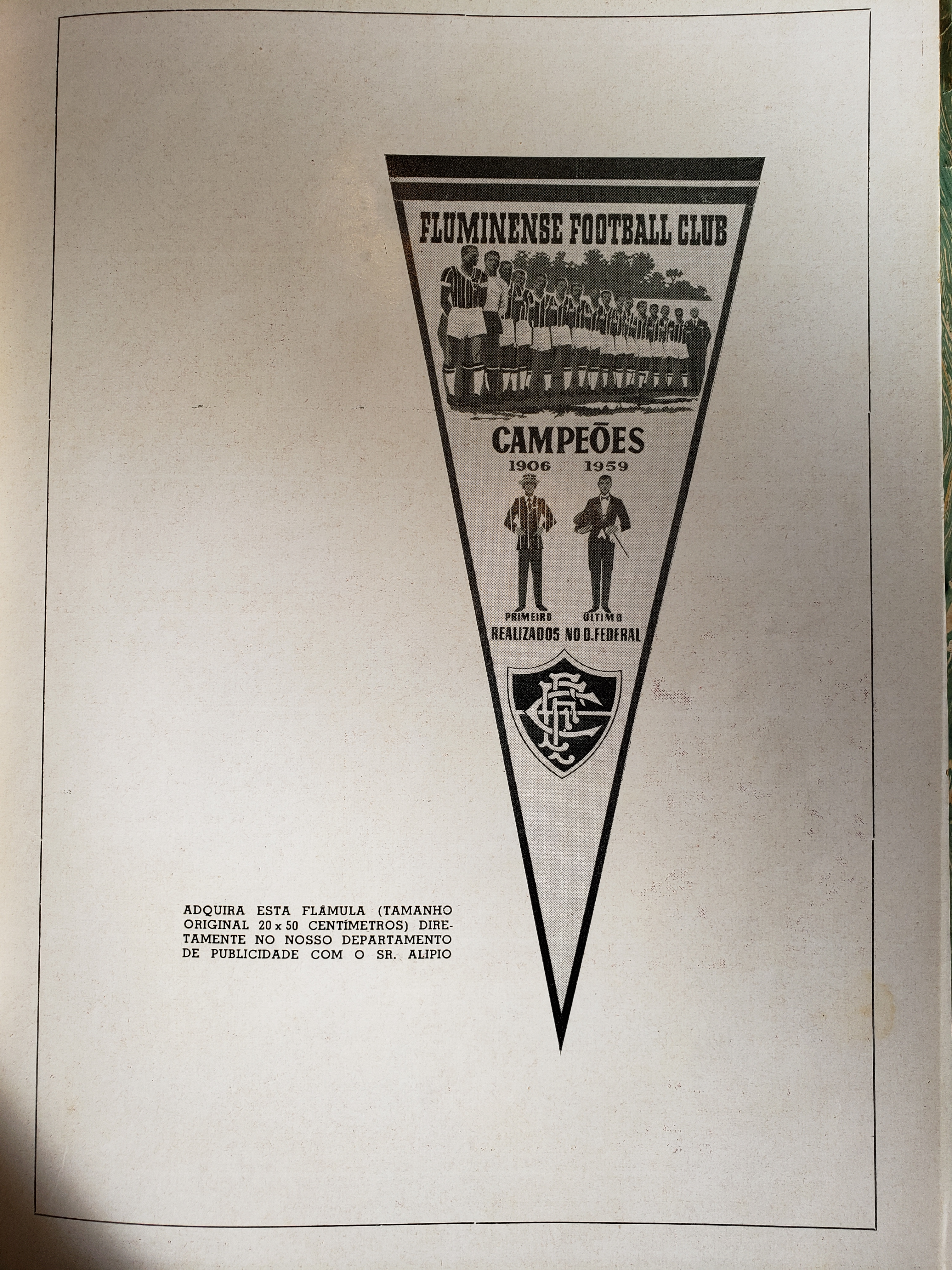
Flâmula do Carioca de 1959.

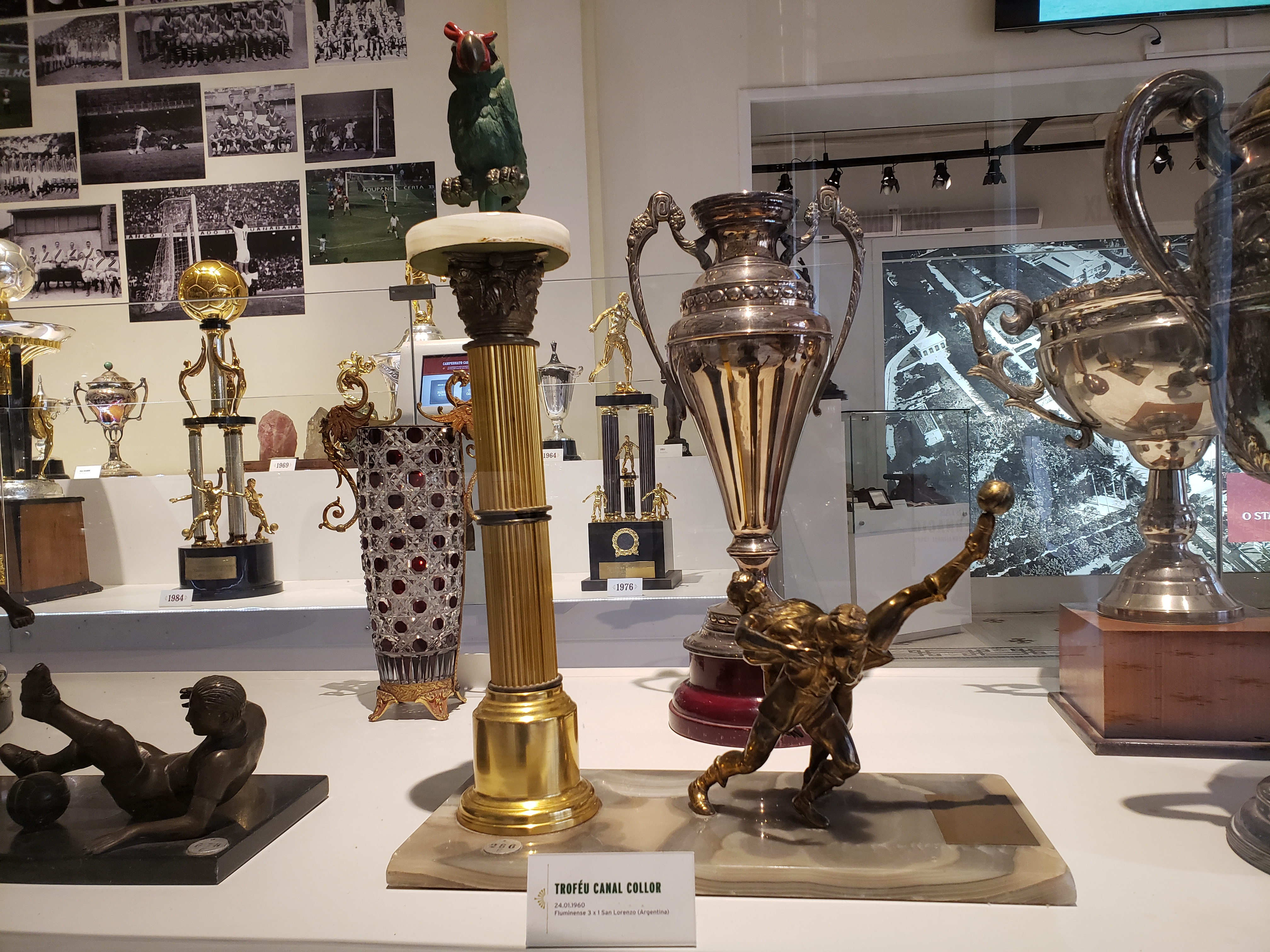
Taça Canal Collor de 1960, conquistada contra o.

Em 1950, o Fluminense fez um péssimo Campeonato Carioca, embora tenha ganhado todos os primeiros clássicos disputados no grande estádio, exceto o disputado contra o America, terminando este campeonato em 6° lugar. No primeiro semestre o Flu fez uma vitoriosa excursão por países da América Latina e da América Central, tendo o tricolor Didi sido o primeiro jogador a marcar um gol no Maracanã, defendendo a Seleção Carioca, no dia 16 de junho de 1950.
O Fluminense conquistou, logo no segundo ano do Estádio do Maracanã, o título carioca, ao vencer o Bangu nos dois jogos extras. Os três últimos jogos (incluindo o pela última rodada do returno) contra o Bangu levaram nada menos do que 232.006 torcedores ao Maracanã,[carece de fontes?] em um campeonato com intensa presença de público, o que proporcionou novos parâmetros de arrecadação e investimento para o futebol carioca. No campeonato de 1951, o Flu obteve 16 vitórias, 3 empates, 3 derrotas, 54 gols pró e 22 gols contra.
Naquele ano, foi disputado o primeiro Fla-Flu no Maracanã que fez jus ao título de o Clássico das Multidões. Em 14 de outubro de 1951, o Flu venceu o Fla por 1 a 0 perante 109.212 espectadores (94.558 pagantes), em um jogo marcado por um grande derrame de ingressos falsos, que segundo a imprensa, pode ter colocado mais de 40.000 torcedores para dentro do estádio, além dos registrados.
Ainda em 1951, o Fluminense realizou dois amistosos no Maracanã contra equipes inglesas em excursão, sendo elas o Arsenal, que o Fluminense venceu por 2 a 0 em 20 de maio perante 43.746 espectadores (35.010 pagantes) e contra o Portsmouth em 3 de junho, quando o Flu venceu por 2 a 1 com um público de 45.244 torcedores, sendo 37.935 pagantes.
Entre 1910 e 1951, o Fluminense realizou 44 jogos internacionais, com dezessete vitórias, 12 empates e 15 derrotas, com cem gols a favor e 103 contra. Já com relação a partidas interestaduais, no mesmo período acima o Fluminense disputou 298 partidas, com 159 vitórias, 58 empates e 81 derrotas, 821 gols pró e 513 contra.
Entre os dias 12 e 22 de setembro de 1951, realizou-se, no ginásio do Fluminense, o primeiro Campeonato Sul-Americano de Voleibol, com a Seleção Brasileira sagrando-se campeão no masculino e no feminino.
No dia 30 de março de 1952 o Flu chegou na condição de líder à última rodada do Rio-São Paulo, bastando vencer o Corinthians em São Paulo para ser campeão sem depender de outros resultados. Com a derrota por 4 a 2, sagrou-se campeã posteriormente a Portuguesa.
Em abril deste mesmo ano a Seleção Brasileira de Futebol conquistaria o primeiro título oficial fora de suas fronteiras ao conquistar o Campeonato Pan-Americano de Futebol no Chile. Nesta conquista o Fluminense colaborou com o técnico Zezé Moreira e com os jogadores Castilho, Pinheiro e Didi, todos titulares, além de Bigode, reserva.
Entre o final de junho e início de julho o Fluminense disputou o Torneio José de Paula Júnior contras as equipes do América-MG, Atlético-MG e Cruzeiro, sagrando-se campeão. Ao terminar empatado em pontos com o Cruzeiro na primeira colocação, com o direito de ficar com o título por ser o clube visitante, ainda assim o Fluminense ofereceu ao clube mineiro uma partida desempate para decidir o título.
No mês de julho e com a partida final acontecendo em 2 de agosto, foi disputada por oito clubes, no Rio de Janeiro e em São Paulo, a segunda edição da Copa Rio, uma das competições precursoras do Campeonato Mundial de Clubes, tendo o Fluminense sagrado-se campeão ao empatar em 2 a 2 com o Corinthians, já que havia ganho o primeiro jogo das finais por 2 a 0. Nesta competição, o resultado mais expressivo foi a vitória por 3 a 0, com cerca de 65.000 torcedores no Maracanã, sobre o Peñarol, base da Seleção Uruguaia de Futebol que havia conquistado a Copa do Mundo de 1950.
Nessa competição, o Fluminense disputou 7 jogos, com cinco vitórias e 2 empates (no primeiro e no último jogo, contra Sporting e Corinthians respectivamente), com quatorze gols pró e apenas 4 gols contra. Marinho e Orlando Pingo-de-Ouro foram os artilheiros do Flu e também da competição, com cinco gols cada. Esta foi a primeira conquista expressiva de um clube carioca no Maracanã em torneio que envolvia clubes de fora do Rio de Janeiro.
Publicou, sobre o fim da Copa Rio, o Anuário do Esporte Ilustrado 1953: "Um detalhe que acabou marcando, de forma mais expressiva a II Copa Rio, é que ela foi a segunda e última. Em verdade, não se sabe bem porquê, cinco clubes do Rio e de São Paulo reuniram-se e resolveram forçar a Confederação Brasileira de Desportos a extinguir a Copa Rio. Deixaram a entidade máxima com um torneio internacional na mesma época, mas com outro nome e outro regulamento. Inclusive aumentando o número de concorrentes brasileiros, que agora serão quatro: dois do Rio e dois de São Paulo. E essa fórmula nova deverá começar a vigorar agora, neste ano de 1953".

### 1953–1960: Era Maracanã
Em março de 1953 o Fluminense teve uma grande atuação no Torneio Quadrangular de Medellín, Colômbia, após empatar com Deportivo Cáli (1 a 1) e Alianza Lima (2 a 2), e vencer o Atlético Nacional por 3 a 0, terminando como vice-campeão invicto do torneio de inauguração do Estádio Atanasio Girardot.
Assim como em 1952, em 1953 o Flu foi vice carioca, e conquistou a Copa das Municipalidades do Paraná de 1953, competição na qual após disputar a primeira partida contra o Ourinhense, o Fluminense teve que voltar as pressas para disputar o Torneio Rivadavia Meyer em substituição ao Club Nacional de Fútbol, proibido pela Associación Uruguaya de Fútbol de participar, parando na semifinal e só retornando mais de um mês depois para a finalização da competição. Em 1953 e 1954 o clube também disputou a Copa Montevidéu, terminando em quinto e terceiro lugar respectivamente.
No Torneio Rio-São Paulo de 1954, o Fluminense chegou à última rodada bastando vencer o Vasco (já sem chances de título) para ser campeão, pois tinha 1 ponto de vantagem sobre o Corinthians e o Palmeiras, que disputariam o Derby Paulista no Pacaembu. Com o Maracanã recebendo 42.031 pessoas (34.131 pagantes), o maior público desta edição do Torneio Rio-São Paulo, o Vasco fez 1 a 0 com um gol de Vavá e fechou-se atrás aguentando a pressão do Fluminense até o final, enquanto, em São Paulo, o Corinthians venceu o Palmeiras por 1 a 0, sagrando-se campeão. O Flu disputou nesse ano ainda, o Torneio Triangular Internacional do Rio de Janeiro de 1954, entrando na decisão com um time misto e terminando como vice campeão.
Em 1954 e 1956, o Tricolor seria campeão do Torneio Início. Em 1954, seria quinto colocado no Campeonato Carioca, em 1955 terceiro e em 1956 e 1957, seria vice campeão.
O maior número de partidas do Fluminense por países da América Latina aconteceu em 1956, quando o time realizou 17 partidas na Argentina, Colômbia, Peru, Equador e Aruba, com dez vitórias, 3 empates e 4 derrotas. O Tricolor disputou, ainda neste ano, amistosos no Brasil. Bateu o Rosário Central da Argentina em Uberaba por 5 a 1 e, no Rio de Janeiro, fez 3 a 0 frente ao Porto com 101.745 pessoas presentes no Maracanã, naquele que seria o maior público do Flu em jogos internacionais, mesmo com os ingressos majorados em cerca de 50% em relação aos preços do Campeonato Carioca.
O Fluminense foi campeão invicto do Torneio Rio-São Paulo de 1957, tendo conquistado o título na penúltima rodada em São Paulo, no Estádio do Pacaembu, ao vencer a Portuguesa por 3 a 1, com dois gols de Waldo Machado (artilheiro da competição com treze gols) e um de Léo para o Flu, marcando Liminha para a "Lusa". O tricolor disputou 9 partidas, vencendo 7 e obteve 2 empates, fazendo 23 gols e sofrendo 11. A maior goleada do Flu neste torneio foi sobre o Palmeiras por 5 a 1, no Maracanã, em 4 de maio. O último jogo foi uma vitória sobre o São Paulo por 2 a 1 no Maracanã.
No Campeonato Carioca de 1959, a equipe disputou 22 partidas, com dezessete vitórias, 4 empates e apenas 1 derrota (para o Bangu, no primeiro turno, por 1 a 0), com 45 gols pró e apenas 9 contra (3 no empate festivo pela última rodada, contra o Botafogo).. Foi campeã carioca na penúltima rodada, ao vencer o Madureira por 2 a 0. O maior artilheiro da história do Fluminense, Waldo Machado, marcou 14 gols nesta competição e foi um dos grandes destaques desta equipe, que também contava com nomes como Castilho, Pinheiro, Altair, Maurinho e Telê Santana.
Antes da derrota para o Bangu, o empate contra o Flamengo representou a perda de uma sequência de 21 vitórias consecutivas, recorde brasileiro no profissionalismo que só seria superado em 2011, mas se não fosse a derrota para o Bangu por 1 a 0, o Fluminense teria chegado a uma invencibilidade de 43 jogos, pois só seria derrotado de novo em 14 de janeiro de 1960, na altitude da Cidade do México, para o Club de Fútbol América, por 1 a 0.
O Fluminense conquistou o bicampeonato do Torneio Rio-São Paulo em 1960 ao vencer o Palmeiras no Maracanã em 17 de abril por 1 a 0, gol de Waldo aos 27 minutos do primeiro tempo, perante 53.738 espectadores pagantes. Em 9 jogos disputados, o time venceu 6, obteve 2 empates e teve apenas 1 derrota, no Fla-Flu, por 2 a 1. A vitória mais expressiva foi sobre o São Paulo, por 7 a 2 em 20 de março. O artilheiro da competição foi Waldo Machado com onze gols.
Em janeiro e fevereiro o Fluminense disputou 11 jogos na América Hispânica, com 7 vitórias, 1 empate e 3 derrotas. Em maio de 1960, o clube realizou 19 jogos na Europa, em 9 países (Inglaterra, Portugal, Bélgica, Holanda, Suécia, Noruega, Hungria, Itália e Espanha), tendo tido 13 vitórias, 1 empate e 5 derrotas na sua mais extensa excursão ao continente europeu. As vitórias mais expressivas foram contra times suecos: 11 a 0 no Ystads IF, 10 a 0 no Östers IF e 9 a 0 no Combinado de Borlänge. Também fez 8 a 2 no Combinado norueguês de Lyn/Skeid. O tricolor derrotou ainda clubes tradicionais como o Brighton e o Middlesbrough, da Inglaterra, o Feyenoord, da Holanda, o Genoa, da Itália e o Valencia, da Espanha. A derrota mais expressiva foi para o Sporting em Lisboa, por 3 a 0, na primeira partida da excursão. O empate foi contra o Standard de Liège, na Bélgica, por 2 a 2.
O Fluminense foi ainda campeão da Zona Sul da Taça Brasil em 1960, tendo feito com o Grêmio os jogos finais, cujos resultados foram derrota por 1 a 0 no Estádio Olímpico (gol de Elton, para os gaúchos, perante um público de 30.000 espectadores), vitória por 4 a 2 no segundo jogo (com dois gols de Waldo, Jair Francisco e Maurinho para o Flu e 2 de Gessi para o Grêmio, jogo realizado no Estádio das Laranjeiras com ingressos majorados e estádio lotado com cerca de 20.000 pessoas, pois o Maracanã estava em passando por reformas) e, com a vantagem de empate no jogo final, o 1 a 1 (gols de Jair Francisco e Elton, com o Maracanã sendo reaberto pouco mais de 24 horas antes apenas para esta partida, ainda assim recebendo cerca de 35.000 pessoas, sendo 26.631 pagantes) garantiu-lhe o título. Para chegar a esta final, o Fluminense eliminou o Fonseca, de Niterói, com vitórias por 3 a 0 e 8 a 0 (maior goleada da história da Taça Brasil), o Cruzeiro, de Belo Horizonte com um empate por 1 a 1 e uma vitória por 4 a 1.
Tendo ganho a disputa regional, classificou-se para as semifinais do torneio nacional vindo a ser desclassificado pelo Palmeiras, que terminaria campeã deste torneio, com um empate por 0 a 0 e uma derrota por 1 a 0 no Maracanã, perante cerca de 50.000 pessoas, e mesmo pressionando o adverssário de  com o Flu tendo sentido muito a ausência de seu artilheiro Waldo nestes dois jogos, sário, tomou o gol da desclassificação aos 44' e 30 segundos do segundo tempo. A partir de 1962, cariocas e paulistas passaram a entrar diretamente nas semifinais, sem passar pelos torneios regionais.
Resumindo, nesse período, o clube tricolor conquistou o Campeonato Carioca em 1951 e 1959, sendo vice em 1952, 1953, 1957 e 1960, o Torneio Rio-São Paulo em 1957 e 1960, torneio em que foi vice em 1954, além da grande conquista da Copa Rio em 1952, da Zona Sul da Taça Brasil em 1960 e do Torneio Início em 1954 e 1956, considerando apenas os títulos oficiais.

### 1961–1968: vitórias pelo mundo e no estado

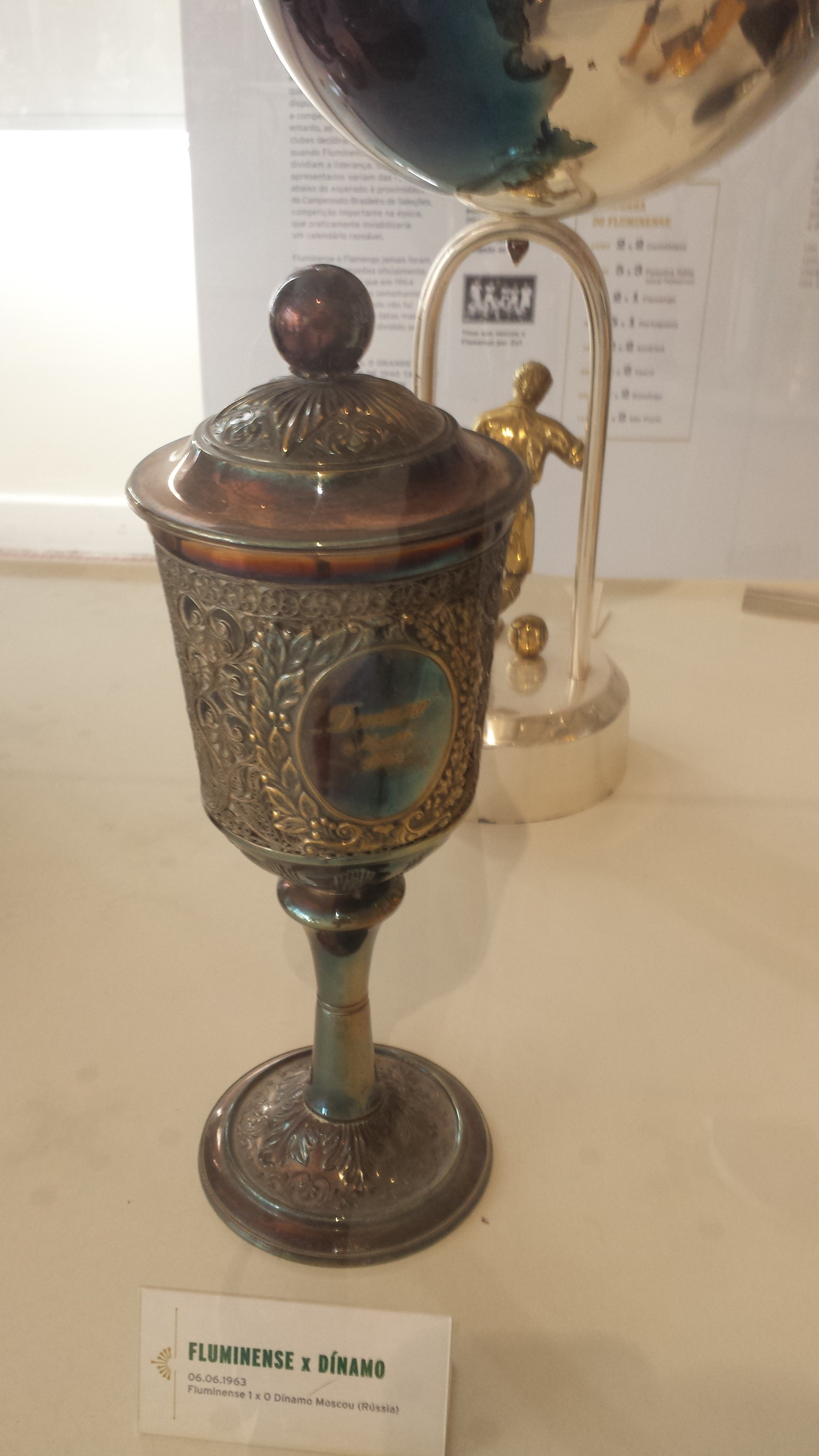
Taça Dínamo de Moscou vs. Fluminense de 1963.

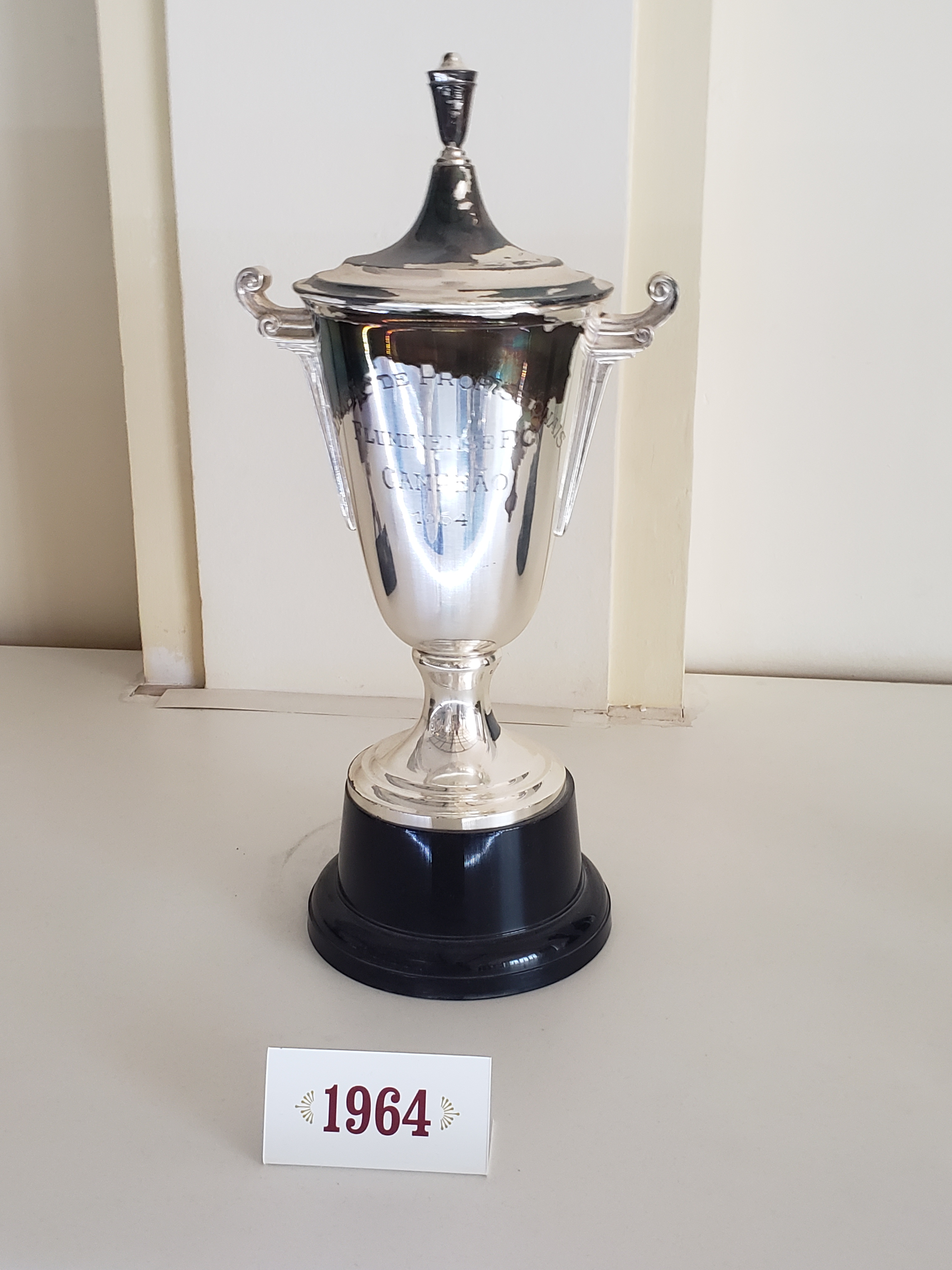
Taça do Campeonato Carioca de 1964.

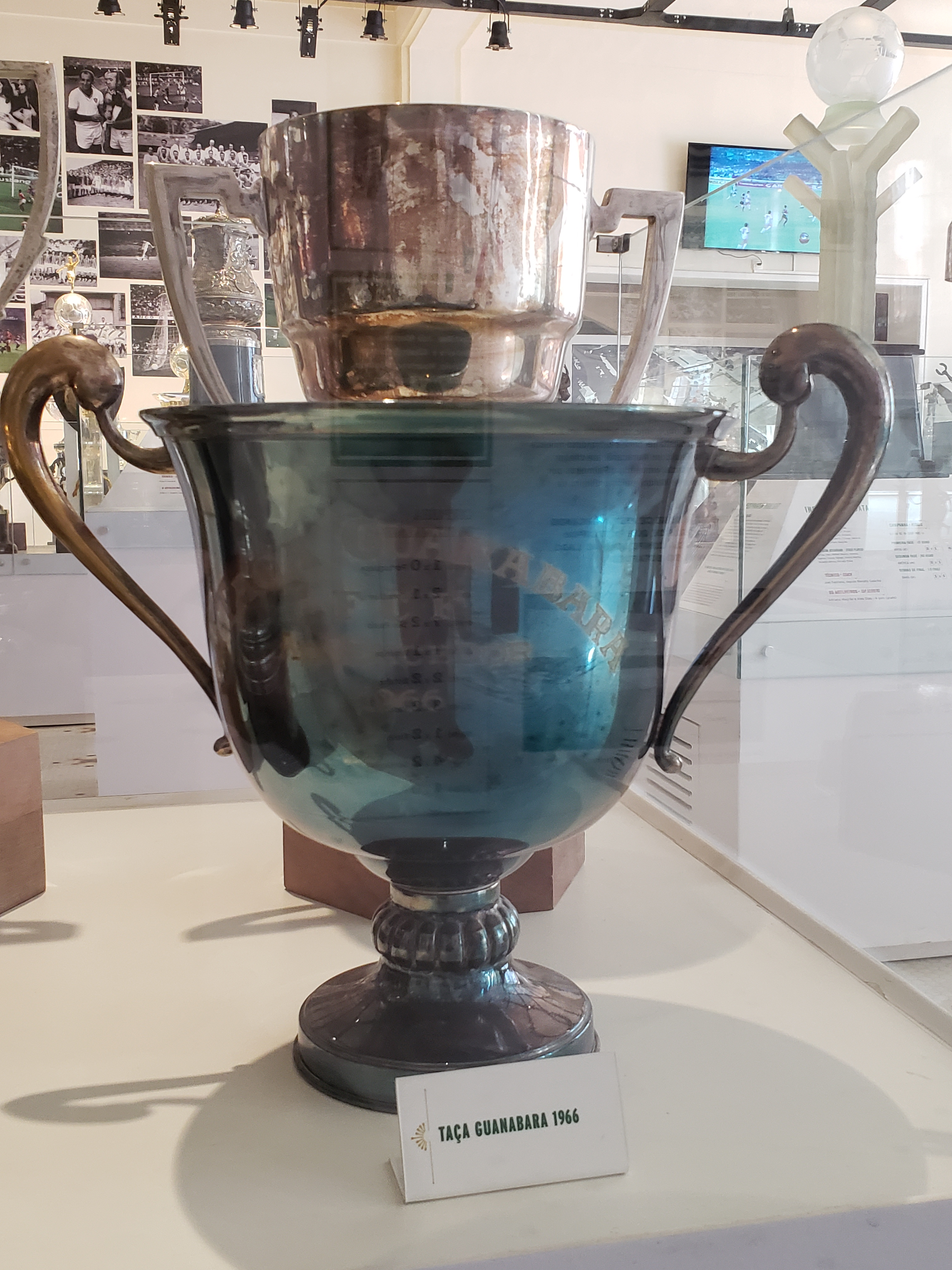
Taça Guanabara de 1966.

Em 1961, o Fluminense fez uma vitoriosa excursão pela Europa e pela África, pois em 10 jogos venceu 7, empatou 2 e perdeu apenas 1, para o Sporting, no primeiro jogo, por 2 a 0. As partidas foram contra o Nacional, no Cairo (Flu 2 a 1), Tanta, na cidade egípcia do mesmo nome (Flu 3 a 0), na Bulgária contra as seleções A e B deste país (1 a 0 e 1 a 1), na França contra o Olympique de Nice (7 a 2), na Itália, em Milão, contra a Inter (1 a 1), encerrando a excursão na Espanha, contra o Espanyol, em Barcelona (2 a 1), Málaga, em Málaga (6 a 0) e por último contra o Valencia, em Valência (3 a 2). Durante a excursão, Waldo Machado foi vendido para o Valencia, trazendo enormes prejuízos técnicos ao Fluminense, que terminou o Campeonato Carioca de 1961 apenas em quinto lugar. O maior artilheiro da história tricolor se transformou no segundo maior da história do Valencia e, após encerrar a carreira, radicou-se definitivamente na Espanha.
Terceiro colocado no Campeonato Carioca de 1962, o Fluminense enfrentaria a Seleção Olímpica da União Soviética em 1962, com derrota no Maracanã por 1 a 0, e em 1963, empatando por 0 a 0 com a seleção soviética principal em Volgogrado. Seis dias antes do empate, venceu o Dínamo de Moscou por 1 a 0 na capital russa, tendo feito nesse ano um total de 11 jogos na Escandinávia e na União Soviética, com nove vitórias, um empate e apenas uma derrota, por 2 a 1 logo na primeira partida, como acontecera no ano anterior, contra o Combinado Osk-Degerfors, da Suécia.
Em 1963, o Fla-Flu que decidiu o Campeonato Carioca em um 0 a 0, sagrando o Fla campeão e o Flu vice, bateu o recorde mundial de público entre clubes: 194.603 (177.656 pagantes). Nesse mesmo ano o Flu chegou em terceiro no Torneio Rio-São Paulo, a sua melhor colocação no torneio interestadual nesse período. Entre 1961 e 1968 chegaria em terceiro lugar no Campeonato Carioca em quatro edições.
Assim com acontecera em 1951, Fluminense e Bangu terminaram o Campeonato Carioca de 1964 empatados com o mesmo número de pontos, sendo necessária uma melhor de três pontos (a vitória então ainda valia 2 pontos) para definir quem seria o campeão. O Flu venceu a primeira partida por 1 a 0 perante 64.014 pagantes com gol de Amoroso e o segundo e decisivo jogo por 3 a 1 perante 75.106 pagantes com gols de Joaquinzinho, Jorginho e Gílson Nunes para o tricolor, descontando Bianchini para o Bangu, sagrando-se assim campeão carioca. Na partida final, o técnico Tim mandou que o centroavante Amoroso voltasse para buscar o jogo, no que era acompanhado por seu marcador, abrindo espaço para outros jogadores do Fluminense aparecerem na área do Bangu, surpreendendo então o time adversário. Em 26 jogos, a equipe obteve 17 vitórias, 5 empates e apenas 4 derrotas, com 48 gols pró e 17 contra. Amoroso foi o artilheiro deste campeonato com dezenove gols e então iniciava-se a carreira de Carlos Alberto Torres, recém saído do time juvenil (atual categoria júnior), que viria a ser capitão do Brasil na Copa do Mundo de 1970.
No ano de 1965 o Fluminense foi campeão do Torneio Início ao bater o Flamengo na final, e teve outro grande momento ao bater o Botafogo por 7 a 2 no Torneio Rio-São Paulo. Na decisão do terceiro lugar do Torneio do IV Centenário do Rio de Janeiro de 1965 derrotou a Seleção do Paraguai por 3 a 2, tendo terminado o Campeonato Carioca de 1965 e o de 1966 em terceiro lugar.
Em 1966, o Fluminense foi campeão invicto da Taça Guanabara, então competição independente do Campeonato Carioca, ao bater o Fla na final por 3 a 1 perante 69.730 pagantes, com dois gols de Mário e 1 de Amoroso para o Flu, e Silva para o Fla, também tendo conquistado o Torneio Quadrangular Pará-Guanabara nesse ano, competição que contou, além do Flu, com o Botafogo, Remo e Paysandu.
Em 1967 e 1968, chegaria em terceiro e quarto lugar no Campeonato Carioca, respectivamente.
Entre 1952 e 1968, o Fluminense realizou 128 jogos internacionais, vencendo 75, empatando 23 e perdendo 30, com 314 gols pró e 175 gols contra. Neste mesmo período, o tricolor disputou 321 jogos interestaduais, vencendo 181, empatando 57 e perdendo 84, com 743 gols pró e 409 contra.

### 1969–1974: a primeira Máquina Tricolor, a morte de Ari Hercílio e o Carioca de 1973

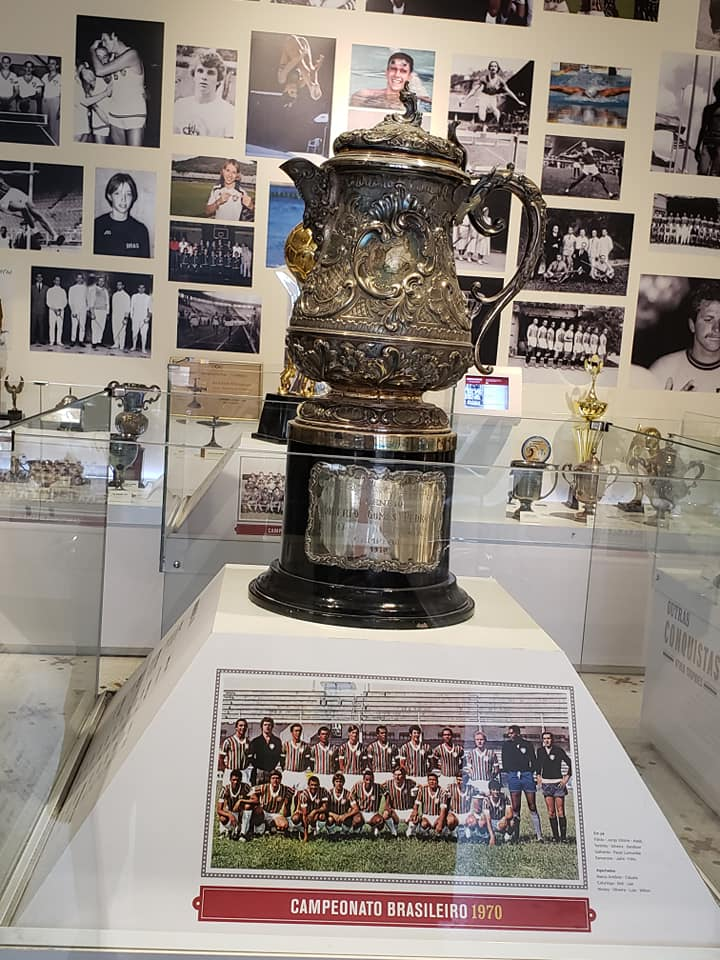
Taça do Campeonato Brasileiro de 1970.

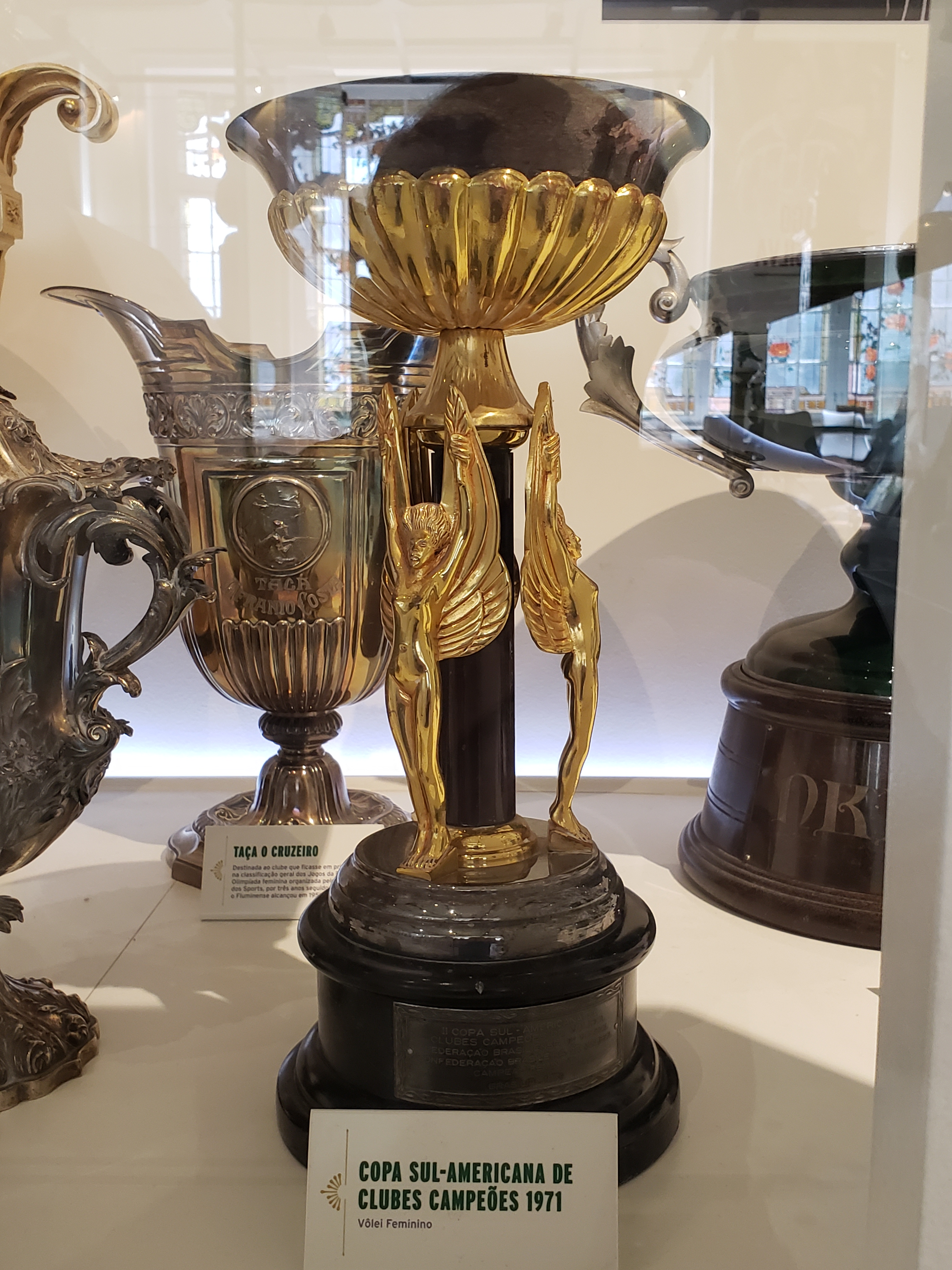
Troféu do Sul-Americano de Vôlei Feminino de 1971.

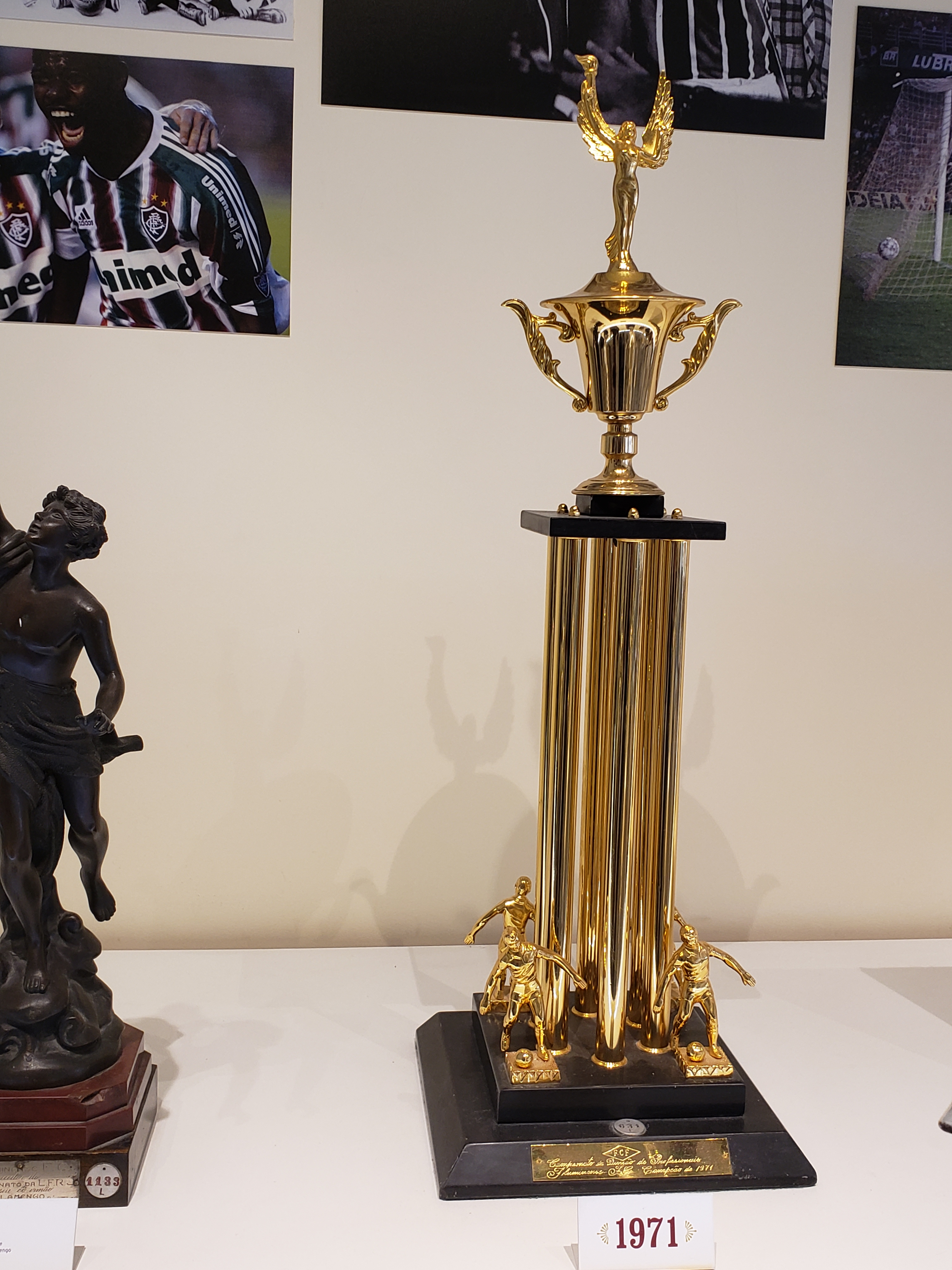
Taça do Campeonato Carioca de 1971.

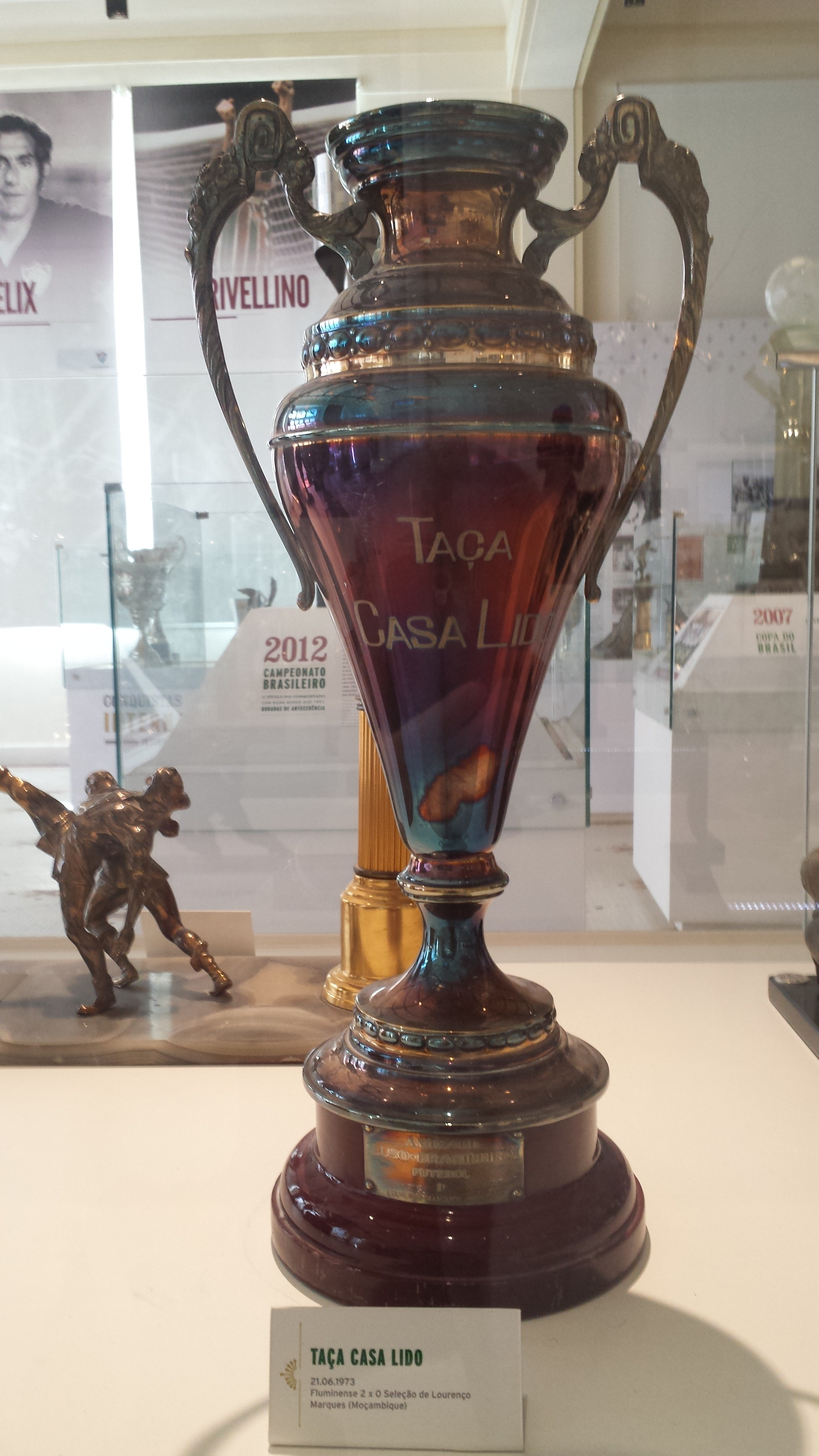
Taça Casa Lido 1973 conquistada em Moçambique.

O time montado pelo técnico Telê Santana em 1969 deu alegrias durante três anos aos tricolores, tendo conquistado o Campeonato Carioca em 1969 e 1971, em 1970 o Torneio Roberto Gomes Pedrosa, competição já reconhecida em sua época pela CBD até 1974 no mesmo patamar que o Campeonato Brasileiro que mudaria de nome no ano seguinte, sendo vice-campeão carioca nesse mesmo ano, e da Taça Guanabara, então competição independente do Carioca, em 1969 e 1971.
No Torneio Roberto Gomes Pedrosa de 1970, o Fluminense obteve 10 vitórias, 5 empates e apenas 4 derrotas. O jogo final do campeonato nacional foi no Maracanã contra o Atlético Mineiro, terminou em 1 a 1, perante 112.403 torcedores pagantes. Participaram também desta fase final Cruzeiro, que o Flu venceu por 1 a 0 no Mineirão) e o Palmeiras, derrotado pelo tricolor por 1 a 0 no Maracanã. O Torneio Roberto Gomes Pedrosa foi criado em 1967 pelas federações carioca e paulista de futebol e organizado e patrocinado pela CBD a partir de 1968. Na partida decisiva contra o Atlético-MG, a torcida do Fluminense colocou uma faixa com os dizeres "Pra frente, Máquina", para homenagear este grande time tricolor, apelido que passaria a acompanhar os grandes times do Flu.
O Fluminense foi ainda campeão da Taça Guanabara de 1969, ao vencer o America por 1 a 0 perante 67 492 pagantes, e, em 1971, ao vencer o Flamengo por 3 a 1, com três gols de Mickey. Cabe lembrar que a Taça Guanabara, até 1972, foi um torneio disputado à parte do Campeonato Carioca.
No Campeonato Carioca de 1970 o Fluminense venceria o Vasco por 2 a 0 na última rodada, mas não podia mais alcançar o rival por conta de tropeços como um empate e uma derrota para o Olaria, perdendo o tricampeonato.
Nesses três anos, o Flu obteve 34 vitórias, 15 empates e 7 derrotas (4 em 1970), fazendo 90 gols e sofrendo 39 nos campeonatos cariocas, sendo que sua única derrota em 1971 foi por 1 a 0 para o Botafogo em 18 de abril de 1971, na polêmica fase final do campeonato, com um gol de pênalti denunciado pela imprensa como irregular e que deu a vantagem do empate para o alvinegro no último jogo da fase final, causando também a única derrota do Fluminense nesse campeonato. Na partida final, o Tricolor derrotou o Botafogo por 1 a 0, com um gol igualmente reclamado pelos torcedores rivais como irregular. Para confirmar a sua superioridade, conquistou também a Taça Guanabara de 1971, em seu último ano como competição independente regular.
Na Taça Libertadores da América de 1971, o Fluminense foi desclassificado ao perder no Maracanã para o Deportivo Itália (VEN) por 1 a 0, time este que o Flu havia ganhado por 6 a 0 em seu país. Abatido com o resultado inesperado, que praticamente teria lhe dado a classificação para a próxima fase, o time perdeu também a última partida para o Palmeiras por 3 a 1 (em São Paulo, o Flu havia o derrotado por 2 a 0), perdendo com isto a classificação. Os outros dois jogos do Flu foram contra o Deportivo Galicia (Venezuela), a quem o Flu venceu por 3 a 1 fora e por 4 a 1 no Maracanã, terminando esta edição em sétimo lugar.
Em dezembro de 1971 o Fluminense conquistaria o Torneio José Macedo Aguiar em Salvador, disputado contra o Flamengo e as equipes dos clubes baianos Esporte Clube Bahia e Esporte Clube Vitória.
As quadras do Fluminense foram palcos de muitas das maiores partidas internacionais realizadas no Brasil durante décadas, tendo sediado jogos da Copa Davis de 1972.
Em 18 de novembro de 1972 faleceu o zagueiro gaúcho Ari Hercílio, por afogamento, ele que chegou ao clube junto com o argentino Luis Artime e o tricampeão mundial pela Seleção Brasileira, Gérson, para reforçar o time tricolor, em reformulação em relação ao grande time dos três anos anteriores.
O Flu, vice-campeão carioca em 1972, voltaria a ser campeão no ano seguinte com um time com vários jovens recém saídos das categorias de base, como Carlos Alberto Pintinho, Kléber, Marquinho (que depois seria conhecido como Marco Aurélio) e Rubens Galaxe, liderados pelo experiente armador Gérson, o Canhotinha de Ouro. O time tricolor, em 25 jogos, obteve 13 vitórias, 7 empates, e 5 derrotas, com 36 gols a favor e 16 contra, tendo derrotado o Flamengo na final por 4 a 2 em jogo disputado debaixo de muita chuva, perante 74.073 pagantes. Manfrini foi o maior goleador tricolor e segundo do campeonato, tendo feito 13 gols. No início desse ano o Fluminense conquistaria o Torneio Internacional de Verão do Rio de Janeiro de 1973, disputado no Estádio de São Januário contra o Vasco e dois clubes argentinos, Argentinos Juniors e Atlanta.
Ainda neste ano de 1973, o clube fez a sua maior excursão à África, disputando 8 partidas neste continente, com sete vitórias, 1 empate e nenhuma derrota, com 28 gols pró e apenas 6 contra. A maior vitória foi contra o Benfica de Luanda, quando o Flu venceu por 7 a 0 e o único empate foi contra a Seleção de Zâmbia, por 2 a 2.
Em 1974, o time chegou invicto e com a vantagem do empate ao jogo decisivo da Taça Guanabara contra o America, tendo tido sua grande atuação neste ano na vitória contra o Vasco por 5 a 1 perante 72.368 pagantes, com três gols de Gil. Após a derrota por 1 a 0 que deu o título ao America perante 97.681 pagantes, o time caiu muito de produção e terminou o Campeonato Carioca em quinto lugar.

### 1975–1986: a Máquina revivida

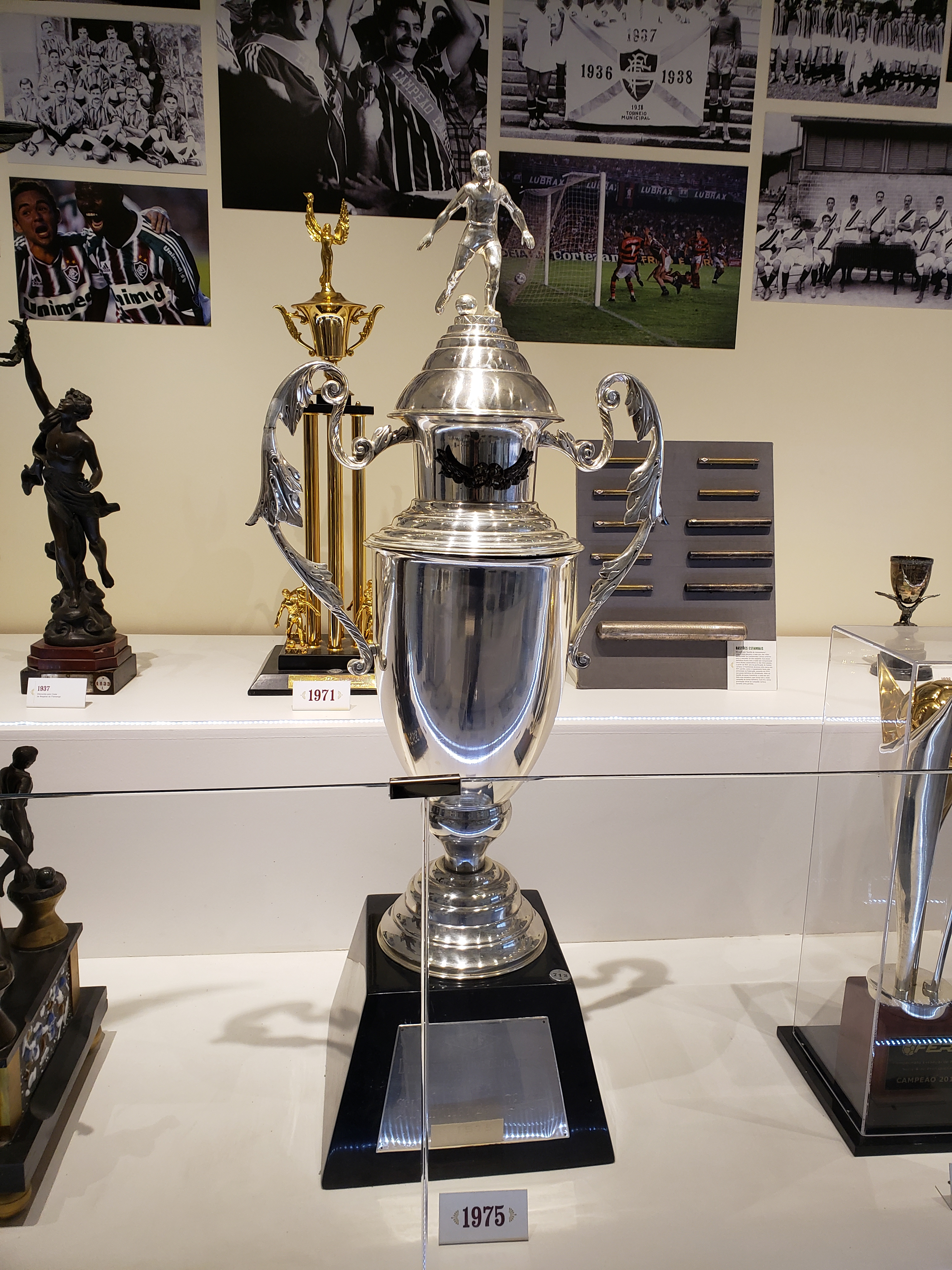
Taça do Campeonato Carioca de 1975.

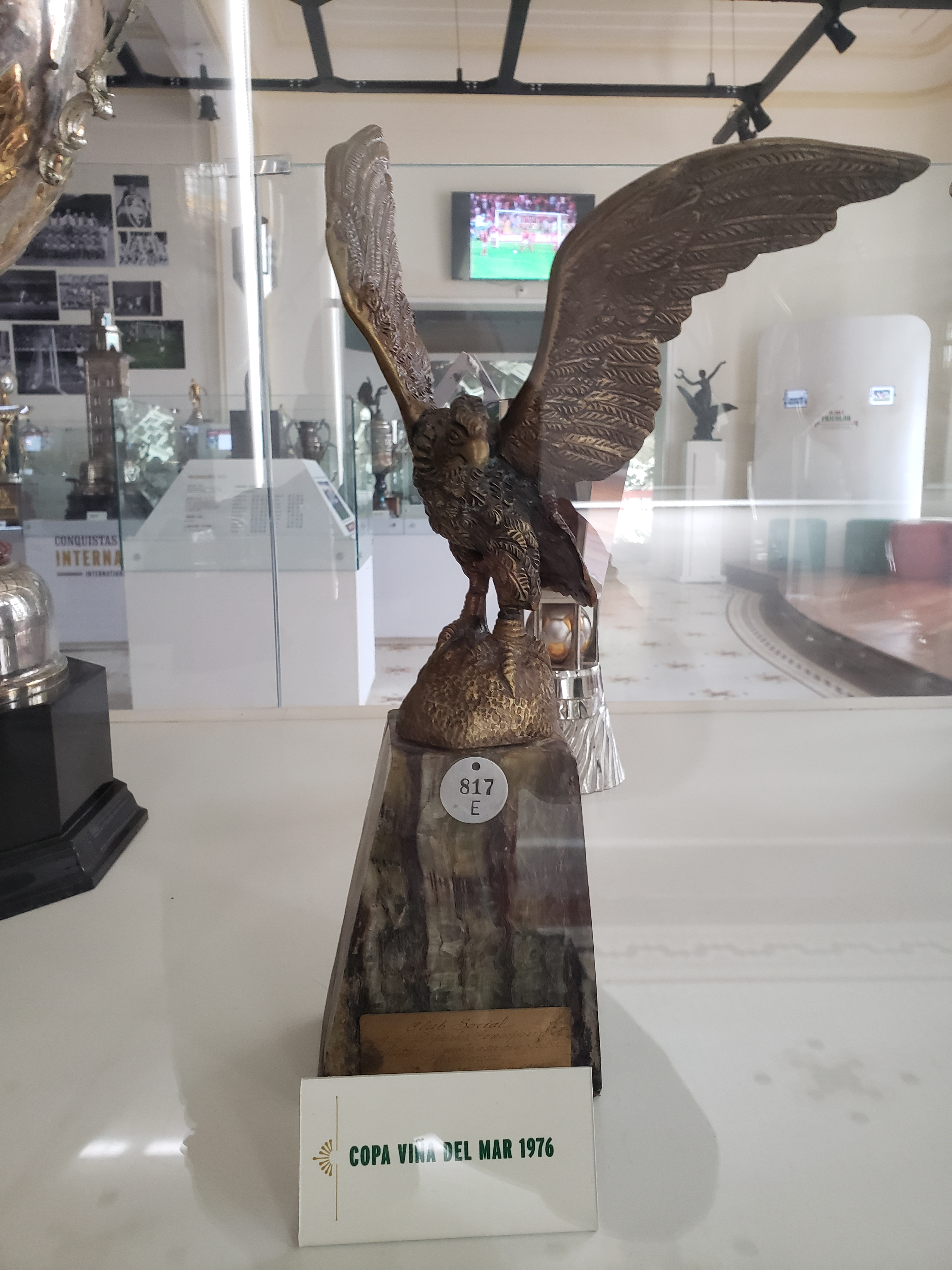
Taça do Torneio Viña del Mar de 1976.

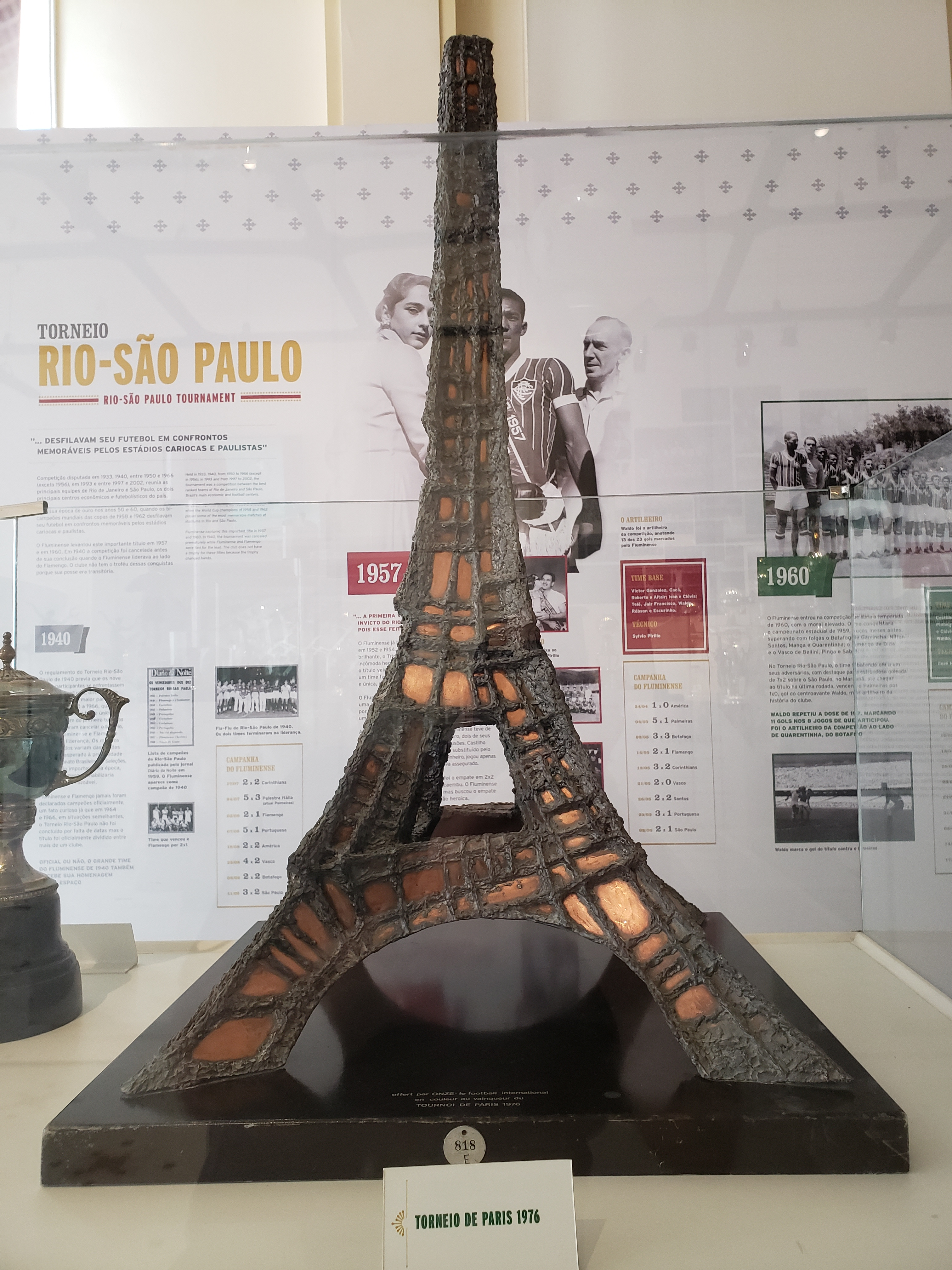
Taça do Torneio de Paris 1976.

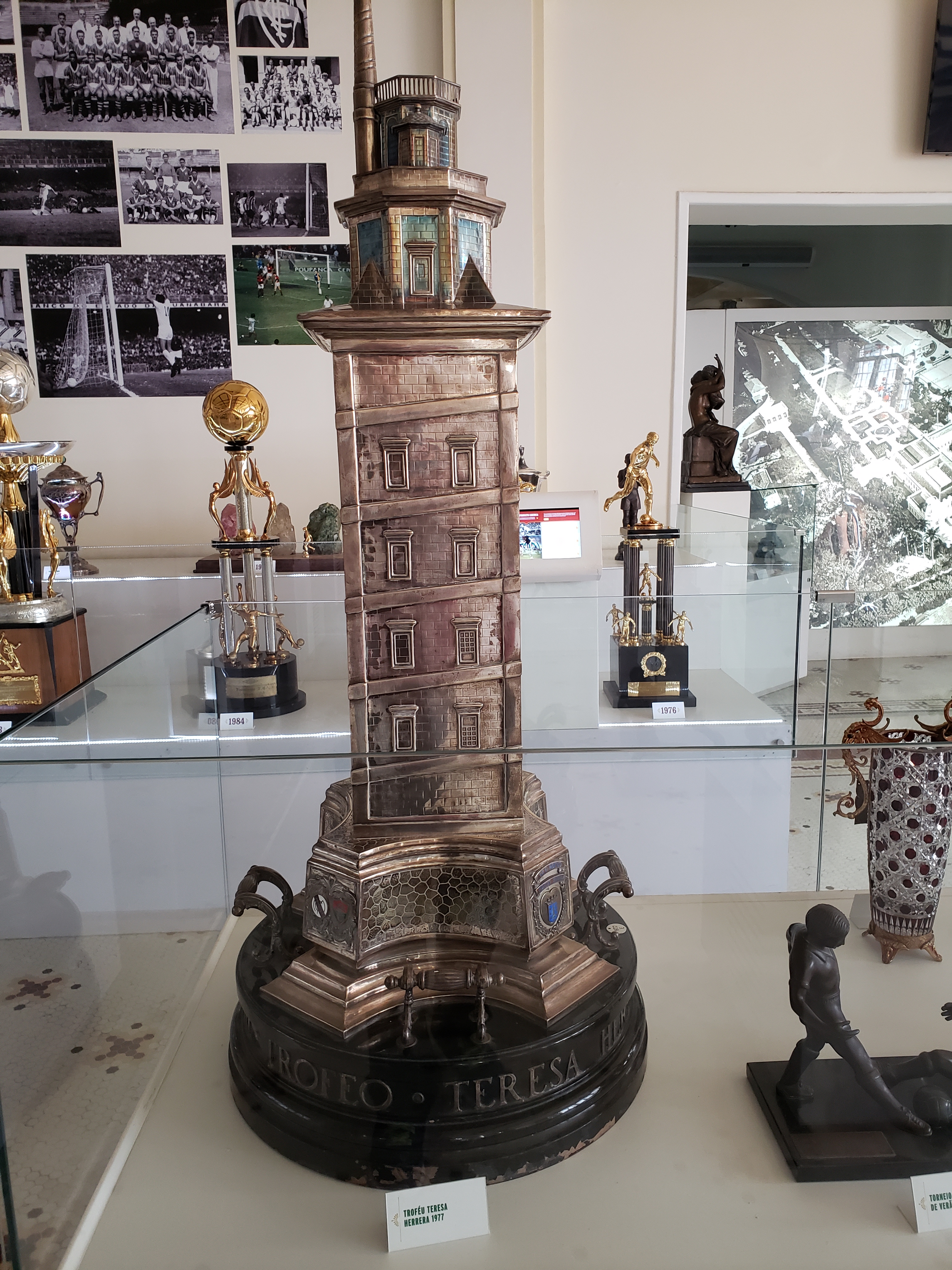
Troféu Teresa Herrera 1977.

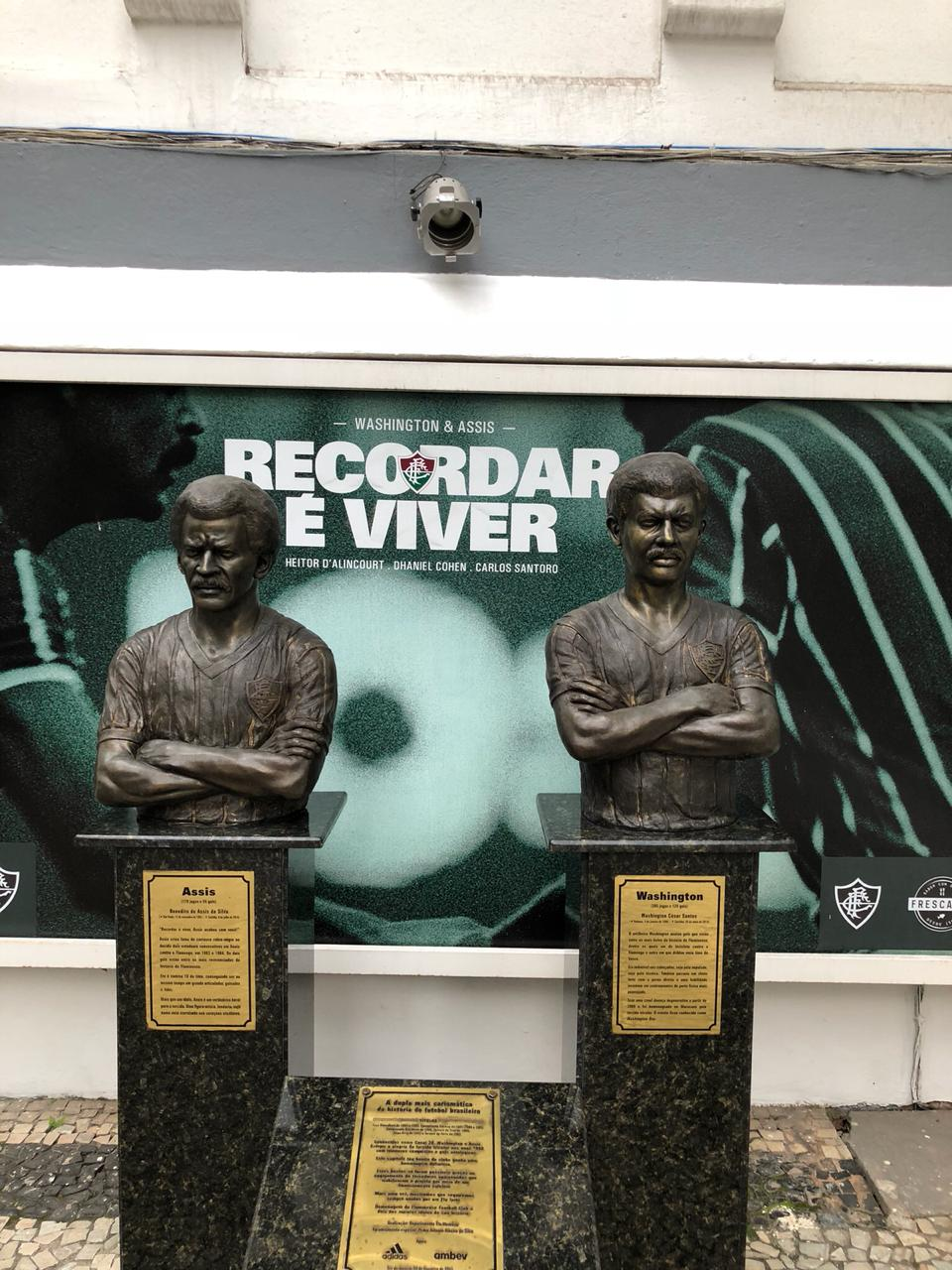
Bustos de Assis e Washington, o "Casal 20".

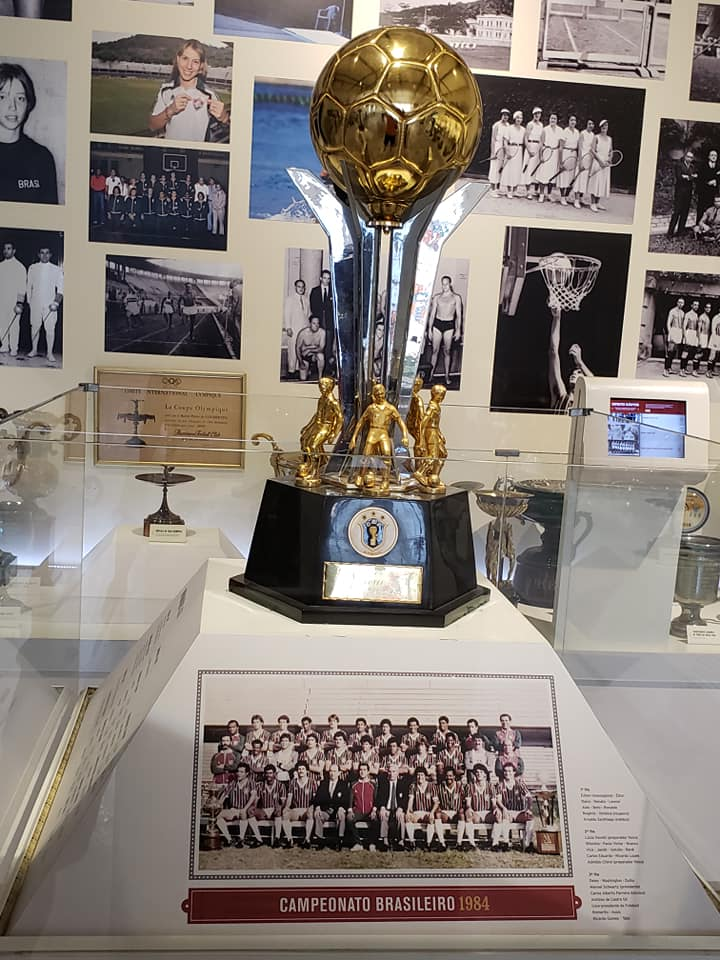
Taça do Campeonato Brasileiro de 1984.

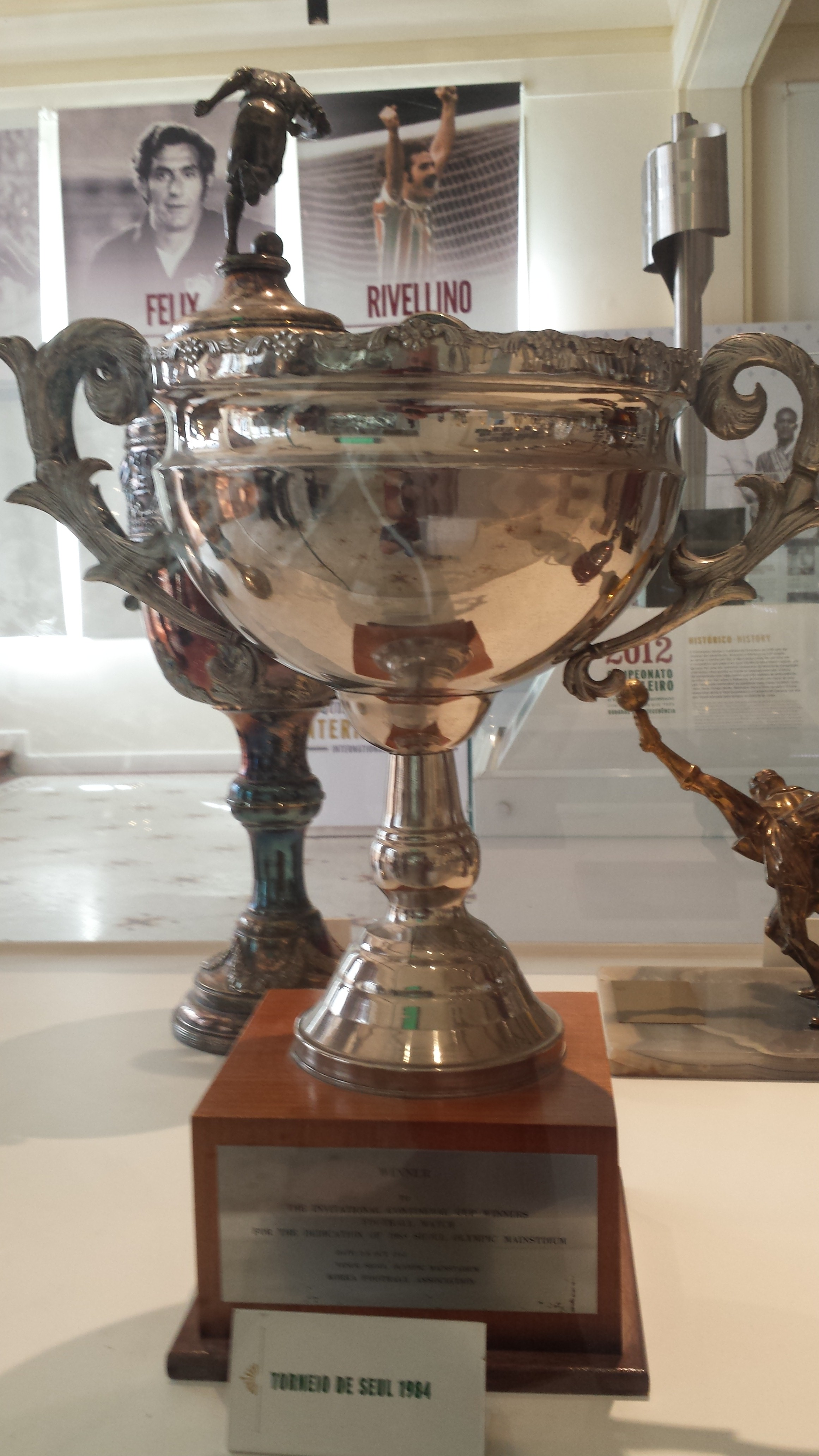
Taça do Torneio de Seul de 1984.

No bicampeonato carioca em 1975/1976, o Fluminense armou dois times repletos de craques, liderados por Roberto Rivellino. A equipe, apelidada de a Máquina Tricolor, aventurava-se em se excursões pelo mundo, conquistando uma série de torneios amistosos de grande prestígio internacional. No time de 1976, o único jogador que não jogou pela Seleção Brasileira foi o atacante argentino Narciso Doval. O Fluminense teve times com campanhas melhores e elencos mais ganhadores do que os times de 1975 e de 1976, mas talvez nunca tenha tido times tão habilidosos, que lotavam estádios por onde passassem pois proporcionavam grandes espetáculos futebolísticos aos espectadores.
No Campeonato Carioca de 1975, o Fluminense classificou-se para as finais ao ganhar a Taça Guanabara contra o America com um gol de falta de Rivellino aos 13 minutos do 2º tempo da prorrogação, perante 96.035 pagantes. Os adversários do tricolor na final foram o Botafogo, campeão do segundo turno e o Vasco, campeão do terceiro. No primeiro jogo das finais, o Fluminense venceu o Vasco por 4 a 1 perante 79.764 pagantes, no segundo, o Vasco venceu o Botafogo por 2 a 0 e, no terceiro, com 100.703 pagantes, o Fluminense administrou o resultado, perdendo por 1 a 0, e sagrando-se campeão carioca. A campanha tricolor teve 31 jogos, com dezenove vitórias, 6 empates e 6 derrotas, 53 gols a favor e 22 contra. Os artilheiros tricolores foram Manfrini, com dezesseis gols e Gil e Rivellino, com onze gols cada.
Após a conquista da Taça Guanabara, para comemorar a contratação de Paulo César Lima que antes era o grande astro do Olympique de Marseille, o Fluminense realizou um amistoso contra o forte time do Bayern de Munique, base da Seleção Alemã campeã mundial de 1974, que contava em seu elenco com jogadores como Sepp Maier, Franz Beckenbauer, Gerd Müller, Georg Schwarzenbeck, Jupp Kapellmann e a estrela nascente Karl-Heinz Rummenigge. O amistoso foi em 10 de junho, à noite, com 60.137 tricolores pagando ingressos e a administração do estádio tendo que mandar abrir os portões com o jogo já começado, pois não esperava o fluxo de público que compareceu ao Maracanã, liberando a entrada para milhares de pessoas que não pagaram ingressos. O Fluminense ganhou o jogo por 1 a 0, gol de Gerd Müller contra, resultado que não espelhou a enorme disparidade técnica do Flu sobre o seu oponente neste dia.
Na campanha do bicampeonato em 1976, o Fluminense disputou 32 jogos, vencendo 23, empatando 7 e perdendo apenas 2, com 74 gols pró e 26 contra. O artilheiro e o vice deste campeonato foram tricolores, Doval com vinte gols e Gil com 19. O Flu classificou-se para as finais ao vencer o terceiro turno perante o Botafogo por 5 a 1 debaixo de uma enorme tempestade. Classificaram-se também para as finais o Vasco, campeão da Taça Guanabara, o Botafogo, campeão do segundo turno e o America, campeão da repescagem. Como Fluminense e Vasco terminaram empatados nesta fase final, foi necessário a realização de uma partida extra para decidir este título e o Fluminense venceu por 1 a 0, com gol de Doval aos 14' do segundo tempo da prorrogação, perante 127.052 pagantes. Neste campeonato, o Flu aplicou 8 goleadas tendo feito 4 gols ou mais, a maior contra o Goytacaz, por 9 a 0 em 24 de abril. Também nesse ano, o Fluminense conquistaria os prestigiosos Torneio Viña del Mar de 1976 e Torneio de Paris de 1976.
O clube disputou a Taça Teresa Herrera de 1977 contra o Real Madrid, o Feyenoord e o Dukla Praga, base da Seleção Tchecoslovaca de Futebol, campeão da Eurocopa. O Flu terminou campeão vencendo o Feyenoord por 2 a 0 e, na final, o Dukla, que havia eliminado o Real Madrid, por 4 a 1. Rivellino, que em 1978 deixaria o tricolor ao ser vendido para futebol árabe, foi eleito o grande nome do torneio.
o Fluminense conquistaria ainda em 1977, a Copa Vale do Paraíba e a Copa Governador Faria Lima.
O Flu chegaria em terceiro nos campeonatos cariocas de 1977 e de 1978, quarto em 1979 e seria vice-campeão do Campeonato Carioca Especial de 1979, um torneio extra como existiram outros na história do Campeonato Carioca.
Em 1980, o Flu voltaria a ganhar o Campeonato Carioca com um time praticamente formado nas Laranjeiras, pois apenas dois jogadores (Gilberto, formado pelo Atlético Goianiense e Cláudio Adão, formado pelo Santos) não passaram pelas categorias de base do tricolor. O Fluminense venceu o Vasco na final por 1 a 0 gol de Edinho de falta (com 108.957 pagantes), mesmo adversário que o Flu já havia batido na decisão do primeiro turno na disputa por pênaltis, quando 101.199 torcedores pagaram ingressos. A campanha da garotada tricolor, em 24 jogos, teve 12 vitórias, 8 empates e 4 derrotas, com 43 gols pró e 25 contra. O tricolor Cláudio Adão foi o artilheiro do campeonato com vinte gols. Nesse mesmo ano, o Tricolor chegaria ao sexto título sul-americano no vôlei feminino, sendo quatro deles em sequência.
Em 1981 e 1982 o Flu não foi bem nos campeonatos cariocas, terminando-os em quinto lugar. No Campeonato Brasileiro de 1982 o time tricolor chegou em quinto lugar, perdendo a classificação para as semifinais com um gol incrível, de Tonho para o Grêmio em chute de longa distância perante 69.115 torcedores no Maracanã. No primeiro jogo empate por 1 a 1 no Estádio Olímpico e no segundo derrota do Flu por 2 a 1.
Após conquistar a Taça Guanabara de 1983 em um clássico contra o America em que venceu por 2 a 0 com dois gols de Assis, perante 79.275 pagantes, o Fluminense se classificou para as finais contra o Flamengo, campeão da Taça Rio e contra o Bangu, time que mais pontuou no campeonato. O Flu empatou com o Bangu por 1 a 1, venceu o rubro-negro por 1 a 0 com gol de Assis aos 45 minutos do segundo tempo em jogo disputado debaixo de chuva com 83.713 pagantes. Como o Flamengo ganhou do Bangu por 2 a 0, o Flu sagrou-se campeão carioca. A campanha tricolor teve 24 jogos, com treze vitórias, 6 empates e 5 derrotas, com 31 gols pró e 13 contra. O artilheiro tricolor foi Assis, com onze gols e o segundo o centroavante Washington, com 8, jogadores que formavam uma dupla pelo seu ótimo entendimento conhecida como o Casal 20, nome de um famoso seriado de televisão desta época - Hart to Hart.
O Fluminense teve nos anos 1980 grandes momentos, mas o principal talvez tenha sido quando levantou o título brasileiro em 1984 ao bater o Vasco nos jogos finais, nos Clássicos dos Gigantes mais importantes realizados até hoje. A campanha tricolor teve 26 jogos, com quinze vitórias, 9 empates e apenas 2 derrotas, com 37 gols pró e apenas 13 contra. Nos jogos finais, o Fluminense venceu o Vasco no primeiro jogo por 1 a 0, com gol do paraguaio Romerito e empatou por 0 a 0 no segundo, perante 128.381 pagantes. A maior goleada tricolor foi nas quartas-de-finais contra o Coritiba, no Maracanã, por 5 a 0, empolgando os 60.385 pagantes.
No Campeonato Carioca de 1984, o Fluminense chegou ao bicampeonato após 24 partidas, com dezesseis vitórias, 5 empates e 3 derrotas, 40 gols pró e 16 contra, com Romerito sendo o artilheiro tricolor com onze gols. O time tricolor classificou-se para as finais por ter sido o clube que mais pontuou durante o campeonato, contra o Flamengo, campeão da Taça Guanabara e o Vasco, campeão da Taça Rio. Nas finais o Fluminense venceu o Vasco por 2 a 0 perante 94.123 pagantes e o Flamengo por 1 a 0, perante 153.520, de novo, com gol de Assis, desta vez aos 30' do 2º tempo. Em outubro, conquistaria o Torneio de Seul de 1984.
O Fluminense chegou ao seu terceiro tricampeonato estadual em uma final contra o Bangu em 1985, em que ganhou de 2 a 1 perante 88.162 pagantes, com gol de Marinho para Bangu aos 4 minutos do 1º tempo e no segundo, com gols de Romerito aos 18 minutos e Paulinho de falta, aos 31, conquistou o título. A campanha tricolor neste ano teve 24 jogos, com quinze vitórias, 7 empates e apenas 2 derrotas, com 32 gols pró e 12 contra.
O Fluminense classificou-se para as finais ao vencer a Taça Guanabara contra o America por 1 a 0, com gol de Romerito aos 38' do 2º tempo perante 47.160 pagantes, disputando depois o título máximo contra o Flamengo, campeão da Taça Rio, e contra o Bangu, time que mais pontuou durante este campeonato. No primeiro jogo, contra o Flamengo, houve empate por 1 a 1 perante 95.049 pagantes e no segundo o Bangu ganhou do Fla por 2 a 1, levando vantagem do empate para o jogo final.
Na Copa Libertadores de 1985, o Flu não foi bem, terminado esta primeira fase em terceiro, quando classificava-se apenas o líder do grupo para a fase seguinte. Neste ano o Fluminense, disputou em jogos de ida e volta pelo Grupo 1 contra o também carioca Vasco e contra os argentinos Ferro Carril Oeste e Argentinos Juniors, que acabou campeão desta competição. O Flu, em campo, obteve 3 empates e 3 derrotas mas acabou ganhando os pontos do empate de 3 a 3 contra o Vasco, que escalou irregularmente o jogador Gersinho nesta partida, mesmo alertado antes do jogo.
A partir de 1985, tempos difíceis para o Fluminense seriam organizados fora de campo, pois ao assumir a presidência da Federação de Futebol do Estado do Rio de Janeiro, Eduardo Vianna garantiu que acabaria com "o reinado dos coloridos", pois, até então, era o Flu que detinha a liderança dos títulos cariocas. Já em 1986, foi denunciado um escândalo de manipulação de arbitragens, intitulado pela imprensa de "Escândalo das papeletas amarelas", que visava impedir o Flu de conquistar o tetracampeonato estadual, o que foi conseguido. Além disso, por conta de uma epidemia de dengue em seu elenco o time não pode comparecer a um jogo contra o Americano em Campos, perdendo os pontos e a possibilidade de se sagrar campeão, mesmo com as dificuldades extra-campo.

### 1987–1999: decadência e superação

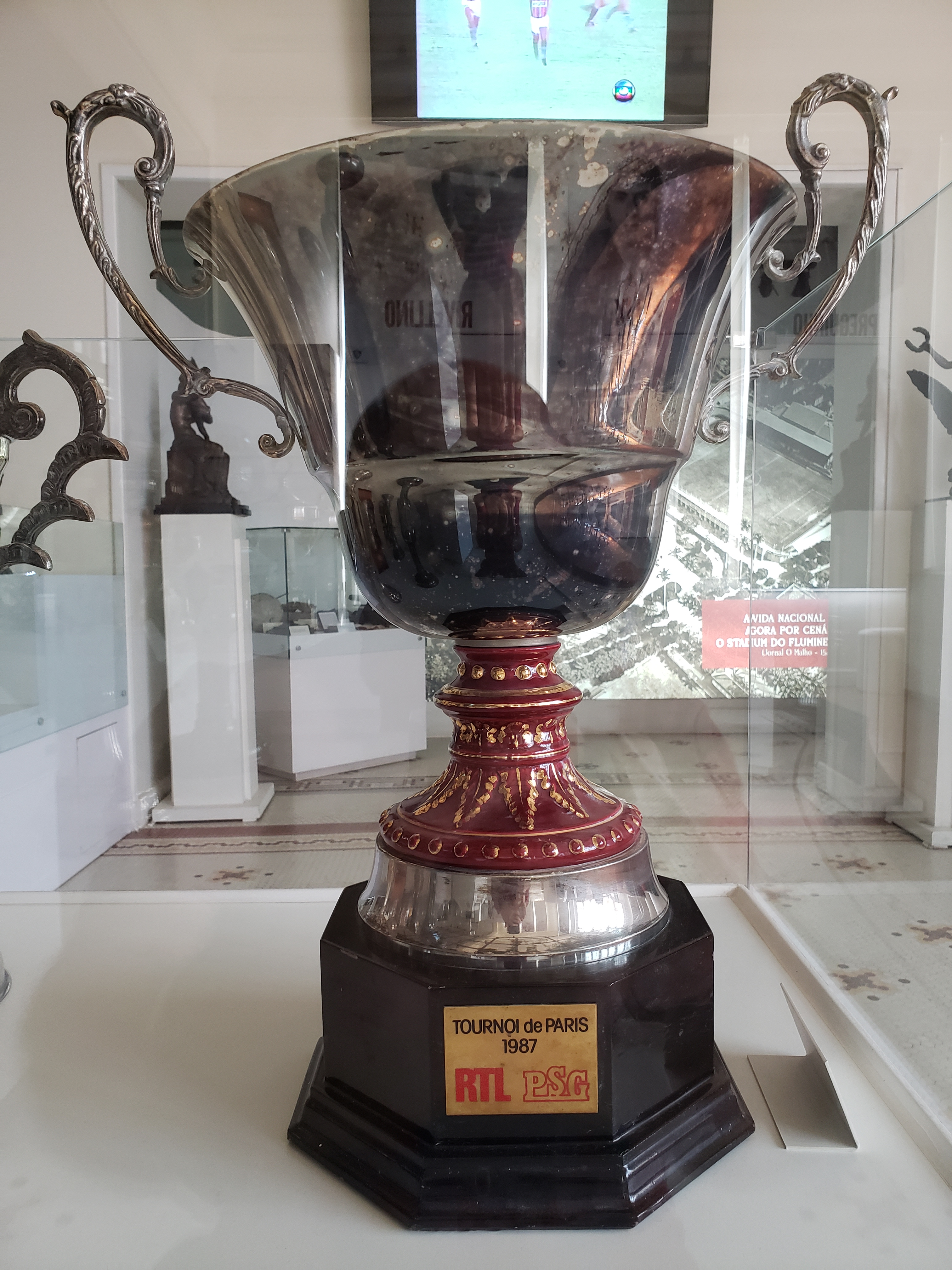
Taça do Torneio de Paris de 1987.

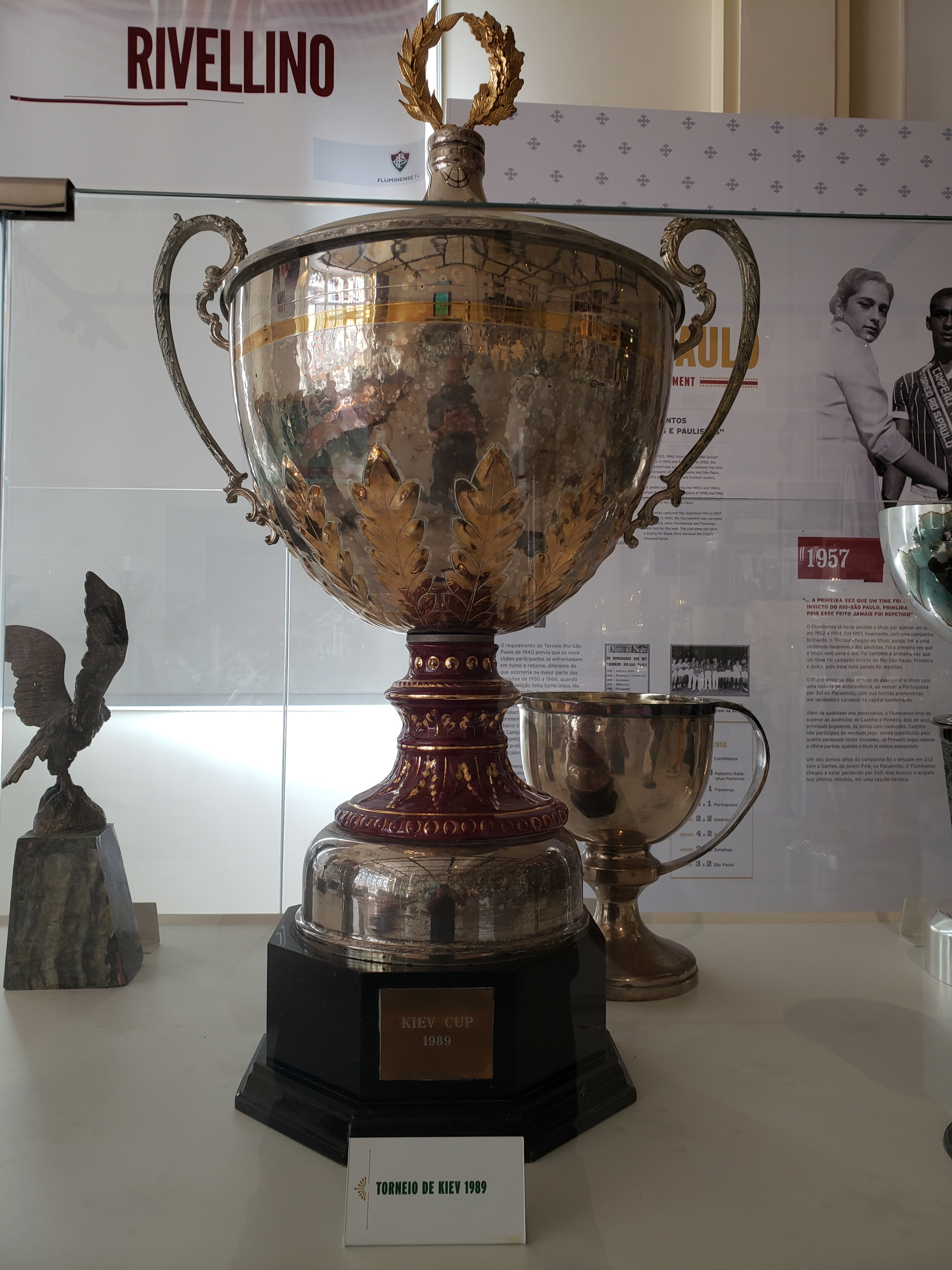
Taça do Torneio de Kiev de 1989.

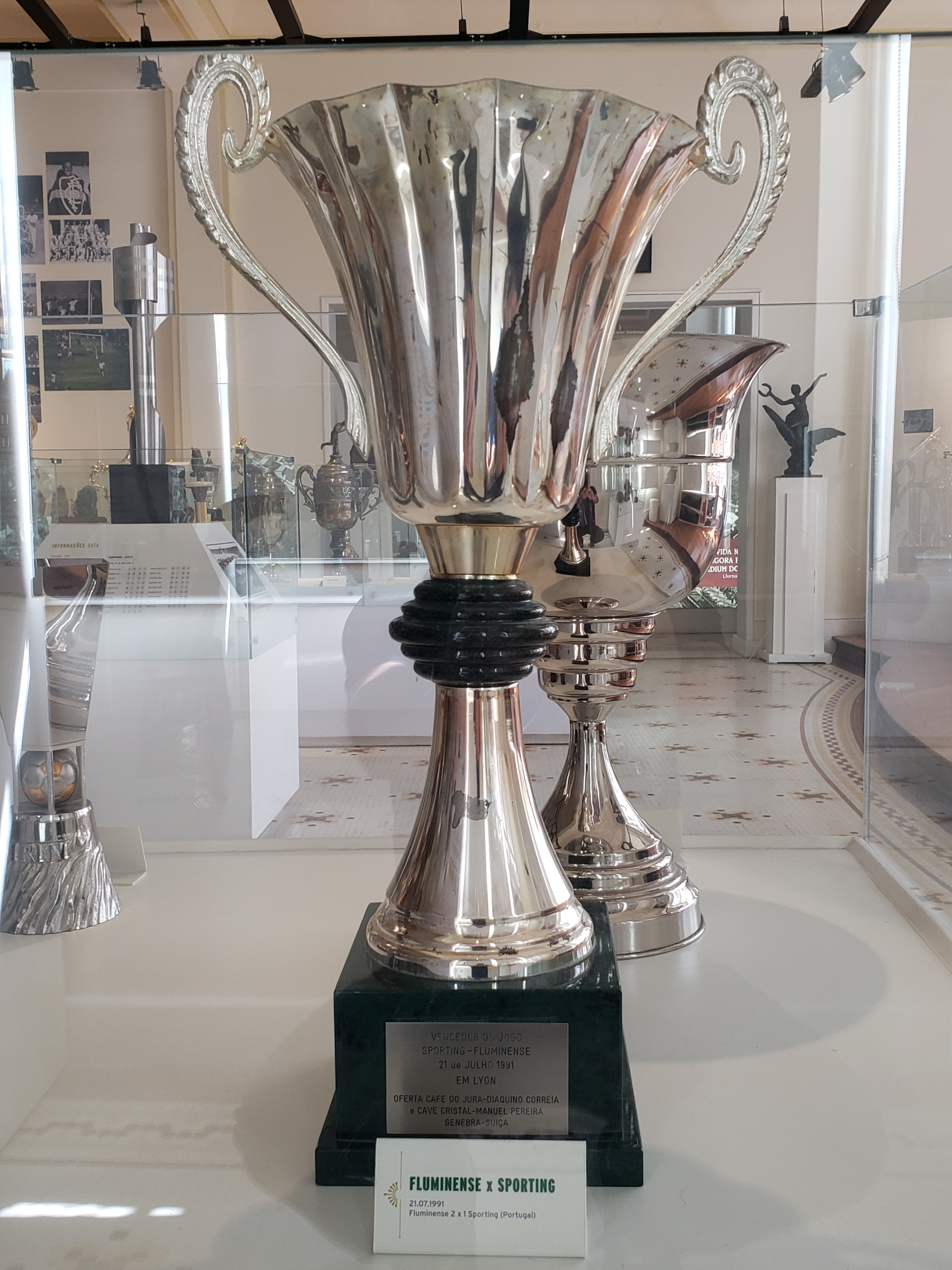
Taça Sporting versus Fluminense, 1991.

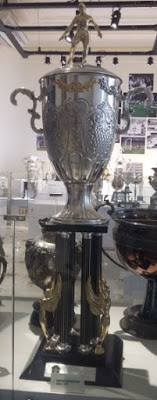
Taça da Série C de 1999.

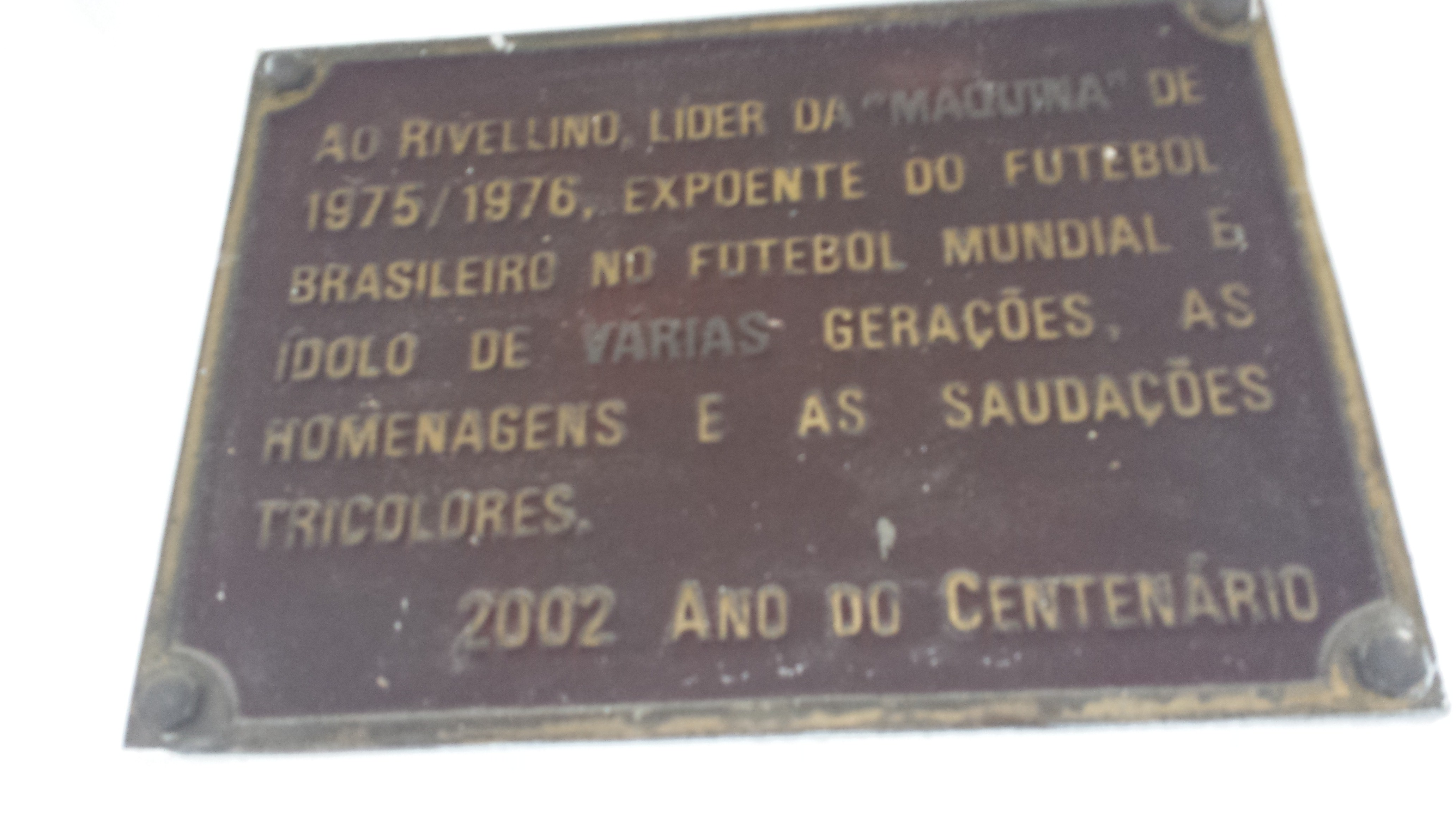
Placa para Rivellino no FFC.

O Fluminense conquistou, em 1987, a Copa Kirin, no Japão, em sua mais importante excursão à Ásia, disputando a final contra o Torino da Itália, cuja grande estrela era o brasileiro Júnior. Perante cerca de 40.000 torcedores no Estádio Olímpico de Tóquio, o Flu venceu por 2 a 0 com gols de Washington e Tato. Nos outros jogos disputados, o Flu empatou com a Seleção do Japão por 0 a 0, empatou com o mesmo Torino da final por 1 a 1 e venceu a Seleção do Senegal por 7 a 0. Pouco mais de um mês depois o Tricolor chegou ao bicampeonato do Torneio de Paris.
Já em 1989 conquistou o Torneio de Kiev. O Bangu foi convidado a última hora para substituir o Atlético de Madrid, com o Fluminense derrotando-o na decisão por pênaltis, por 4 a 2. Participaram também deste torneio, o Dínamo de Kiev e a Roma.
Em 1988 e 1991, o time tricolor chegou, mesmo com times fracos tecnicamente, embora bem organizados, às semifinais do Campeonato Brasileiro. No campeonato de 1988 foi desclassificado pelo Bahia, após empatar por 0 a 0 no Maracanã e perder por 2 a 1 no Estádio da Fonte Nova, que neste dia recebeu o maior público de sua história (110.438 pagantes). Em 1991 o Flu foi desclassificado pelo Bragantino, com uma derrota por 1 a 0 no Maracanã perante 74.781 tricolores pagantes, e já eliminado, um empate por 1 a 1 em Bragança Paulista. Curiosamente, o time do Bragantino era composto por muitos atletas formados no clube tricolor e que tinham participado da conquista da quinta Copa São Paulo de Futebol Júnior para o Flu em 1989, entre eles o atacante Franklin, que marcou os gols do Bragantino nestes dois jogos.
Em 1992 o Flu chegou à final da Copa do Brasil contra o Internacional, ganhando a primeira partida por 2 a 1 no Estádio das Laranjeiras, vindo a perder o segundo jogo por 1 a 0 no Beira-Rio com um pênalti muito polêmico marcado aos 42 minutos do segundo tempo. Os jogadores tricolores retornariam para o Rio de Janeiro no mesmo voo do árbitro José Aparecido de Oliveira, mas causaram um tumulto que impediu que o mesmo embarcasse na mesma aeronave.
Ainda se classificou por três anos para disputar a Copa Conmebol, um dos torneios que antecederam a atual Copa Sul-Americana. Em 1992, quando após ganhar do Atlético-MG por 2 a 1, perdeu a segunda por 5 a 1, em 1993, quando ganhou do mesmo adversário do ano anterior por 2 a 0 com o mando de campo e foi derrotado pelo mesmo resultado em Belo Horizonte, perdendo a vaga nos pênaltis, e, em 1996, quando perdeu para o Guarani do Paraguai por 3 a 1 em Assunção e empatou, no Rio de Janeiro, por 2 a 2.
O Fluminense conquistou em 1994, o Torneio de Maceió, disputado contra os clubes alagoanos CRB e o CSA.
O Tricolor só voltou a ganhar um título relevante em 1995 na inesquecível decisão do Campeonato Estadual em um Fla-Flu emocionante com 120.418 espectadores (109.204 pagantes), em que Renato Gaúcho (o "Rei do Rio") fez o gol da vitória por 3 a 2, com a barriga, ano em que o Fluminense também chegou de novo às semifinais do Campeonato Brasileiro. Neste estadual de 1995, Fluminense disputou 27 jogos, com dezessete vitórias, 7 empates, 3 derrotas, 48 gols pró e 18 contra, ano do centenário do Flamengo como clube, não como time de futebol, e o rubro-negro investira muito para conquistar este campeonato, mas nos 4 Fla-Flus disputados o Fluminense venceu 3 e empatou 1. No Campeonato Brasileiro de 1995 o Flu terminou em quarto, desclassificado nas semifinais pelo Santos (4 a 1 e 2 a 5, cabendo lembrar que nesta época não havia o critério de desempate em que gols fora de casa valem o dobro).
No dia 16 de dezembro de 1995, o Fluminense inaugurou oficialmente o Centro de Treinamento Vale das Laranjeiras, objetivando a formação de suas equipes de base, concedendo-lhe o nome de seu ex-presidente, Sylvio Kelly dos Santos, embora a instalação já estivesse sendo utilizada desde o dia 30 de abril de 1983.
Entre 1996 e 1999, o Tricolor enfrentou os piores momentos de sua história. No final de 1995, o Fluminense perdeu seu patrocinador da época.
Em 1996, o Fluminense terminou o Campeonato Brasileiro em penúltimo lugar (na frente somente do Bragantino), mas um escândalo de arbitragem, conhecido como Caso Ivens Mendes, que envolvia outros dois clubes da Série A, Atlético Paranaense e Corinthians, cancelou os rebaixamentos de 1996, vindo a serem promovidos dois clubes da Série B para o Campeonato Brasileiro de 1997, que acabou disputado por 26 clubes. O Flu acabou novamente caindo em 1997 para o Campeonato Brasileiro Série B, e em 1998 o time foi mais uma vez rebaixado, agora para o Campeonato Brasileiro Série C.
Apesar de ter tido um ano tão difícil no futebol, o time tricolor de basquete feminino, que tinha como dirigente sua ex-jogadora Hortência Marcari,  conquistou o Campeonato Brasileiro de Basquete Feminino de 1998, com o Ginásio do Tijuca Tênis Clube lotado, ginásio que tem capacidade para receber 4.000 espectadores, e outras cerca de 3.000 pessoas não conseguiram comprar ingressos e entrar no recinto, acompanhando a decisão do lado de fora.
Após disputar a Série C contra uma maioria de clubes pequenos e em campos algumas vezes mal conservados, o time tricolor conquistou este título de forma honrosa, começando, a partir deste momento, a reestruturar-se para voltar a formar grandes craques e conquistar títulos de expressão. No final de 1998, o time já dava sinais de que o clube estava retomando o seu rumo, ao conquistar a Copa Rio, competição estadual que neste ano contou pela última vez com a presença dos grandes clubes cariocas, ao bater o São Cristóvão por 4 a 0 no jogo final. Em 9 jogos disputados, o Fluminense venceu todos, com 24 gols pró e apenas 4 contra. O Fluminense conquistou o Campeonato Brasileiro Série C de 1999 ao vencer o Náutico no Estádio dos Aflitos por 2 a 1, com dois gols de Roger para o Flu, descontando Rogério Capixaba para o alvirrubro pernambucano. A campanha do Fluminense teve 22 jogos, com quatorze vitórias, 3 empates e 5 derrotas, 37 gols a favor e 21 contra e o artilheiro tricolor nesta competição foi Roni, com seis gols. Nesse ano, o Fluminense havia contratado o técnico Carlos Alberto Parreira e, com ele, além de ganhar o Campeonato Brasileiro Série C, criou o Vale das Laranjeiras, na prática, um aperfeiçoamento da estrutura já existente no centro de formação de jogadores de futebol das Categorias de Base no distrito de Xerém, em Duque de Caxias.
De relevante neste final de século, foi a eleição de três ex-jogadores do Fluminense para a Seleção de Futebol da América do Sul do Século XX, por 250 jornalistas de todo o mundo reunidos para cobrir a Copa do Mundo de 1998: Carlos Alberto Torres, Didi e Roberto Rivellino.

### 2000–2006: a volta por cima

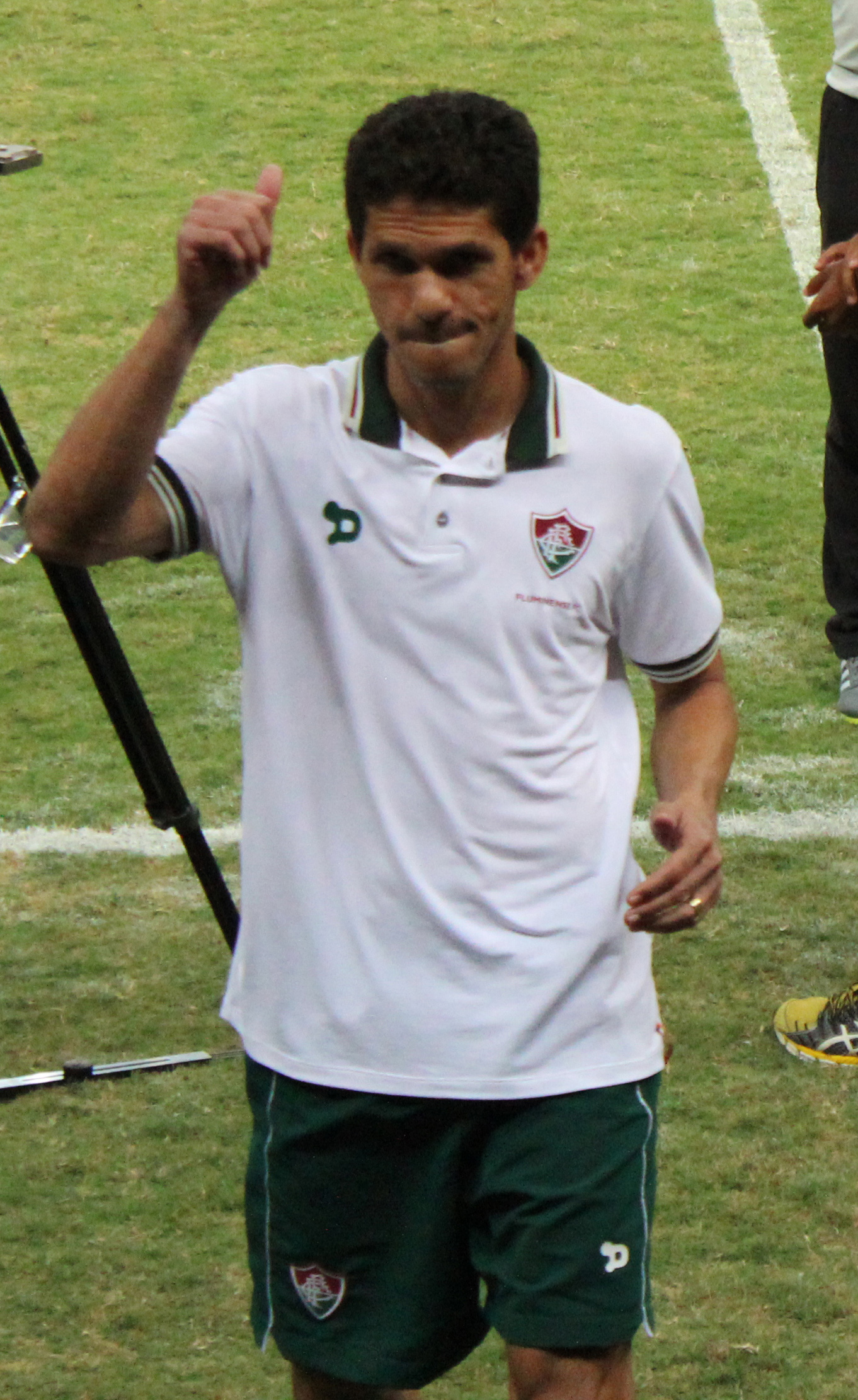
Magno Alves, artilheiro tricolor.

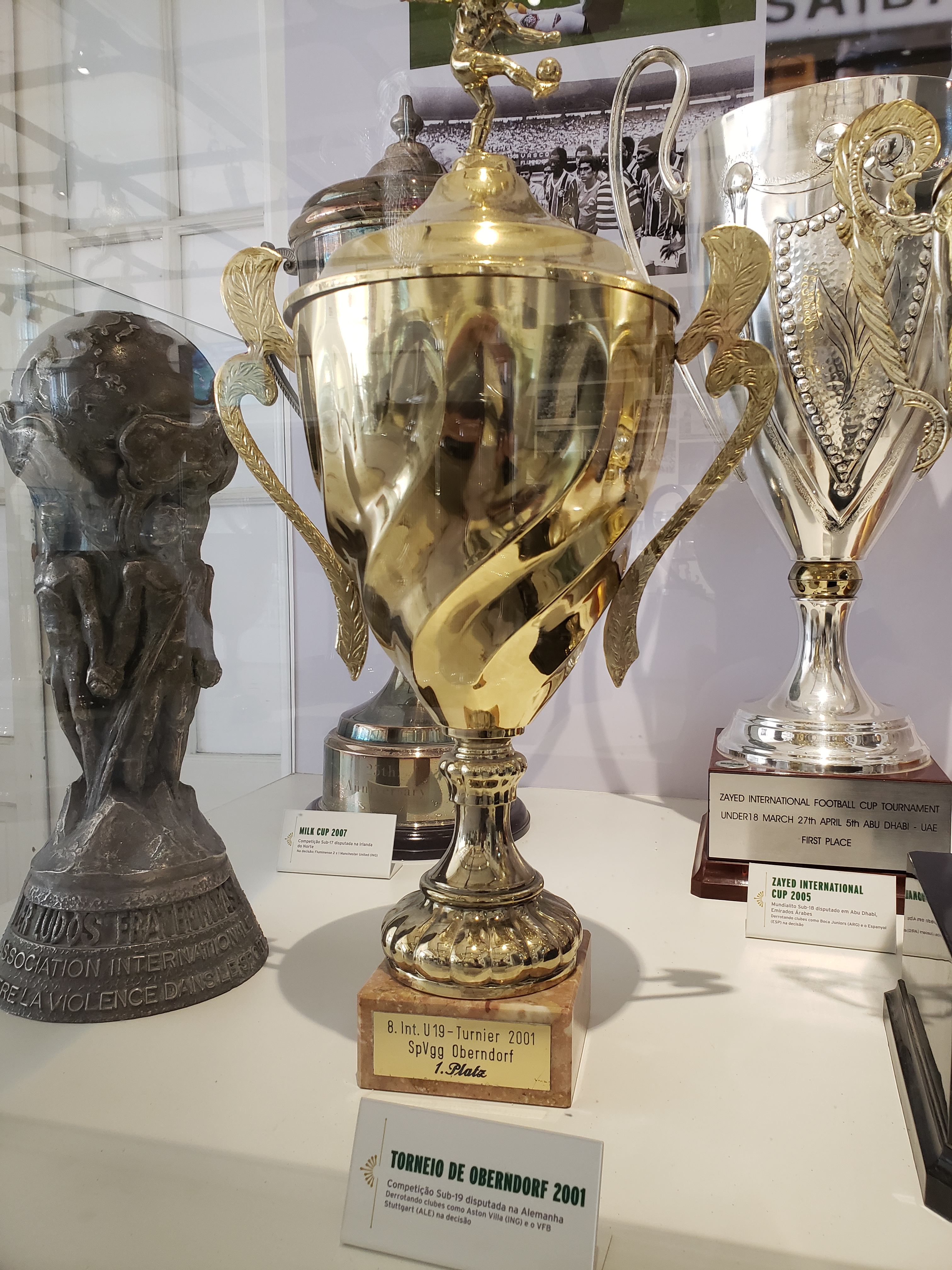
Torneio de Oberndorf Sub 20 2001.

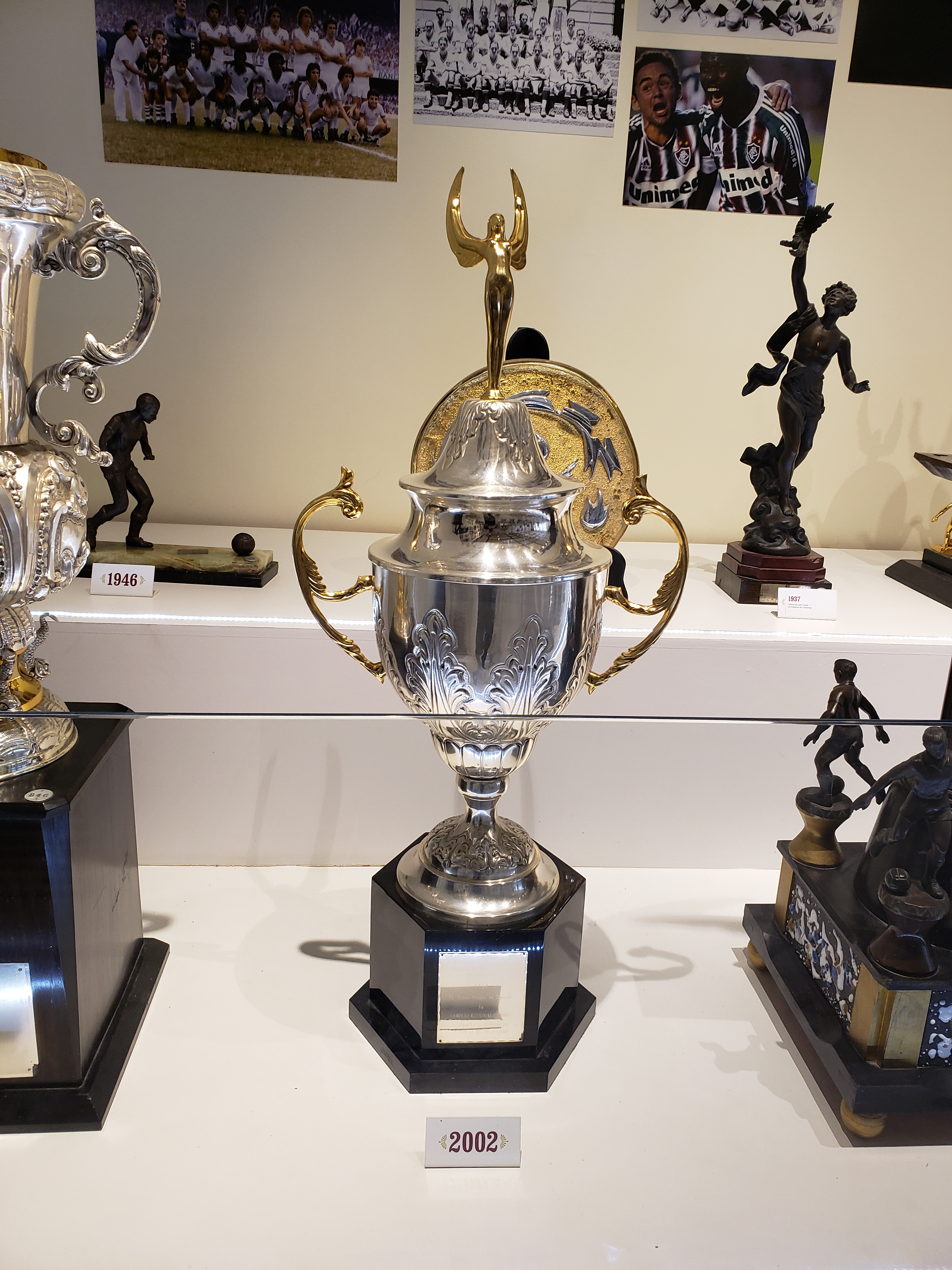
Taça do Campeonato Carioca de 2002.

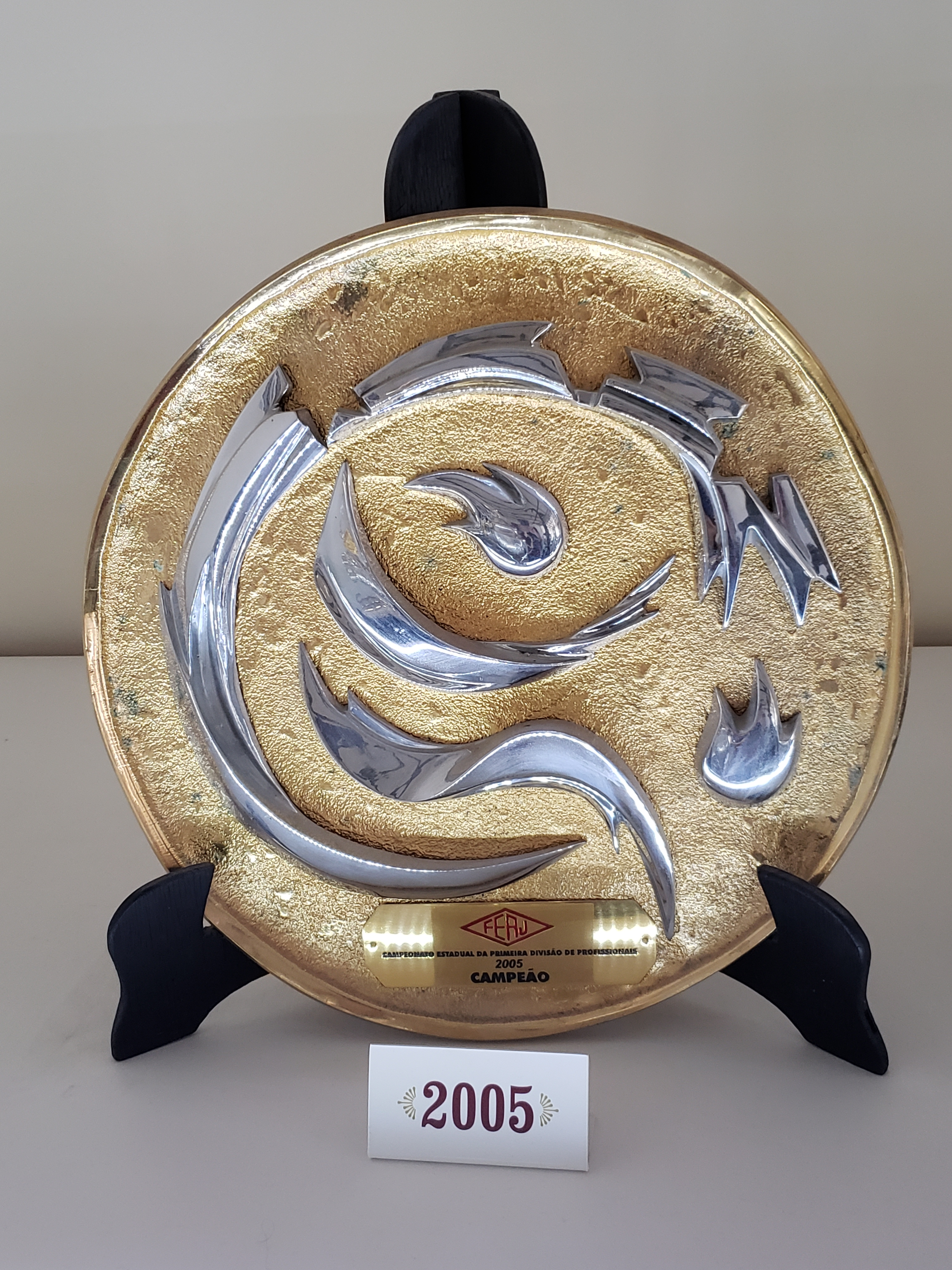
Taça do Campeonato Carioca de 2005.

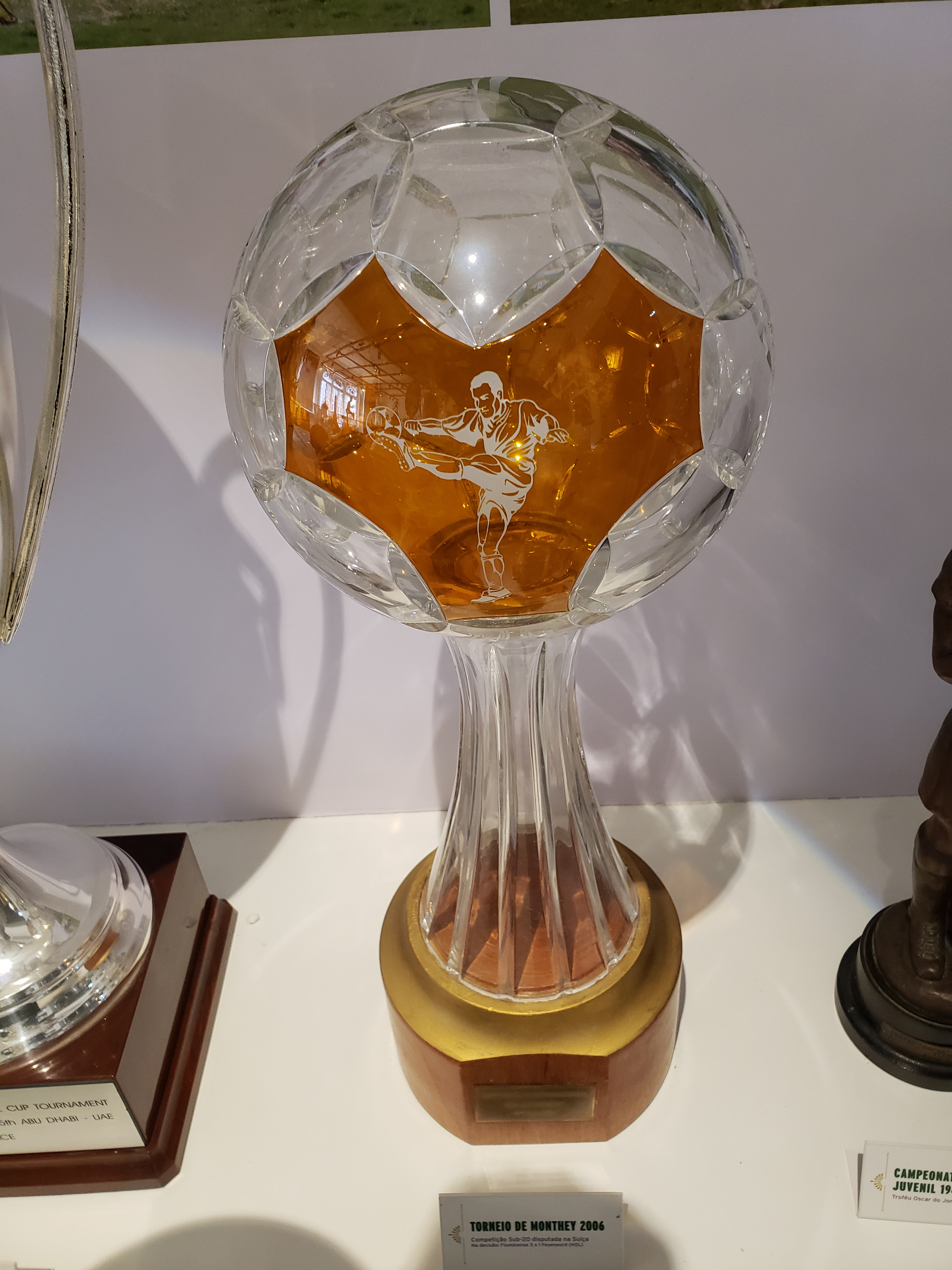
Torneio de Monthey Sub 20 de 2006.

Em 2000 um problema jurídico e político entre clubes da Série A denominado Caso Sandro Hiroshi impediu a realização do Campeonato Brasileiro, sendo criada a Copa João Havelange pelo Clube dos Treze. Na organização deste campeonato, optou-se pelo critério de convite aos clubes participantes, com o Tricolor de Laranjeiras, o Bahia e outros clubes que não estavam então na primeira divisão, incluídos entre os participantes.
A equipe teve uma boa participação e, após ficar em terceiro na primeira fase, caiu nas oitavas-de-final da competição contra o São Caetano, perante 56.504 tricolores, terminado este campeonato em nono lugar. Assim como o São Caetano, que disputou o campeonato na divisão inferior e teve a possibilidade de chegar até à final da disputa entre os clubes principais, o Fluminense e o Bahia permaneceram na primeira divisão no ano seguinte, numa virada de mesa comum no Século XX e que beneficiaram outros clubes no decorrer de sua história. Na Copa do Brasil deste ano, o Fluminense terminou em quinto.
No Torneio Rio-São Paulo de 2001, o Flu terminou em quarto lugar e no Campeonato Brasileiro deste ano em terceiro.
O Fluminense conquistou o Campeonato Carioca de 2002, apelidado de "Caixão" pela imprensa (numa referência ao apelido do então presidente da federação carioca, Eduardo Viana - o Caixa d'Água), que boicotou esse campeonato, ao vencer o Americano por 2 a 0 e por 3 a 1 nos jogos finais, o último assistido por 26.663 pagantes, em campeonato desmotivado, disputado sem a cobertura da imprensa, com a fase final sendo realizada durante a Copa do Mundo de 2002 e com os grandes clubes utilizando seus reservas nas fases iniciais pois disputavam o Torneio Rio-São Paulo.
Tendo sido campeão carioca no dia 27 de junho, três dias antes da Seleção Brasileira ganhar a Copa do Mundo deste ano, a torcida tricolor aproveitou para fazer a festa do título carioca no ano do centenário do Fluminense justamente neste dia e em muitos lugares do Rio de Janeiro, havia tantas camisas tricolores quanto brasileiras neste dia festivo. A campanha tricolor em 28 jogos teve 14 vitórias, 5 empates e 9 derrotas, com 45 gols a favor e 33 contra.
Neste ano de 2002, o Fluminense comemorou o seu centenário com grandes eventos praticamente o ano inteiro, com o selo alusivo ao centenário tricolor tendo sido eleito por votação popular promovida pela Empresa de Correios e Telégrafos o selo do ano de 2002, fato inédito envolvendo clubes de futebol até os dias atuais. O grande presente para a torcida foi a contratação do jogador Romário, que, logo em sua estreia, brilhou no Campeonato Brasileiro contra o Cruzeiro, quando o Flu venceu por 5 a 1 com cerca de 70.000 tricolores em festa. O Flu terminou este campeonato em quarto lugar. Neste ano, Romário jogou bem e fez muitos gols, embora tenha se indisposto com o outro goleador do time, Magno Alves, que depois acabou saindo do clube para brilhar na Coreia do Sul e no Japão. Com o passar dos anos, Romário foi caindo de produção e, em 2003, já não esteve bem no Campeonato Brasileiro.
Em 2003, o Tricolor disputou a Copa Sul-Americana pela primeira vez, vencendo o Corinthians por 2 a 0, o Atlético-MG também por 2 a 0 e veio a cair na segunda fase ao perder para o São Paulo por 1 a 0 em SP e empatar no RJ por 1 a 1.
A melhor performance do Fluminense em 2004 foi no Campeonato Brasileiro, quando chegou em nono lugar.
O Fluminense teve grandes momentos durante o ano de 2005 e, após perder o primeiro jogo das finais para o Volta Redonda por 4 a 3, conquistou o Campeonato Carioca com 70 830 tricolores (63 762 pagantes) comparecendo ao segundo jogo final em que o Flu ganhou por 3 a 1. O Fluminense classificou-se para as finais contra o Volta Redonda, campeão da Taça Guanabara, ao vencer o Flamengo por 4 a 1 na decisão da Taça Rio perante 74 650 torcedores (65 672 pagantes) com uma grande atuação. Neste campeonato, em 15 jogos o Fluminense obteve 8 vitórias, 3 empates e 4 derrotas, com quarenta gols pró e 22 contra.
Em 2005, o Fluminense também chegou à sua segunda final da Copa do Brasil, perdendo o título para o Paulista de Jundiaí ao empatar por 0 a 0, com o jogo sendo disputado no Estádio São Januário perante 25 000 torcedores, já que o Maracanã estava em reformas, assim como já acontecera em 1992, quando o Fluminense não teve a oportunidade de usar o Maracanã na Copa do Brasil, estádio onde manda a maioria de seus jogos. Desfalcado, o Fluminense havia entrado com vários reservas no primeiro jogo desta final, perdendo para o Paulista em Jundiaí por 2 a 0. No Campeonato Brasileiro, a equipe tricolor chegou em quinto lugar.
Na Copa Sul-Americana daquele ano, o Fluminense também fez boa campanha, só caindo nas quartas-de-finais para o Universidad Católica, a quem ganhou por 2 a 1 no Rio de Janeiro, perdendo por 2 a 0 em Santiago. Em 6 jogos nesta Copa Sul Americana, o Fluminense obteve 3 vitórias, 1 empate e 2 derrotas, 8 gols pró e 7 contra.
No ano de 2006, apesar de ter um forte elenco, o Fluminense sofreu com graves erros de gestão, por conta de falta de um planejamento adequado, fazendo com que o clube trocasse seis vezes de técnico, o que levou o Fluminense a ter um rendimento insatisfatório no futebol profissional, muito parecido com o ano de 2003, quando, após as grandiosas comemorações de seu centenário no ano anterior, o Fluminense começou a sua preparação mais tarde do que os clubes que tiveram sucesso naquele ano e, por isto mesmo, teve inúmeros problemas de contusão em seu elenco profissional por preparação física inadequada e depois tentativas passionais em sua gestão visando tentar corrigir os erros anteriores.
Em 2006, na Copa Sul-Americana, disputou a primeira fase contra o Botafogo, vindo a se classificar nos pênaltis após dois empates por 1 a 1. Na fase seguinte o Fluminense acabou eliminado pelo Gimnasia y Esgrima de La Plata, da Argentina, ao empatar o primeiro jogo por 1 a 1 e perder o seguinte na casa do adversário por 2 a 0.
Nas 4 Copas Sul Americanas disputadas por clubes brasileiros entre 2003 e 2006, o Fluminense disputou 3, contabilizando 5 vitórias, 5 empates e 4 derrotas, 18 gols pró e 11 contra, sendo até então o quarto clube brasileiro que mais pontuou na história desta competição. A melhor campanha tricolor foi em 2005, quando caiu nas quartas-de-finais, terminando em quinto lugar. Até este último jogo da Copa Sul-Americana contra o Gimnasia, no período entre 1968 e 2006, o Fluminense disputou 149 partidas contra clubes ou Seleções estrangeiras (desconsiderando jogos contra clubes brasileiros no exterior ou em competições internacionais nestas estatísticas), com 76 vitórias, 37 empates, 34 derrotas, 291 gols a favor e 183 contra.

### 2007: Conquista inédita da Copa do Brasil

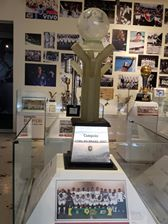
Copa do Brasil de 2007.

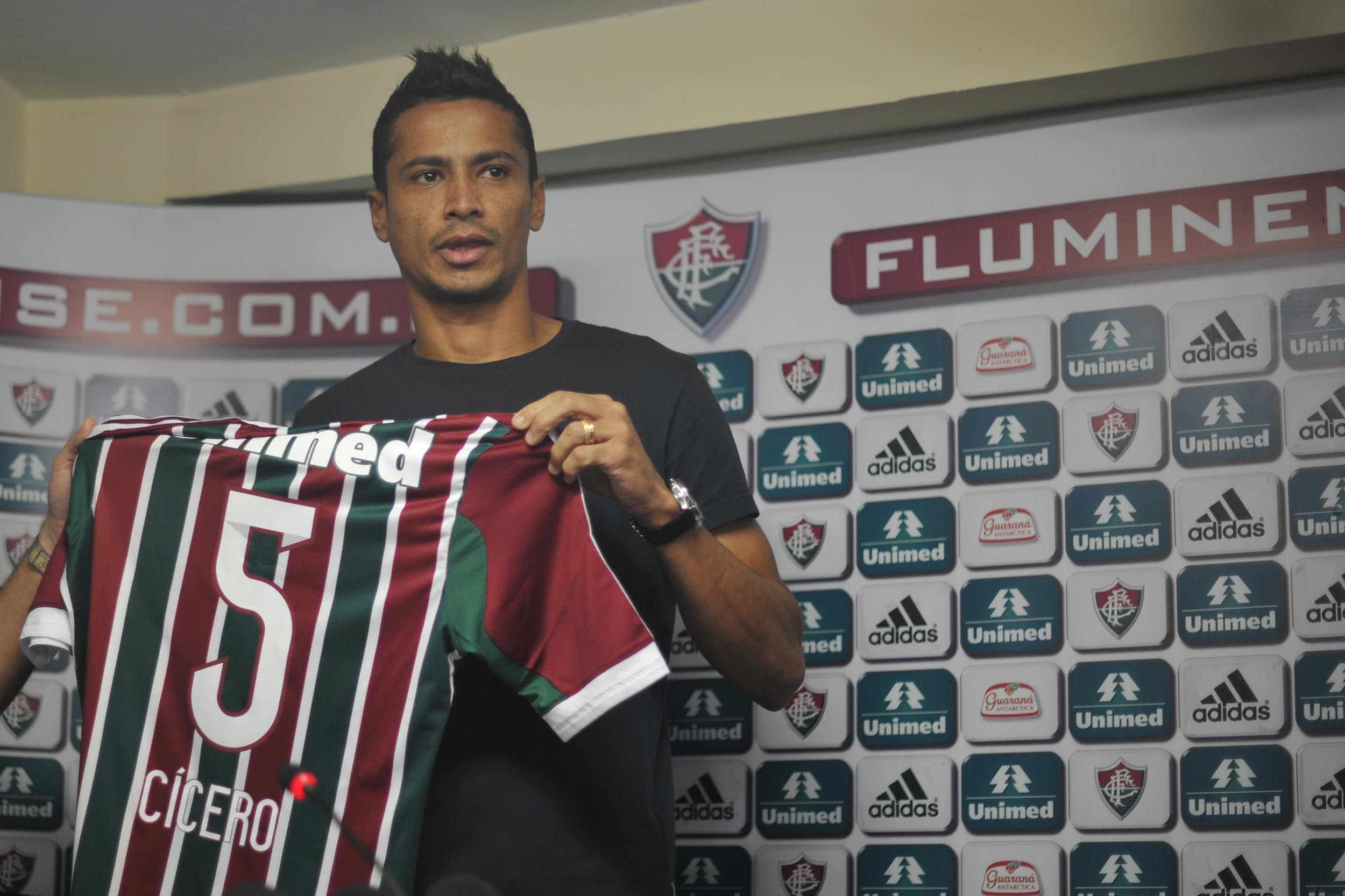
Cícero, destaque na Copa do Brasil de 2007.

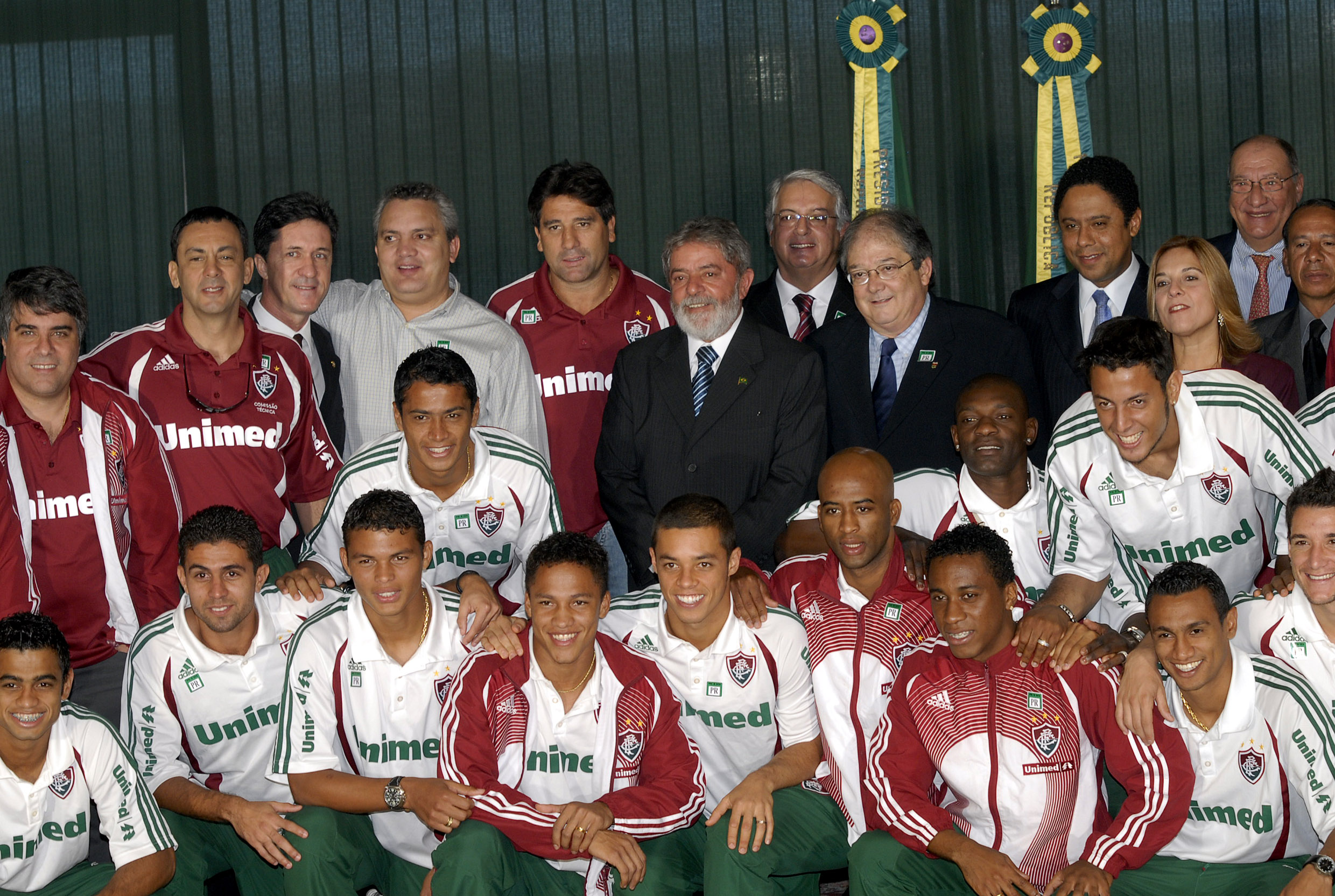
Equipe do Fluminense em 2007.

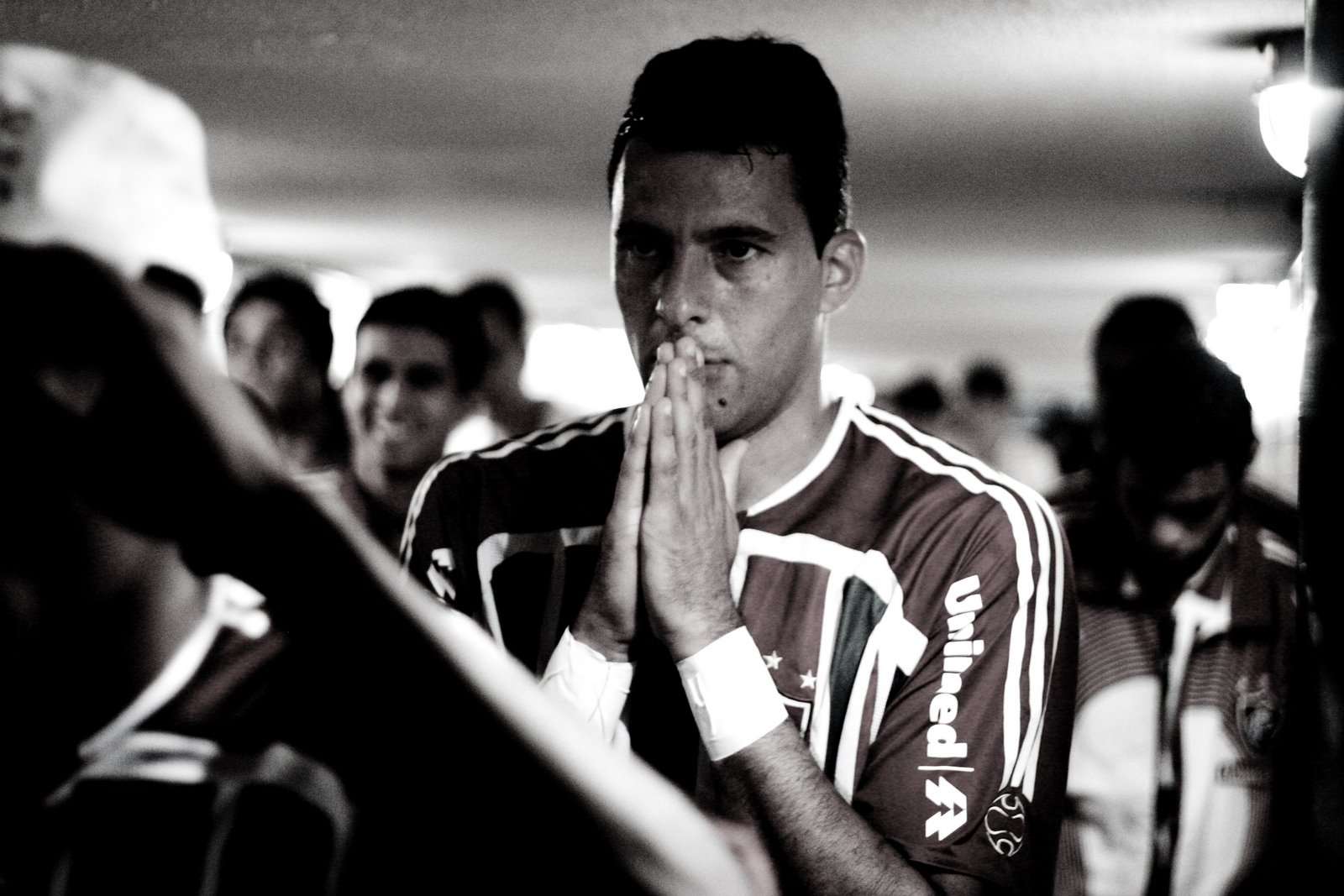
Washington se preparando para a final da Libertadores 2008.

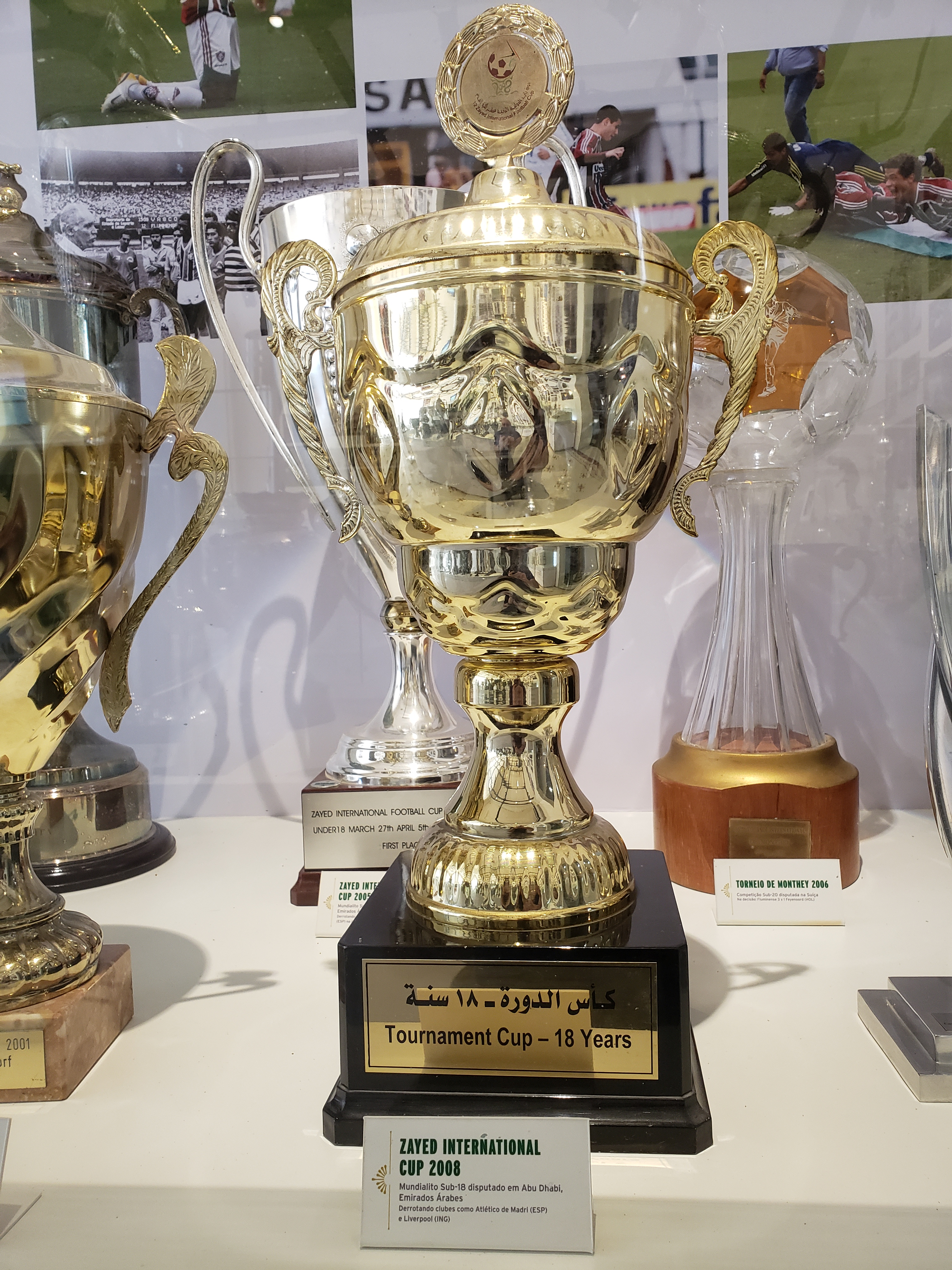
Zayed International Tournament U-19 2008.

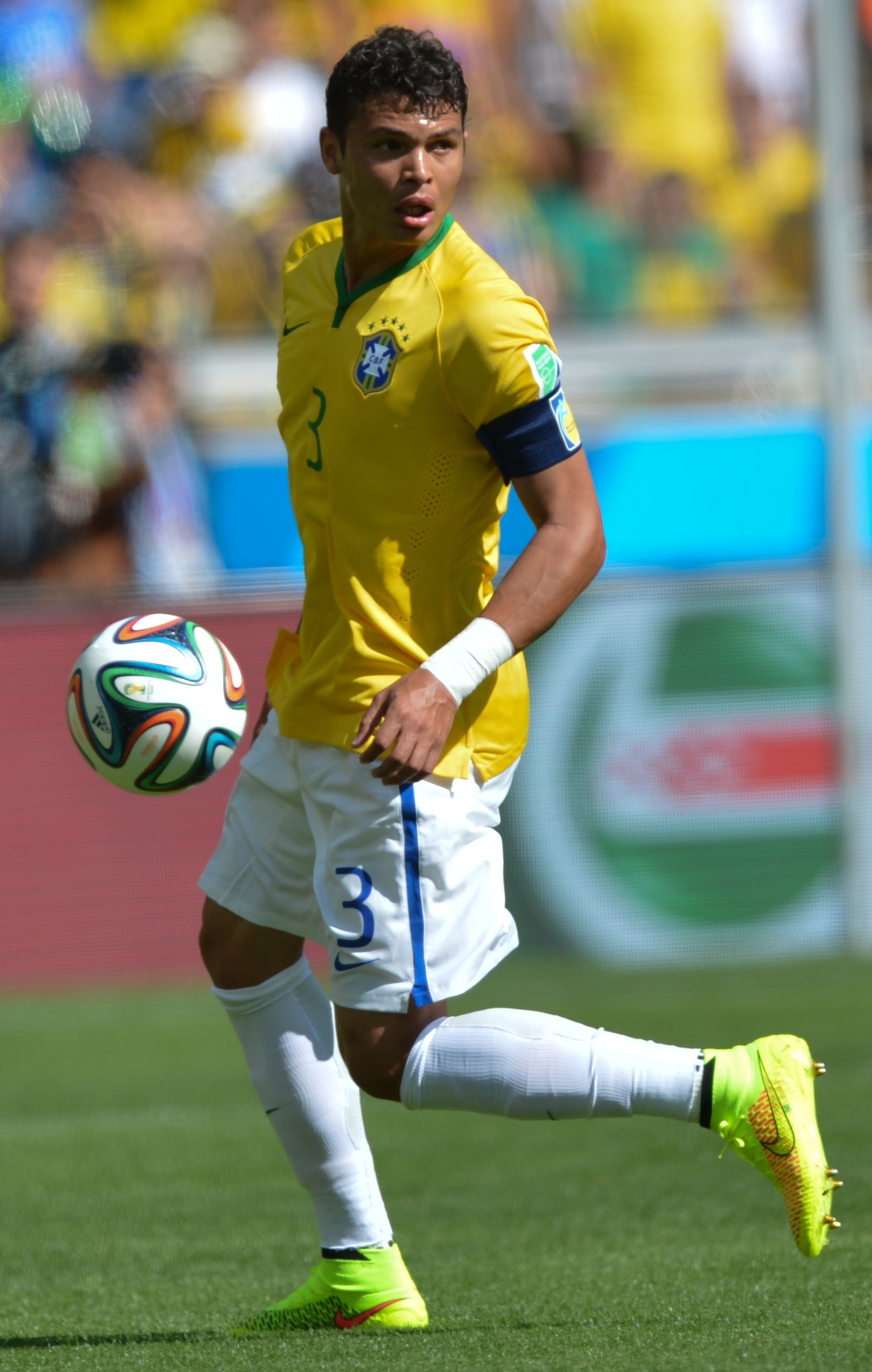
Thiago Silva.

O Fluminense refez o seu time em 2007 a após um péssimo Campeonato Carioca chegou à sua terceira final da Copa do Brasil, desta vez sendo campeão contra o Figueirense, ao vencer o segundo jogo da decisão por 1 a 0 em Florianópolis (com gol de Roger), após ter empatado o primeiro jogo decisivo por 1 a 1 no Rio de Janeiro, com todos os 64.669 ingressos colocados à venda no Maracanã tendo sido vendidos com antecedência de 48 horas, já que o grande estádio ainda está finalizando as obras para fazer parte do complexo esportivo dos Jogos Pan-americanos de 2007 e ainda não tinha condições para atender a sua capacidade cerca de 90.000 espectadores, como ocorreu após o fim das reformas.
Para chegar ao título de campeão da Copa do Brasil, o Flu passou pela ADESG (2 a 1 e 6 a 0), América de Natal (0 a 1 e 2 a 1), Bahia (1 a 1 e 2 a 2), Atlético-PR (1 a 1 e 1 a 0), Brasiliense (4 a 2 e 1 a 1) e Figueirense (1 a 1 e 1 a 0), com isto classificando-se para a Copa Libertadores da América em 2008. Adriano Magrão e Alex Dias foram os artilheiros tricolores nesta competição, com quatro gols cada um. Ao final da Copa do Brasil de 2007, o Fluminense totalizou 91 jogos na história desta competição, com 48 vitórias, 26 empates e 18 derrotas, 166 gols pró e 103 contra, tendo estado presente em 14 edições, sendo esta a sétima melhor performance entre os clubes que já disputaram o segundo torneio mais importante do Brasil até 2007. As maiores vitórias tricolores até então foram de 6 a 0 contra a Adesg na campanha de 2007 e de igual placar sobre o Maranhão Atlético Clube em 4 de Maio de 2000.
No dia 12 de Maio de 2007, a Câmara dos Vereadores do Rio de Janeiro aprovou lei que declara o dia 21 de Julho como o Dia do Fluminense e dos Tricolores, não por acaso o dia da fundação do clube.
No Campeonato Brasileiro de 2007 o Fluminense terminou em quarto lugar, sendo esta a nona vez que o Tricolor terminou entre os quatro primeiros colocados deste campeonato, a melhor performance de um clube do Estado do Rio de Janeiro neste quesito. Considerando-se o Torneio Roberto Gomes Pedrosa, precursor deste campeonato, esta seria a décima vez. Thiago Neves, o seu camisa 10, ganhou a Bola de Ouro da revista Placar, como o melhor jogador desta edição, em que Thiago Silva também foi eleito, neste caso como um dos zagueiros para a seleção do campeonato.
Tendo terminado o Campeonato Carioca de 2008 em terceiro lugar, o Fluminense foi o clube que mais somou pontos entre todos os participantes da Copa Libertadores da América de 2008 na primeira fase desta competição, habilitando-se a disputar a segunda partida das demais fases eliminatórias, no Maracanã.

### 2008–2009: Vices da Copa Libertadores da América e na Sul-Americana
Na primeira fase o Fluminense superou a LDU Quito (Equador, 0 a 0 e 1 a 0), o Arsenal de Sarandí (Argentina, 6 a 0 – maior goleada de um clube brasileiro sobre uma equipe argentina na história da Libertadores – e 0 a 2) e o Libertad (Paraguai, 2 a 1 e 2 a 0). Na segunda fase eliminou o Atlético Nacional (Colômbia, 2 a 1 e 1 a 0) e na terceira o São Paulo (Brasil, 0 a 1 e 3 a 1), quando um público de 72 910 pessoas compareceu ao Maracanã, sendo 68 191 pagantes) para ver o uma das partidas mais marcantes do torneio em que o Fluminense vencia por 2 a 1 placar que era favorável ao time paulista, Washington fez de cabeça aos 46 minutos do 2º tempo classificando assim o Flu. Na quarta fase, o Fluminense disputou as semifinais contra o Boca Juniors, da Argentina, obtendo empate por 2 a 2 na primeira partida em Buenos Aires, e vitória por 3 a 1 no jogo de volta no Maracanã, perante 84 632 torcedores (78 856 pagantes), classificando-se para a final contra a LDU, com quem já jogou na primeira fase desta competição, em um grupo que era chamado pela imprensa internacional de "Grupo da Morte", pela competitividade dos clubes participantes.
Na primeira partida da fase decisiva, no Estádio Casablanca, em Quito, a LDU venceu o Fluminense por 4 a 2. Enquanto aguardava-se a partida de 2 de julho no Maracanã, os 78.918 ingressos colocados à venda foram esgotados em poucas horas de venda ainda no dia 23 de junho, batendo o recorde brasileiro de renda em partidas entre clubes, tendo sido arrecadados 3 910 044 reais apenas com a venda de entradas. Após uma excelente partida, perante 86 027 torcedores presentes, o Fluminense derrotou o adversário por 3 a 1, com três gols de Thiago Neves (primeiro jogador a fazer três gols numa final de Libertadores), levando a decisão para os pênaltis, quando foi derrotado por 3 a 1. Essa mesma final foi considerada a final com mais gols da história da Copa Libertadores da América; 10 gols anotados nas duas partidas. Apesar da derrota na final, o apoio dos torcedores ao time foi incondicional, vista a excelente campanha do time no campeonato mais importante para os clubes sul-americanos. Ressalta-se, portanto, que em 9 anos o Fluminense carioca passou da Série C para a final da Libertadores, resgatando o prestígio que o clube sempre teve, exceto na segunda metade da década de 1990, um período curto, mas difícil para os tricolores.
No Campeonato Brasileiro de 2008, tendo optado por disputar metade do campeonato com o time reserva para priorizar a disputa da Copa Libertadores da América, o time lutou contra o rebaixamento até a penúltima rodada, onde arrancou um empate com o São Paulo no Morumbi por 1 a 1, acabando com as possibilidades de rebaixamento. Na última rodada, a Torcida Tricolor levou 51 172 torcedores contra o Ipatinga (MG), para ver a despedida de Thiago Silva, carinhosamente chamado de "monstro" pelos torcedores, devido sua grandeza e garra em campo. Com o empate por 1 a 1 o Fluminense terminou o campeonato na 14ª posição classificando-se para a Copa Sul-Americana de 2009, e o seu atacante Washington terminou como artilheiro desta edição do Campeonato Brasileiro, com 21 gols.
O seu zagueiro Thiago Silva foi eleito o melhor zagueiro-central do Campeonato Brasileiro de 2008 e ainda ganhou o "Craque da Galera" estabelecido pelo Globoesporte.com, como o melhor jogador deste campeonato, eleito por voto popular com 1 252 073 votos, cerca de 47% do total apurado.
Em 2009, com sucessivas trocas de técnicos e chegada constante de novos jogadores durante as competições, o Fluminense apresentou uma campanha bastante irregular, terminando o Campeonato Carioca em quarto, mas fazendo história na Copa do Brasil ao se tornar o oitavo clube a completar 100 jogos nesta competição (51 vitórias, 29 empates e 20 derrotas, 179 gols pró e 111 contra), no empate por 2 a 2 contra o Corinthians, que seria o campeão desta competição, perante 68.158 torcedores presentes, vindo a terminar esta competição em sexto lugar.

### 2009–2012: de 99% rebaixado a 100% campeão - O Time de Guerreiros faz história

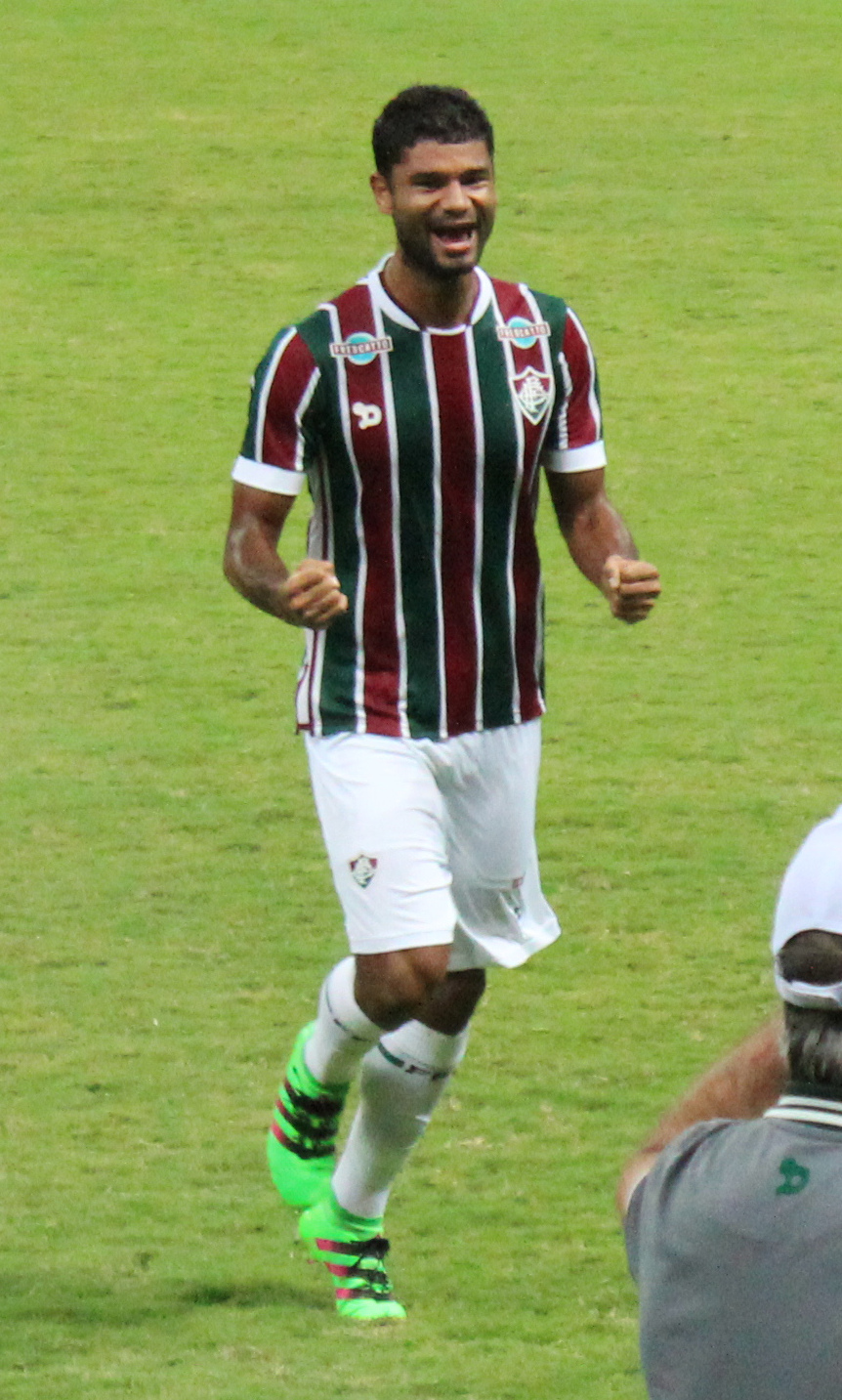
Gum.

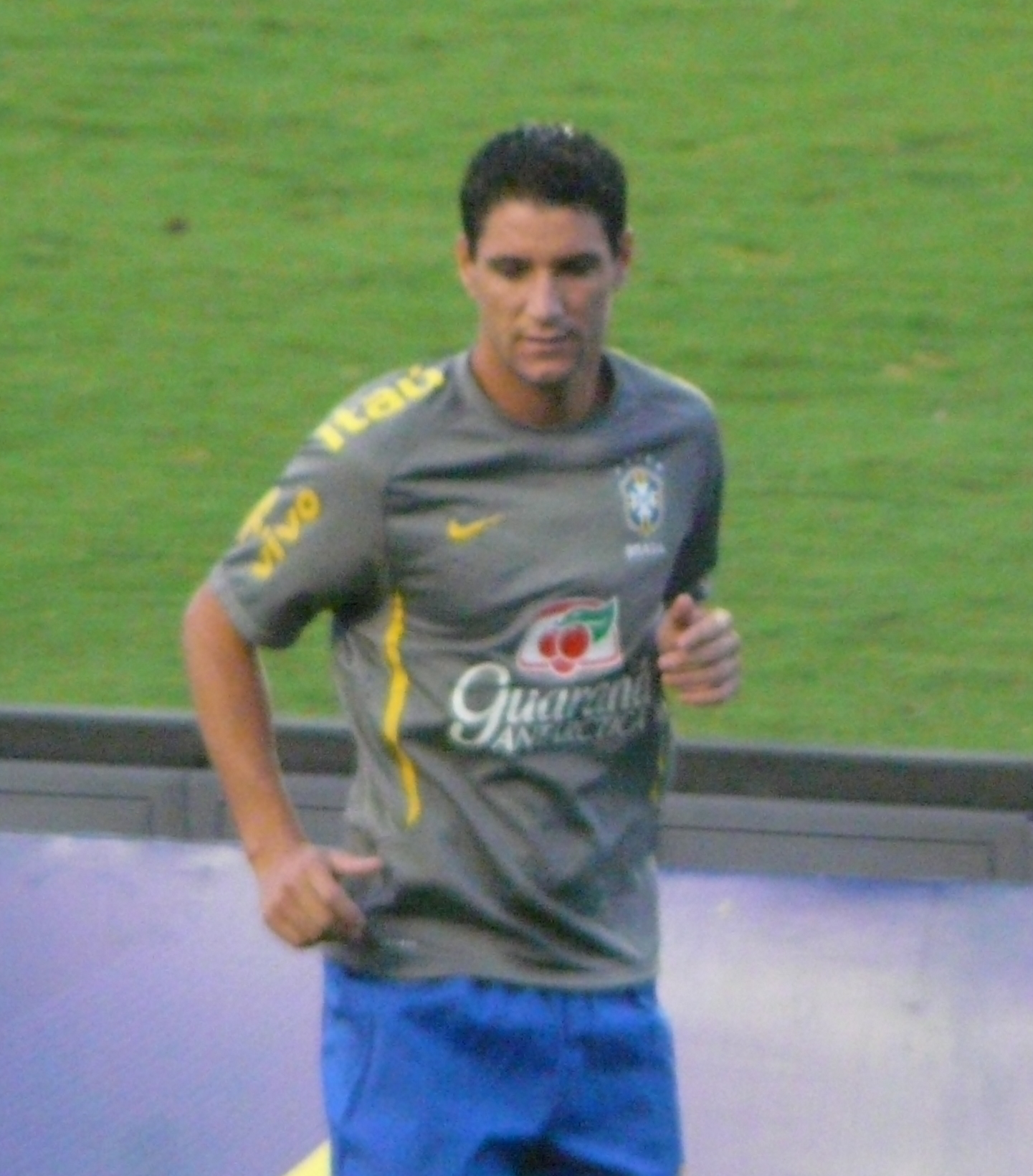
Thiago Neves na Seleção Brasileira.

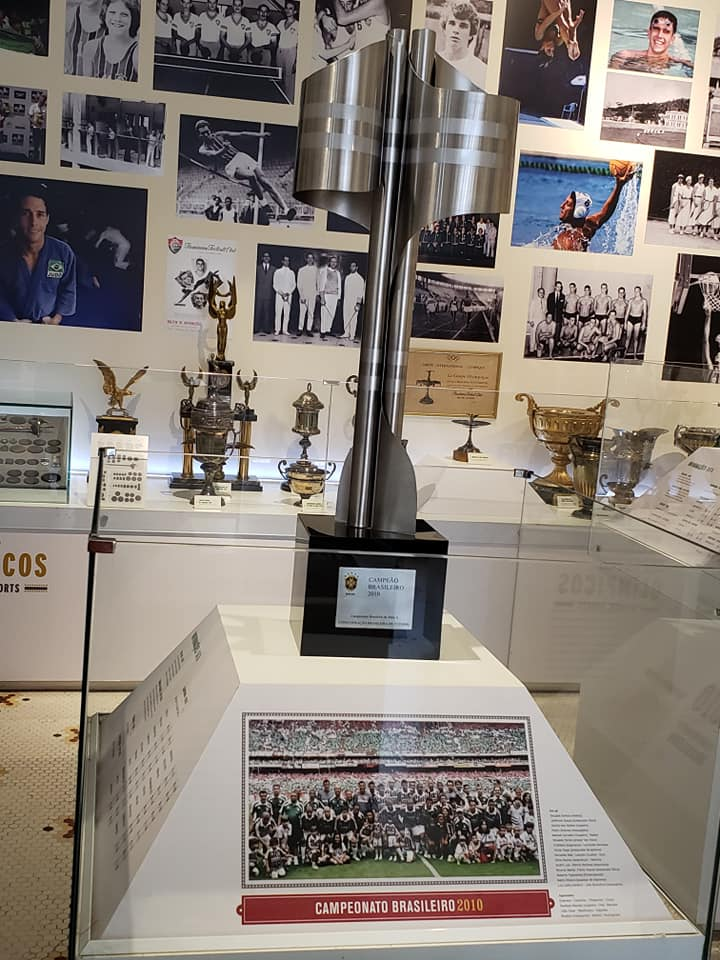
Taça do Campeonato Brasileiro de 2010.

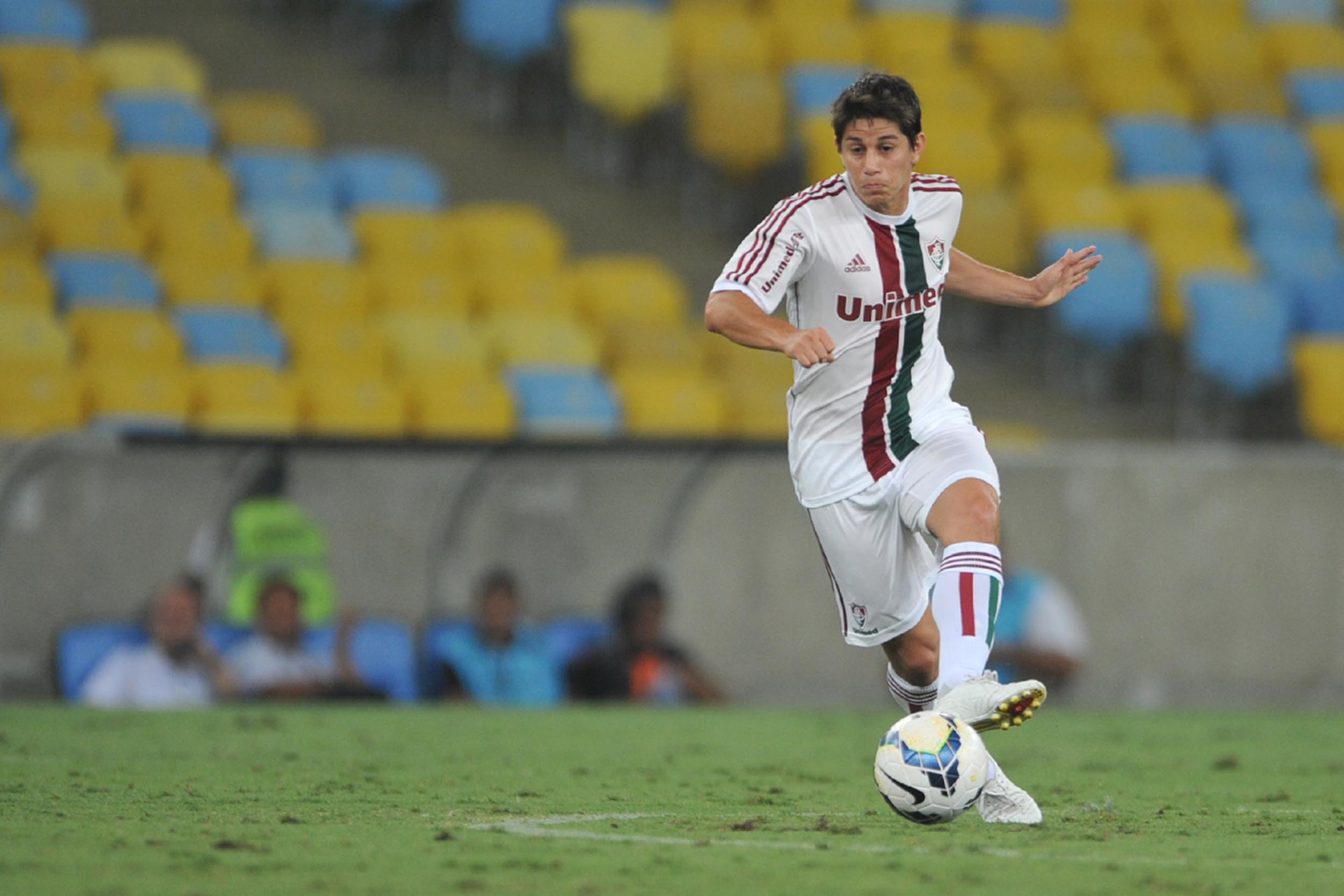
Darío Conca.

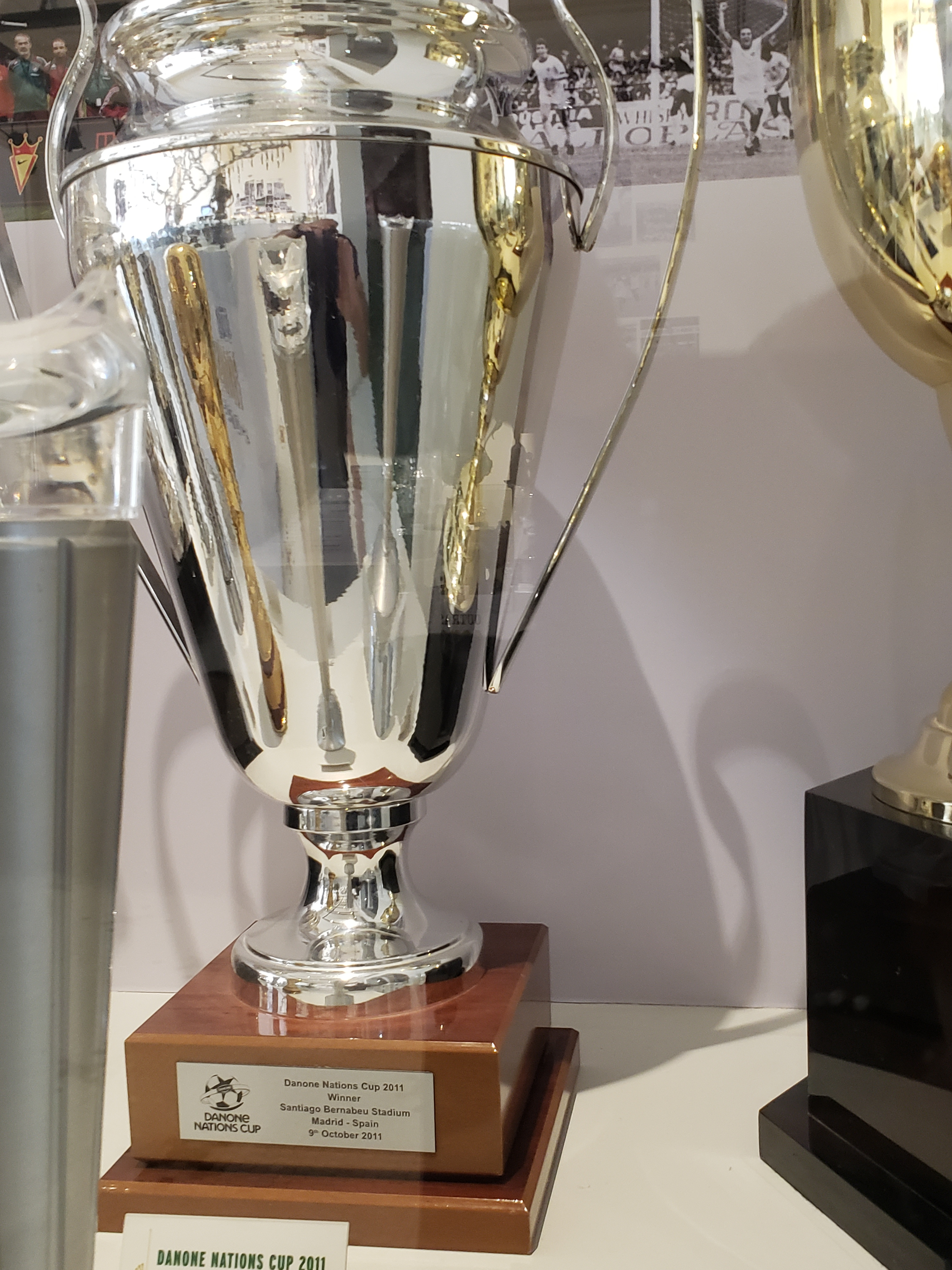
Taça da Danone Nations Cup Sub 13 de 2011.

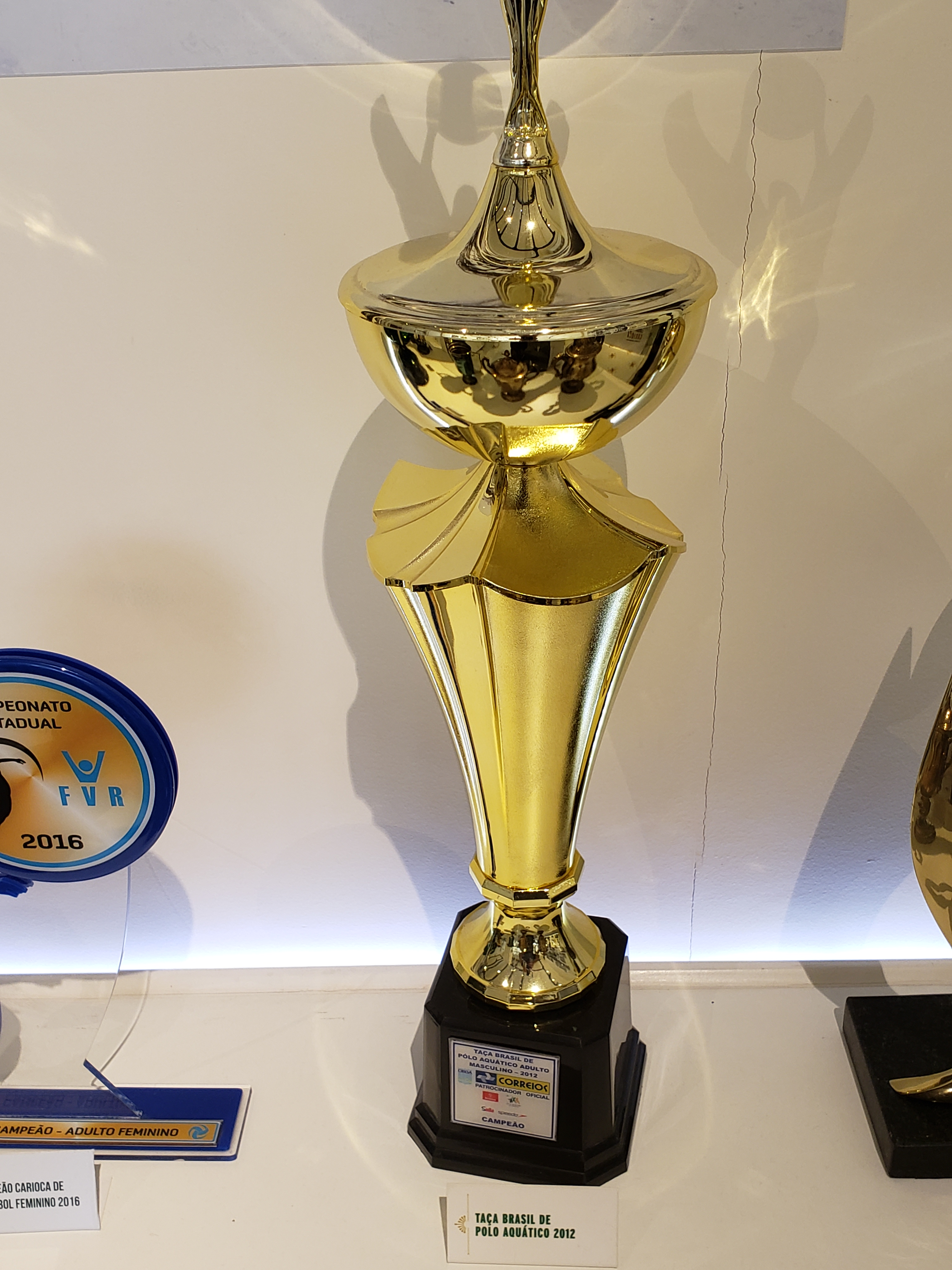
Taça Brasil de Pólo Aquático de 2012.

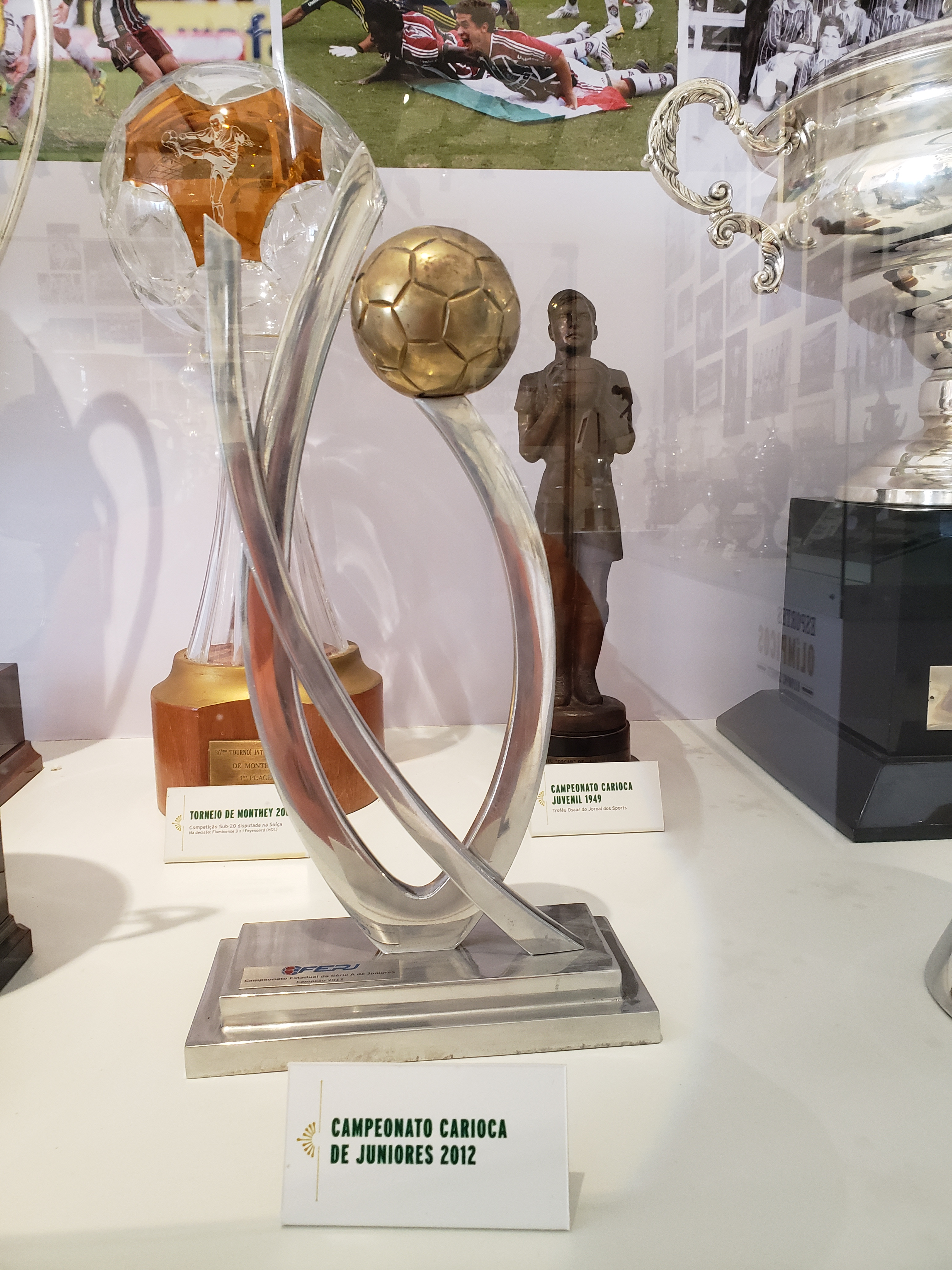
Taça do Campeonato Carioca de Futebol Sub-20 de 2012

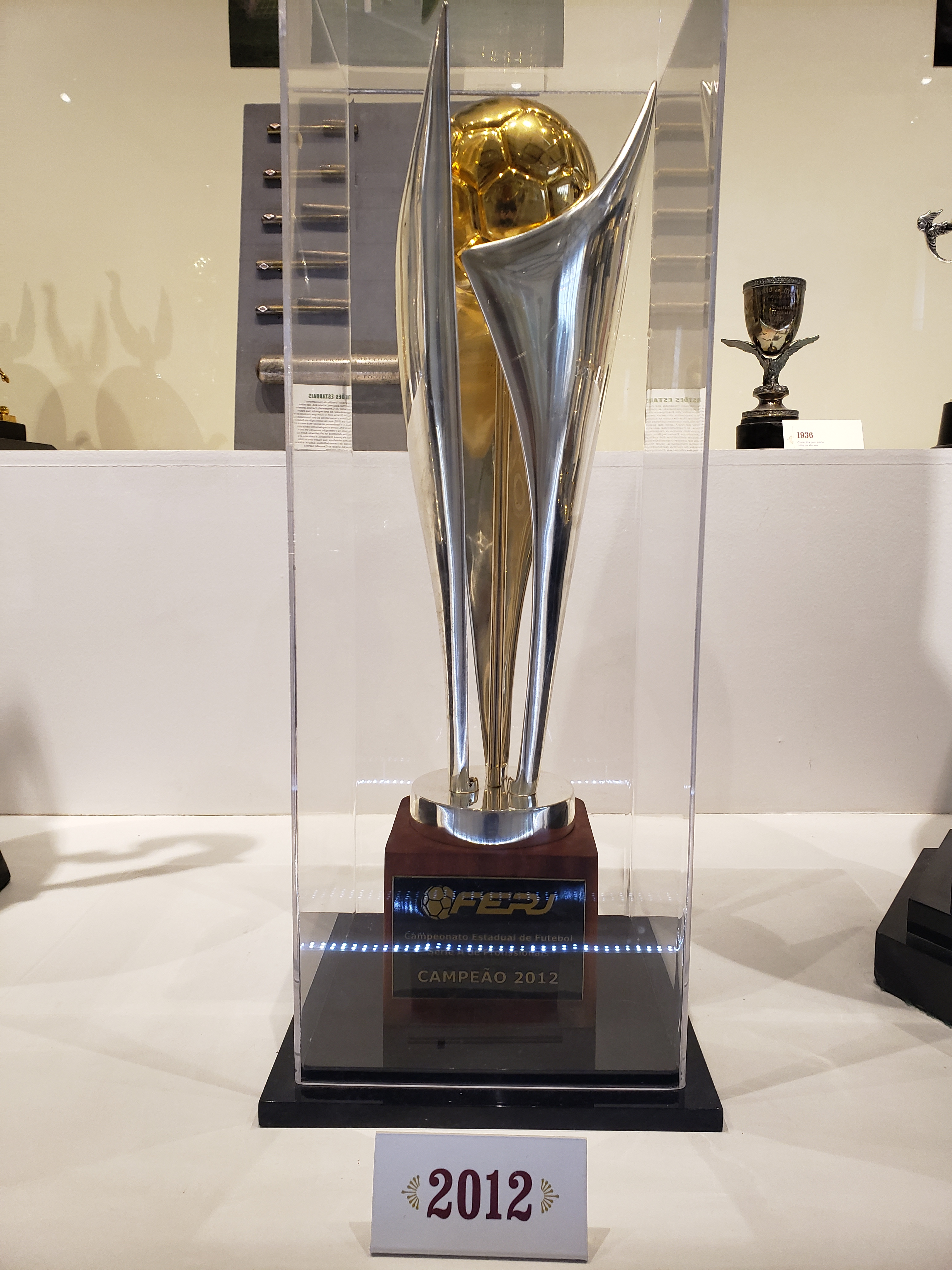
Taça do Campeonato Carioca de 2012.

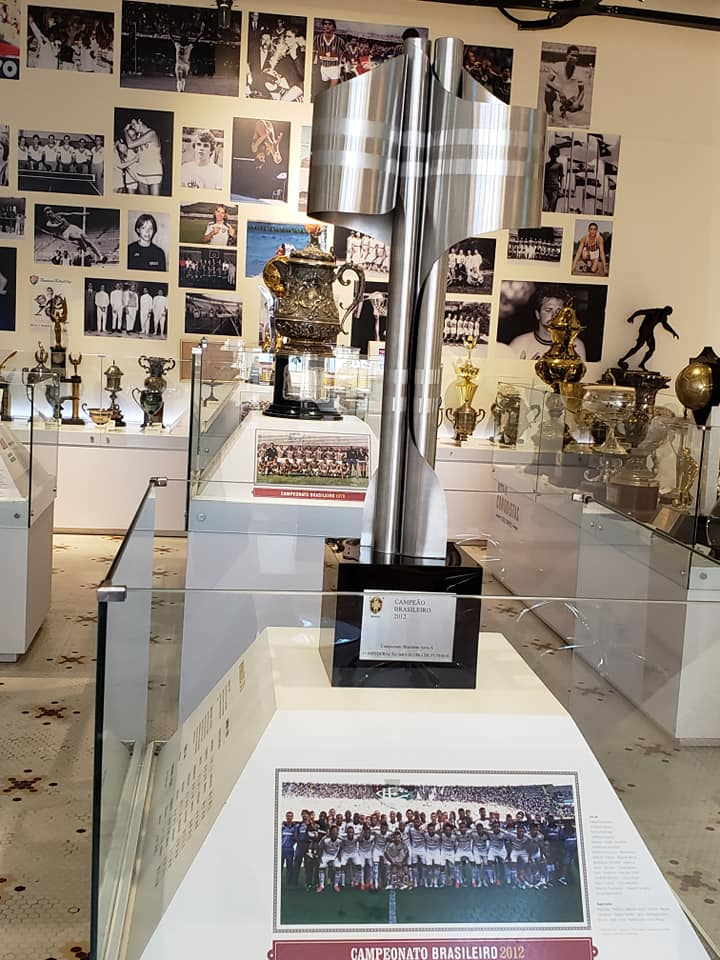
Taça do Campeonato Brasileiro de 2012.

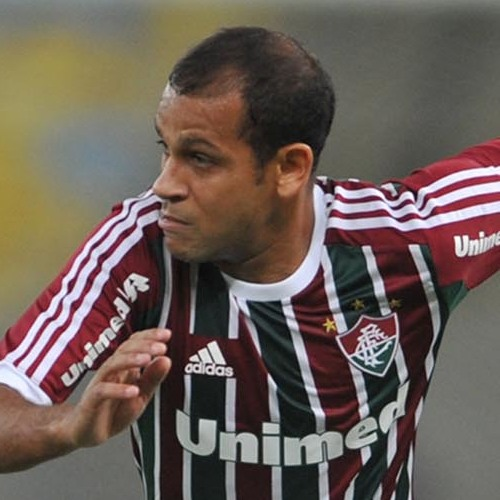
Carlinhos.

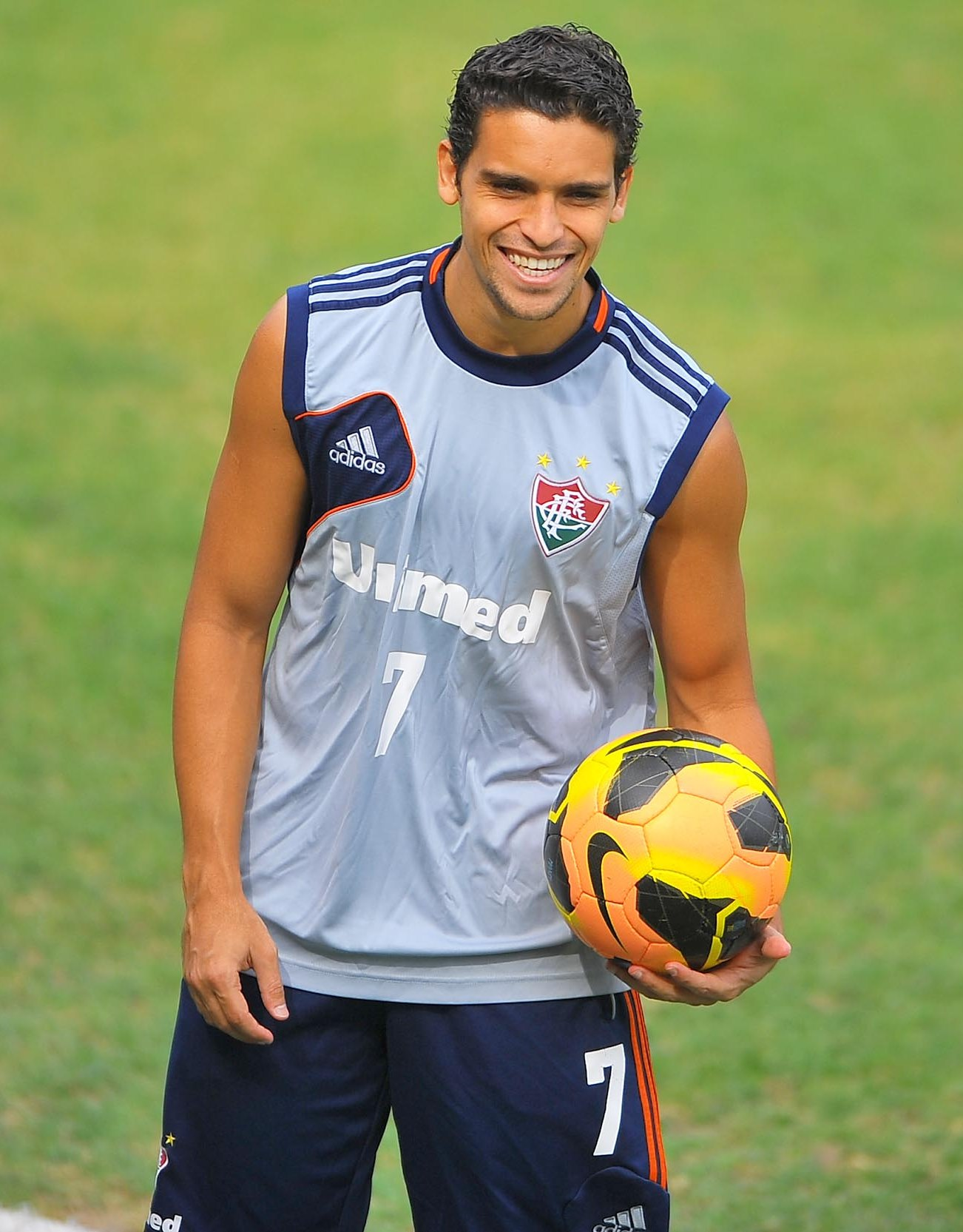
Jean.

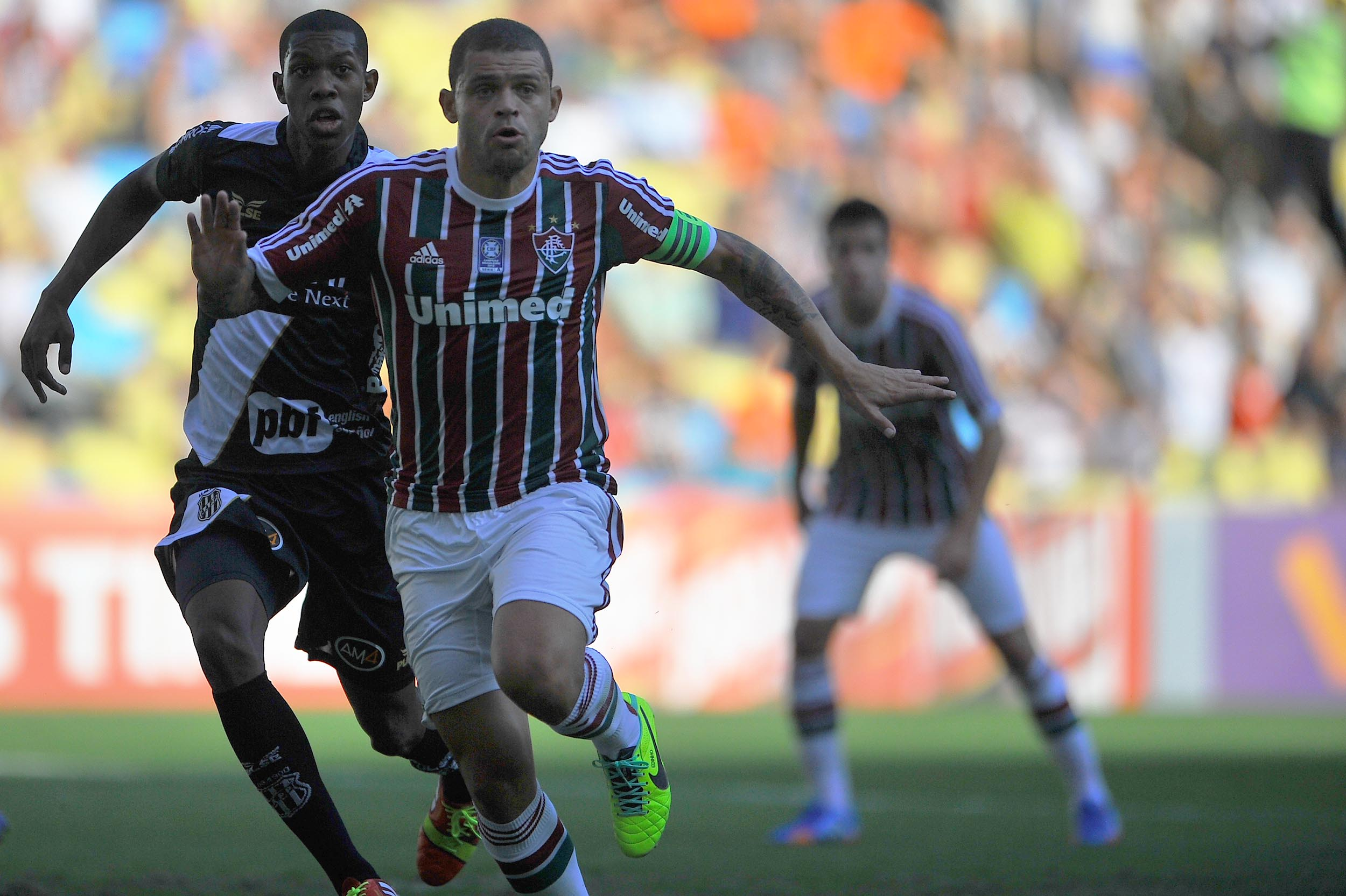
Edinho.

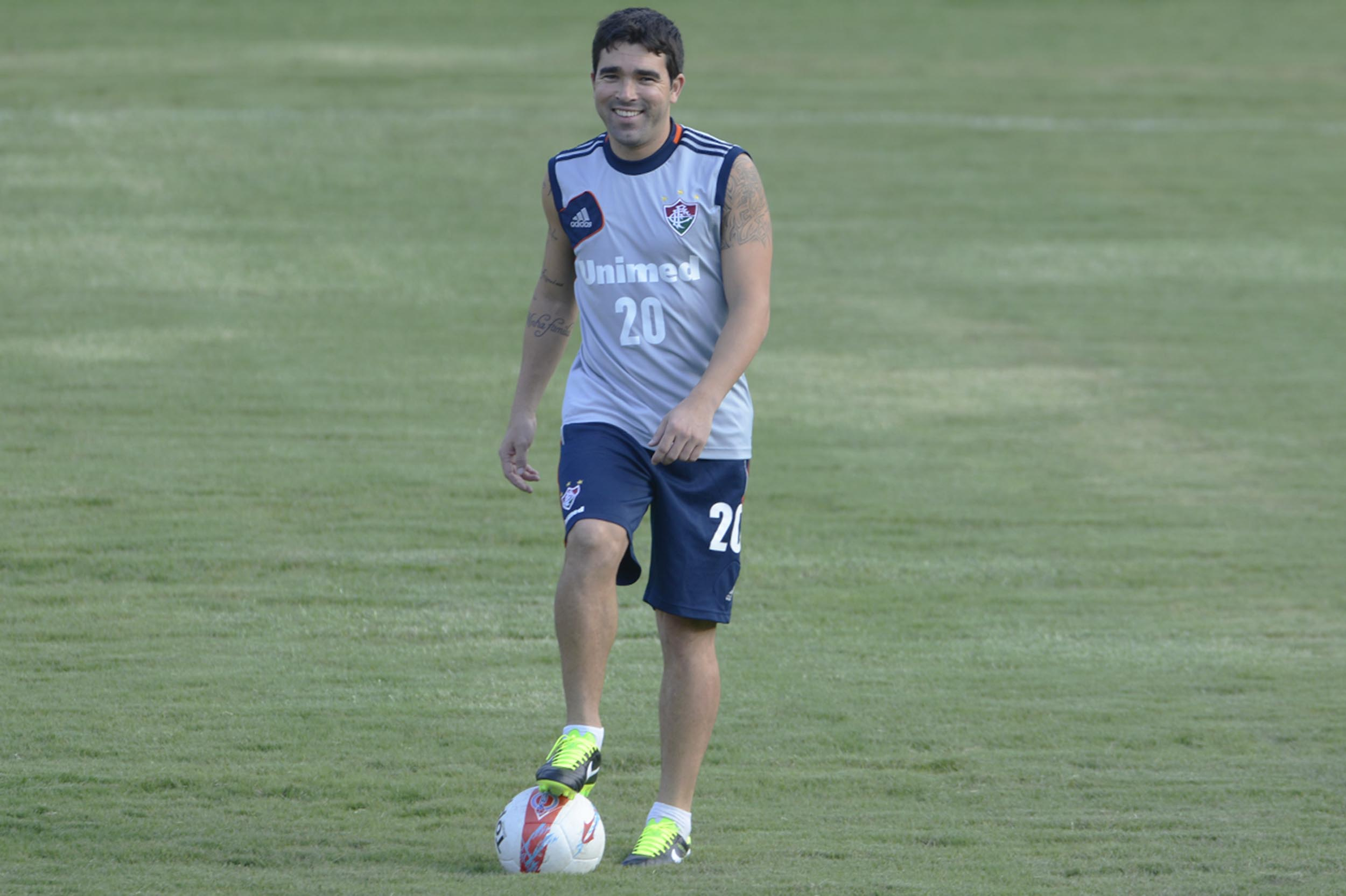
Deco.

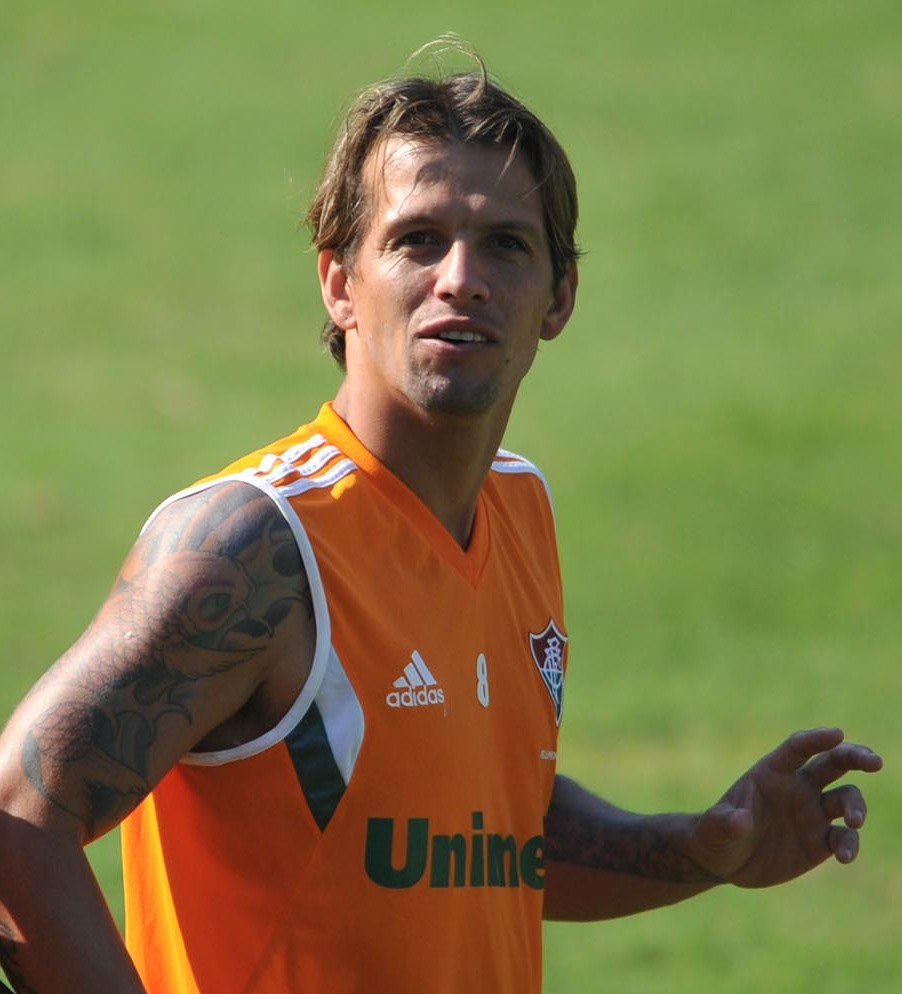
Diguinho.

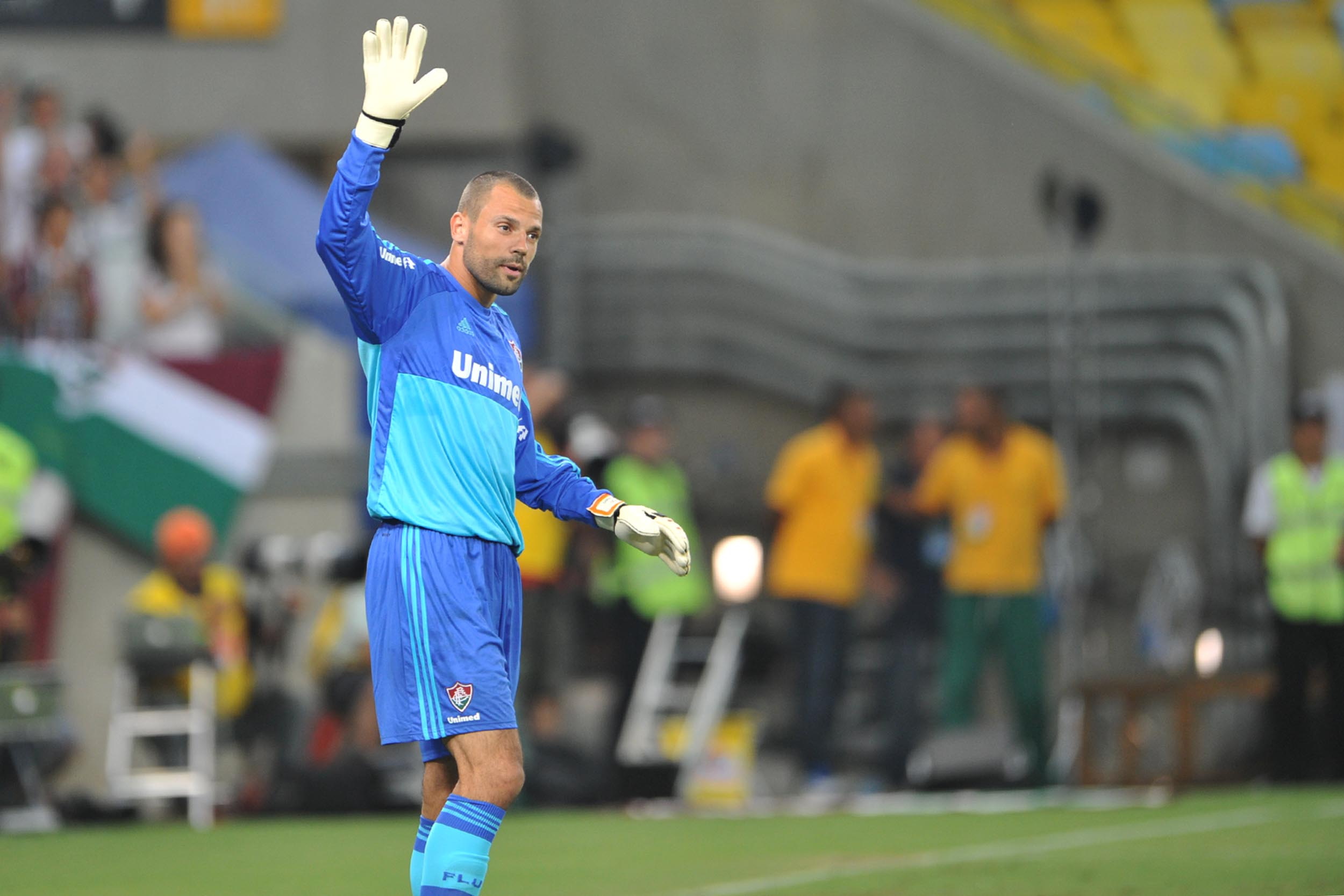
Diego Cavalieri.

No Campeonato Brasileiro o time apresentava um desempenho sofrível com cerca de 99% da chance do rebaixamento, até a 27º rodada ele estava em último lugar, com apenas 21 pontos (14 derrotas, 9 empates e apenas 4 vitórias), mesmo assim o time lutou até o fim, daí não perdeu mais, empate contra o Corinthians (1 a 1), vitória contra o Santo André (2 a 1), empates contra Internacional e Goiás (ambos 2 a 2), vitória contra o Atlético-MG (2 a 1), virada histórica contra o Cruzeiro (3 a 2), chegando a levar 66.884 torcedores ao Maracanã na vitória sobre o Palmeiras (1 a 0) em 8 de novembro, 55.030 na semana seguinte, na vitória contra o Atlético-PR (2 a 1), na goleada contra o Sport (3 a 0), e 55.083 torcedores na vitória contra o Vitória (4 a 0) em 29 de novembro, quando conseguiu sair da zona de rebaixamento após 37 rodadas.
Na última rodada, só precisava de um empate para sair do risco do rebaixamento, e empatou com o Coritiba por 1 a 1 no Estádio Couto Pereira após manter-se invicto nos últimos 11 jogos por essa competição, o Flu escapou do rebaixamento, o que desencadeou violentas manifestações no estádio após o jogo, com dezenas de pessoas feridas, pelo rebaixamento deste clube paranaense, e assim o Fluminense passou a ser chamado de "Time de Guerreiros".
Enquanto isso, pela Copa Sul-Americana o Fluminense completou 24 jogos de invencibilidade em competições da Conmebol com o mando de campo (a última derrota aconteceu contra o Argentinos Juniors em 5 de agosto de 1985, clube que seria o campeão desta edição da Libertadores, ou 27 jogos, caso sejam considerados os jogos no Rio contra Vasco, Botafogo e Flamengo, com o mando de campo dos adversários) após eliminar o Flamengo, golear o Alianza Atlético (Peru) por 4 a 1, em 1º de outubro, vencer o Universidad de Chile por 1 a 0, em 5 de novembro e o Cerro Porteño por 2 a 1 em 18 de novembro.
Nas semifinais, o Fluminense enfrentou o Cerro Porteño do Paraguai, tendo vencido a primeira partida em Assunção, por 1 a 0. Como acontecera na vitória sobre o Universidad de Chile, quando os torcedores locais atiraram objetos no time tricolor, os torcedores do Cerro atiraram pedras nos jogadores do Flu, vindo a ferir um policial local. Na partida de volta no Estádio do Maracanã, nova vitória, agora por 2 a 1, com os desesperados paraguaios arrumando briga ao final do jogo, que teve 41.816 espectadores presentes.
Na final, o Fluminense enfrentou a LDU do Equador, mesmo adversário da decisão da Copa Libertadores da América de 2008, tendo perdido a primeira partida na altitude de Quito, por 5 a 1, precisando ganhar de 4 gols de diferença na partida de volta para levar a decisão para a prorrogação. Na partida do Maracanã, o Flu ganhou por 3 a 0 perante 69.565 torcedores presentes, tendo tido ainda um gol anulado em mais uma arbitragem de final continental polêmica, saindo de campo bastante aplaudido pela sua grande atuação, daí surgiu a alcunha: "Time de guerreiros". Pela segunda vez, a disputa entre as duas equipes acabou em outra final com mais gols na história da competição: 9 gols nas duas partidas.
A última partida do ano contra o Coritiba, na cidade de Curitiba, era um dos jogos decisivos para definir o rebaixamento, e foi um jogo dramático. Com a vitória do Botafogo sobre o Palmeiras, o empate assegurava ao Fluminense a permanência na primeira divisão de 2010, enquanto o Coritiba necessitava da vitória para se salvar. O Flu começou marcando com um gol legítimo de Fred, porém não validado pela arbitragem. Marquinho, de falta, abriu o placar para o tricolor, com o Coritiba conseguindo o empate, que decretou o resultado final de 1 a 1. Com o resultado, o Fluminense atingiu seu objetivo de permanecer na série A, consagrando uma das mais belas reações já vistas no futebol, visto que chegou a ter calculado pelos estatísticos 98,3% de possibilidades de cair e que, a 10 rodadas do fim do campeonato, estava com 22 pontos somados e a 9 pontos do primeiro time fora da zona de rebaixamento.
O Fluminense permaneceu invicto nas últimas 11 partidas disputadas pelo Campeonato Brasileiro de 2009, com quatro empates e 7 vitórias, sendo 6 delas consecutivas. Se considerarmos também a Copa Sul-Americana, foi uma invencibilidade total de 13 partidas, com oito vitórias consecutivas. Das últimas 12 partidas do clube na temporada o Fluminense obteve 10 vitórias, 1 empate e 1 derrota.
Pela segunda vez consecutiva, agora em 2009, o Fluminense teve eleito por voto popular um jogador seu como o Craque da Galera do Campeonato Brasileiro de Futebol, desta vez o argentino Conca com mais de 9.000.000 de votos (cerca de 51% do total dos votos).
No Campeonato Carioca 2010, o Fluminense terminou na terceira colocação, com onze vitórias, 2 empates e apenas 2 derrotas, 36 gols a favor e 13 contra, enquanto na Copa do Brasil, após passar por Confiança, Uberaba e Portuguesa, o Flu foi desclassificado nas quartas-de-finais contra o Grêmio, perdendo as duas partidas em que jogou desfalcado de seus dois principais atacantes (Fred e Allan, os dois com crises de apendicite que os levaram a serem operados), além de Conca no primeiro jogo e Mariano no segundo.
O Fluminense terminou a fase pré-Copa do Mundo de 2010 do Campeonato Brasileiro ao vencer o Avaí em Florianópolis por 3 a 0, em terceiro lugar, com quinze pontos, 2 atrás dos dois primeiros colocados, com cinco vitórias, 2 derrotas, 11 gols a favor e 5 contra. Dos 96 pontos disputados neste ano até essa partida, o time conquistou 67, com 21 vitórias, 4 empates, 7 derrotas, 62 gols a favor e 32 contra. O Avaí não perdia no Estádio da Ressacada há cerca de 9 meses (25 jogos).
Por ter sido o campeão simbólico do primeiro turno do Campeonato Brasileiro de Futebol de 2010, quando fez 38 pontos em 19 jogos (11 vitórias, 5 empates e 3 derrotas, 32 gols pró e 16 contra), tendo ainda ficado invicto por 15 rodadas nesse período, o Fluminense conquistou o Troféu Osmar Santos, oferecido pelo Jornal LANCE!.
Com uma sequência final de nove jogos invictos, o Fluminense sagrou-se campeão nacional pela terceira vez, sendo este o quarto título nacional do técnico Muricy Ramalho nesta década. O título de campeão brasileiro de 2010 foi o primeiro título relevante conquistado por um clube no Estádio do Engenhão, com o Cruzeiro, que venceu o Palmeiras, sagrando-se vice-campeão, já que o Corinthians apenas empatou com o Goiás.
O Fluminense somou 71 pontos, com vinte vitórias, 11 empates e 7 derrotas, 62 gols pró e 36 gols contra, 62,3% de aproveitamento, tendo liderado o campeonato em 23 das 38 rodadas, com o argentino Conca tendo sido considerado o melhor jogador do campeonato pela CBF (júri e voto popular), jornal LANCE! e revista PLACAR, ele que jogou os 38 jogos, foi o artilheiro do time com nove gols (Washington fez 10 gols no campeonato, mas 2 foram pelo São Paulo) e deu 19 assistências para gols tricolores. O lateral Mariano e o técnico Muricy foram outros destacados pela imprensa, assim como Émerson foi considerado o herói da partida decisiva.‎
Tendo perdido o seu treinador Muricy Ramalho no dia 13 de março, o Fluminense viveu momentos conturbados, mas ainda conseguiu terminar o Campeonato Carioca de 2011 como vice-campeão, tendo o seu atacante Fred terminado como artilheiro desta competição. Na disputa da Copa Libertadores da América de 2011, tendo disputado mais uma vez, aquele que era considerado pela imprensa como o grupo mais difícil da competição, conseguiu classificação para a segunda fase ao golear o Argentinos Juniors por 4 a 2 em Buenos Aires, quando tinha apenas 8% de possibilidades matemáticas de se classificar para a segunda fase segundo os estatísticos, com o time tendo sido recebido por cerca de 1.000 torcedores em festa ao chegar ao Aeroporto do Galeão em 22 de abril.
Na primeira partida válida pelas oitavas de finais da competição de clubes mais importante do continente americano, ganhou do Club Libertad, do Paraguai, por 3 a 1 no Estádio do Engenhão, perante 25.378 torcedores presentes, vindo a ser eliminado por 3 a 0 na partida de volta, quando jogando cautelosamente para garantir o resultado que lhe favorecia, tomou dois gols nos últimos cinco minutos da partida.
No Campeonato Brasileiro de 2011 o time tricolor começou bastante irregular, terminando o primeiro turno em 11º lugar, com 25 pontos em 19 rodadas, passando a ter atuações bastante convincentes no segundo turno, quando com apenas 11 jogos, fez o mesmo número de pontos que havia feito em todo o primeiro turno. Ao vencer o time do Figueirense por 4 a 0 no Estádio Orlando Scarpelli, em 20 de novembro, em partida válida pela antepenúltima rodada, o Fluminense garantiu vaga para a Copa Libertadores da América de 2012, além de conquistar o título simbólico de campeão do segundo turno do Campeonato Brasileiro, ganhando o Troféu João Saldanha, pois o único clube que poderia alcançá-lo em número de pontos seria justamente o Figueirense, que seria derrotado pelo maior número de vitórias tricolores.
Ao fim deste campeonato, o Fluminense obteve a terceira colocação, com 63 pontos, 20 vitórias, 3 empates, 15 derrotas, 60 gols pró (ataque mais positivo do campeonato) e 51 contra. Fred terminou a competição como vice-artilheiro, com 22 gols, recorde de um jogador do Fluminense em uma única edição do Campeonato Brasileiro. Ainda com o Estádio do Maracanã fechado para obras, o recorde de público do Flu nesta competição foi de 40.232 presentes, na partida contra o América Mineiro, em 12 de novembro.
2012 foi um ano de quase invencibilidade para o Tricolor. Primeiramente, o Fluminense conquistou a Taça Guanabara, após vencer o Vasco por 3 a 1 no Estádio Olímpico João Havelange, com dois gols de Fred e um de Deco, perante 36.374 torcedores presentes, classificando-se para disputar a final do Campeonato Carioca contra o Botafogo, que ganharia posteriormente a Taça Rio. Na primeira partida decisiva, o Fluminense ganhou por 4 a 1, com dois gols de Rafael Sobis, completando Fred e Marcos Junior para o Flu, vindo a vencer o Bota de novo na segunda e decisiva partida por 1 a 0 com gol de Rafael Moura, sagrando-se campeão carioca.
Na primeira fase da Copa Libertadores da América de 2012, o Tricolor enfrentou em jogos de ida e volta os times do Arsenal de Sarandí, Boca Juniors e Zamora, tendo se tornado o quarto clube brasileiro e primeiro carioca a vencer o Boca Juniors em seu mítico La Bombonera, por 2 a 1, perante 47.769 pagantes, sendo cerca de 4.000 deles tricolores, tendo terminado a fase de grupos como o clube com a melhor campanha entre todos os competidores, assim como havia ocorrido em 2008.
Nas oitavas-de-final, o Fluminense eliminou o Internacional ao empatar por 0 a 0 em Porto Alegre, com um pênalti defendido por Cavalieri, e ao ganhar por 2 a 1 o jogo de volta de virada com uma falta ensaiada cobrada por Thiago Neves que Fred cabeceou para o gol, e novamente numa falta cobrada por Thiago, mas dessa vez com gol feito por Leandro Euzébio, classificando-se para enfrentar novamente o Boca Juniors, agora pelas quartas de finais.
Na primeira partida, com uma arbitragem no mínimo polêmica, criticada pelas imprensas brasileira e argentina, o Boca derrotou o Fluminense por 1 a 0 em Buenos Aires, empatando a segunda partida no Engenhão por 1 a 1, com o Fluminense jogando sem 5 titulares, sendo eles, Deco, Fred, Carlinhos, Wellington Nem e Valencia. O jogo seguia com gol de Thiago Carleto para o Flu e a partida iria para os pênaltis, até que Santiago Silva aos 45' do segundo tempo do jogo fez o gol de empate para o clube argentino, decretando o resultado final perante 36.276 torcedores presentes, tendo o Tricolor terminado esta competição em quinto lugar, mesmo assim muito aplaudido pela torcida.
No Campeonato Brasileiro de 2012, o Fluminense  teve que conciliar os jogos com os da fase final da Libertadores.
O Fluminense, invicto até então, venceu o Flamengo por 1 a 0 com gol de Fred em 8 de julho, pela oitava rodada, no primeiro Fla-Flu realizado após o primeiro centenário do grande clássico, centenário que foi motivo de grandes comemorações e muita divulgação pela imprensa durante a semana que antecedeu ao confronto. Manteve-se invicto por 11 jogos até que foi derrotado pelo Grêmio pelo placar mínimo. Apesar da derrota, o time conseguiu se manter na briga para alcançar o líder, que até então era o Atlético-MG.
Ao final do primeiro turno desta competição, o Fluminense ocupava o segundo lugar, com 42 pontos, recorde do clube em um único turno do Campeonato Brasileiro. Na goleada por 4 a 0 sobre o Bahia, o artilheiro Fred faz 2 gols de pênaltis e se tornou o maior goleador do Fluminense em campeonatos brasileiros, tendo em média nesse campeonato 0,70 gols.
Na vigésima segunda rodada da competição, o Fluminense alcançou a liderança ao derrotar o Santos por 3 a 1 no estádio do Engenhão. Posição que não saiu desde então e com três rodadas de antecedência, após ganhar o Palmeiras por 3 a 2, jogando no estádio de Presidente Prudente com dois gols de Fred e contando com o tropeço do Atlético-MG diante do Vasco da Gama (1 a 1), o Tricolor garantiu o tetracampeonato brasileiro, motivo de muitas comemorações e trio elétrico na chegada do time às Laranjeiras.
Este Campeonato Brasileiro que o Fluminense fez entrou para a história do clube, pois desde que a competição conta com a participação de vinte clubes, no sistema de pontos corridos, o clube das Laranjeiras teve uma das mais destacadas campanhas, mesmo se desinteressando pelas últimas três partidas, tendo disputado a última com o time reserva, exceto o lateral direito Bruno, o que evitou ultrapassar o recorde de pontos do São Paulo em 2006.
Ao final deste campeonato ainda pode-se acrescentar a isso os marcos de ter a melhor defesa (33 gols), o segundo melhor ataque (61 gols), o menor número de derrotas (apenas 5), o maior número de vitórias (22) e o artilheiro do campeonato, Fred, com vinte gols, ele que recebeu também a premiação da CBF como o melhor jogador.
Na conquista da taça do Superclássico das Américas em 21 de novembro de 2012, o Fluminense esteve representado em campo por cinco jogadores, sendo eles, o seu goleiro Diego Cavalieri, o lateral Carlinhos, os meias Jean e Thiago Neves, que participaram da cobrança de pênaltis, além do atacante Fred, autor do gol da Seleção Brasileira nesta partida, enquanto Edwin Valencia defendeu a Seleção Colombiana nas eliminatórias da Copa do Mundo de 2014.

### 2013: perda de jogadores e problemas jurídicos envolvendo outros clubes

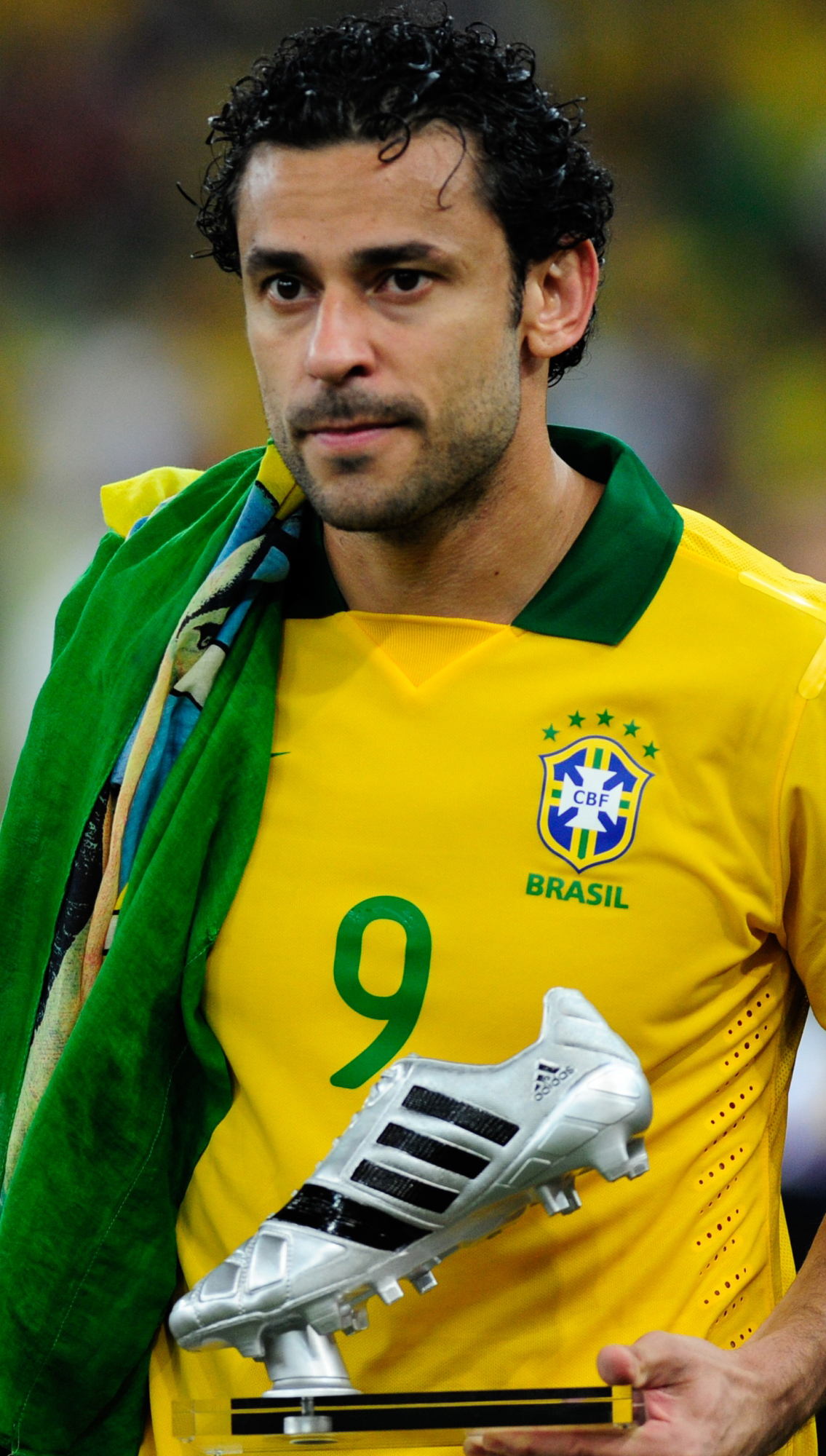
Fred goleador do Flu a partir de 2009.

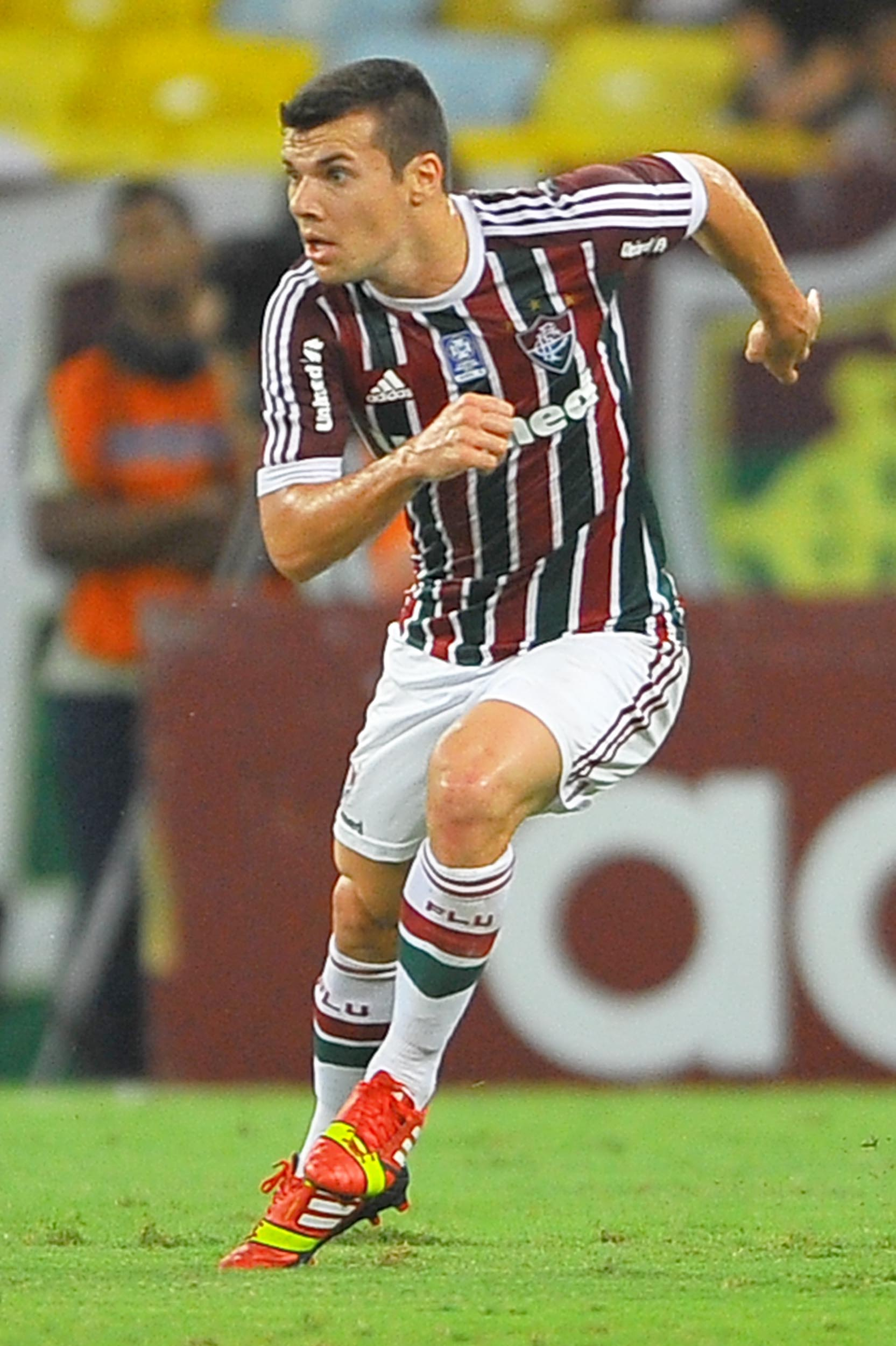
Wagner em 2013.

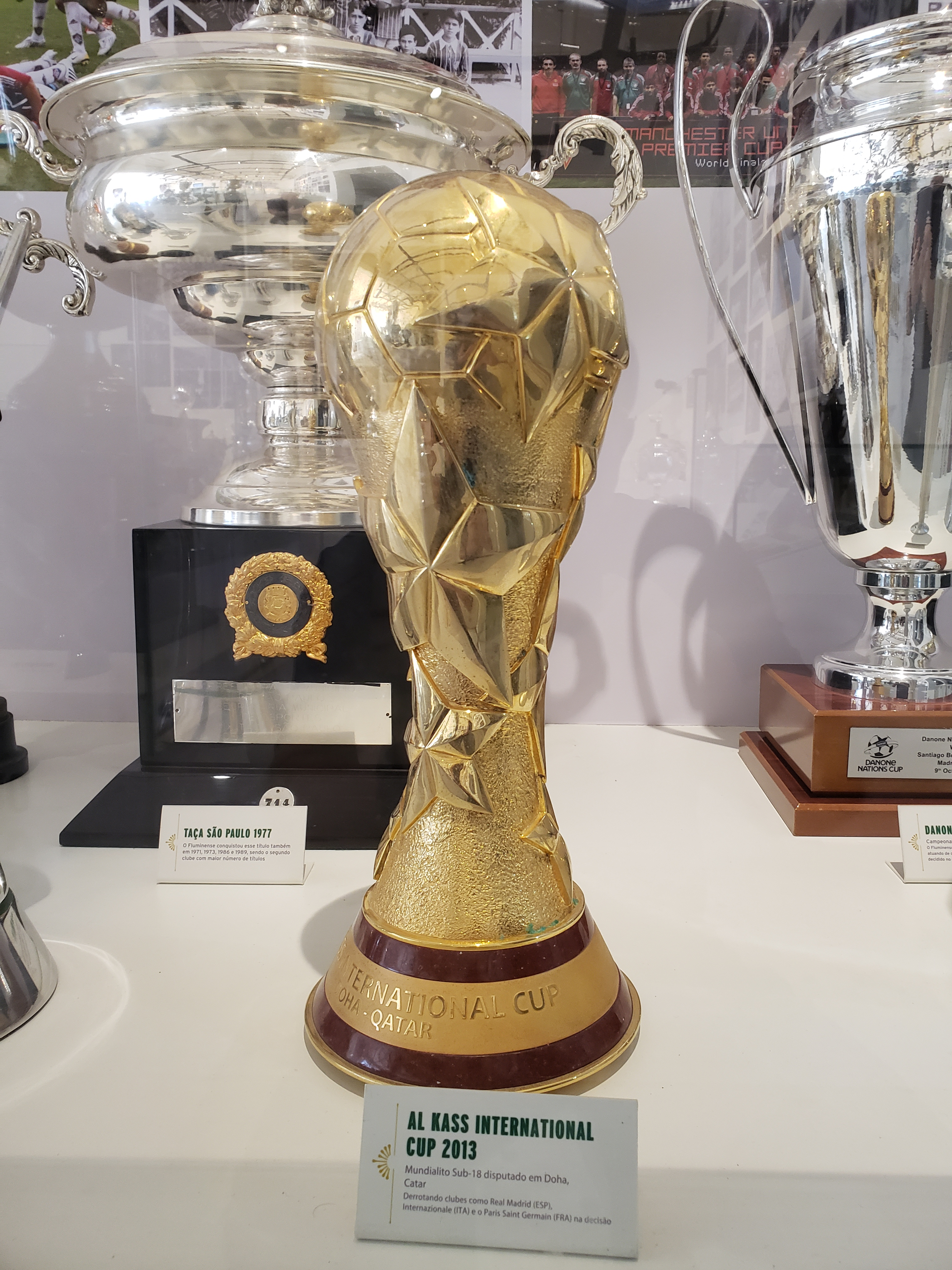
Al Kass International Cup Sub-17 2013.

No Campeonato Carioca 2013, o clube optou por disputar quase todas as partidas com o time reserva ou misto, a fim de privilegiar a competição continental, ainda assim vindo a terminar este campeonato em terceiro lugar.
Classificado pela quarta vez em seis anos para disputar a Copa Libertadores da América (em 2009 disputou com brilho a Copa Sul-Americana), o Fluminense terminou a fase de grupos desta competição como o primeiro colocado de seu grupo, que tinha ainda o Grêmio, o Club Deportivo Huachipato (Chile) e o Caracas Fútbol Club (Venezuela), habilitando-se para disputar as Oitavas de final contra o Club Sport Emelec (Equador), quando perdeu a primeira partida com o mando do clube equatoriano por 2 a 1, tendo sido marcado um pênalti contestadíssimo que a deu vitória ao time oponente, com o Tricolor ganhando a partida de volta por 2 a 0.
Nas Quartas de final, o Fluminense enfrentou o Club Olimpia (Paraguai), empatando a primeira partida no Rio de Janeiro por 0 a 0, vindo a perder a partida de volta por 2 a 1, em um jogo marcado pela catimba do time paraguaio.
O Fluminense ocupava a quarta colocação do Campeonato Brasileiro após cinco rodadas, antes de sua interrupção para a disputa da Copa das Confederações, mesmo disputando a competição até este momento com times mistos, interrupção esta aproveitada para uma excursão aos Estados Unidos da América, na qual além de disputar três jogos treino, venceu a partida disputada contra o Orlando City Soccer Clubpor 4 a 3, em 22 de junho. Na Copa das Confederações, o artilheiro Fred marcou cinco gols, dois deles na final contra a Seleção da Espanha, sendo um dos grandes destaques da conquista brasileira, em elenco do qual também fizeram parte os jogadores tricolores Diego Cavalieri e Jean.
Em 10 de julho de 2013, o Fluminense assinou contrato de utilização do Maracanã com o consórcio que administra este estádio, com trinta e cinco anos de duração, tornando-se o primeiro clube a celebrar acordo de longo prazo para utilização do Maracanã após a sua grande reforma visando a Copa das Confederações de 2013 e a Copa do Mundo de 2014, assim como após a sua concessão para a iniciativa privada.
Tendo perdido jogadores por contusão, por desligamento do clube e tendo trocado de técnico durante a competição, com a saída de Abel Braga e a entrada de Wanderley Luxemburgo, o Fluminense veio a cair de rendimento após a Copa das Confederações, tendo terminado o primeiro turno do Campeonato Brasileiro de 2013 em 14º lugar, com 22 pontos.
No segundo turno o time caiu ainda mais de rendimento, jogando a maioria das rodadas com times titulares diferentes e já sem Deco, Thiago Neves e Wellington Nem, com Carlinhos, Valencia e Fred sem condições de jogo por contusões, o time foi muito mal. Algumas semanas antes do término da competição,  a ameaça de rebaixamento fez a diretoria se movimentar em busca de mais uma salvação nos tribunais, investigando possíveis irregularidades de concorrentes que poderiam alterar a classificação fora dos gramados e eliminar o forte risco de queda. A empreitada se mostrou infrutífera, mas a 38ª rodada trouxe fatos novos que se mostraram indispensáveis para a permanência na elite, despertando suspeitas do envolvimento de cartolas, torcedores, juízes e patrocinadores do Fluminense no escândalo que ficaria conhecido como "Caso Héverton".
A vitória sobre o Bahia por 2 a 1 em Salvador na última rodada não impediu o tricolor de terminar o campeonato dentro da zona de rebaixamento à Série B, na 17ª posição. Mas Portuguesa e Flamengo escalaram jogadores irregulares nas suas últimas partidas, perdendo 4 pontos cada um e alçando o Fluminense à 15ª posição, o que já era previsto por especialistas em direito desportivo, com a Lusa e o Flamengo sendo derrotados por unanimidade no STJD, por 5 a 0 e por 8 a 0 no julgamento do recurso.

#### Postura histórica do Fluminense em relação a descumprir regulamentos

##### Campeonato Carioca de Vôlei Masculino
No ano de 1924, o Fluminense havia sido derrotado no jogo decisivo do Campeonato Carioca de Vôlei Masculino pelo São Cristóvão, entretanto a AMEA tentou marcar nova partida alegando irregularidade cometida pelo clube alvo, mas o Fluminense saiu em defesa do adversário através de ofício enviado a AMEA, defendendo que o regulamento havia sido cumprido fielmente, posição que foi aceita, mantendo o resultado original.

##### Anulação do Torneio Initium de 1927
Em 1927, tendo conquistado o Torneio Início no campo, o Fluminense pediu a sua anulação em virtude de ter infringido o regulamento, ao incluir em seus quadros, dois substitutos, em ofício enviado à AMEA. Dias depois da realização do certame, o Fluminense verificou ter infringido involuntariamente o regulamento do torneio. Espontaneamente, com grande surpresa dos outros clubes, que ignoravam o fato, enviou um ofício à AMEA. A entidade dirigente, em face da comunicação do tricolor, anulou o Torneio Initium.
Eis o teor do ofício:
"Exmo. Sr. Presidente da Associação Metropolitana de Esportes Atléticos.
Apresso-me a fazer a V.Excia. ciente de que, por ocasião da segunda partida disputada pelo Fluminense Football Club no recente Torneio Initium, foram incluídos, por inadivertência, em nosso quadro dois substitutos, o que contraria a letra do art. 11 do regulamento especial do citado torneio.
Pondo V. Excia. ao corrente dessa irregularidade, cumpre-me relevar que faço com ânimo de facilitar a fiscalização das respectivas súmulas.
Reitero à V. Excia. os protestos de minha alta estima e distinta consideração.
(a) Benjamin de Oliveira Filho, secretário."

### 2014–2019: títulos pioneiros na base e na Primeira Liga e a inauguração do CT

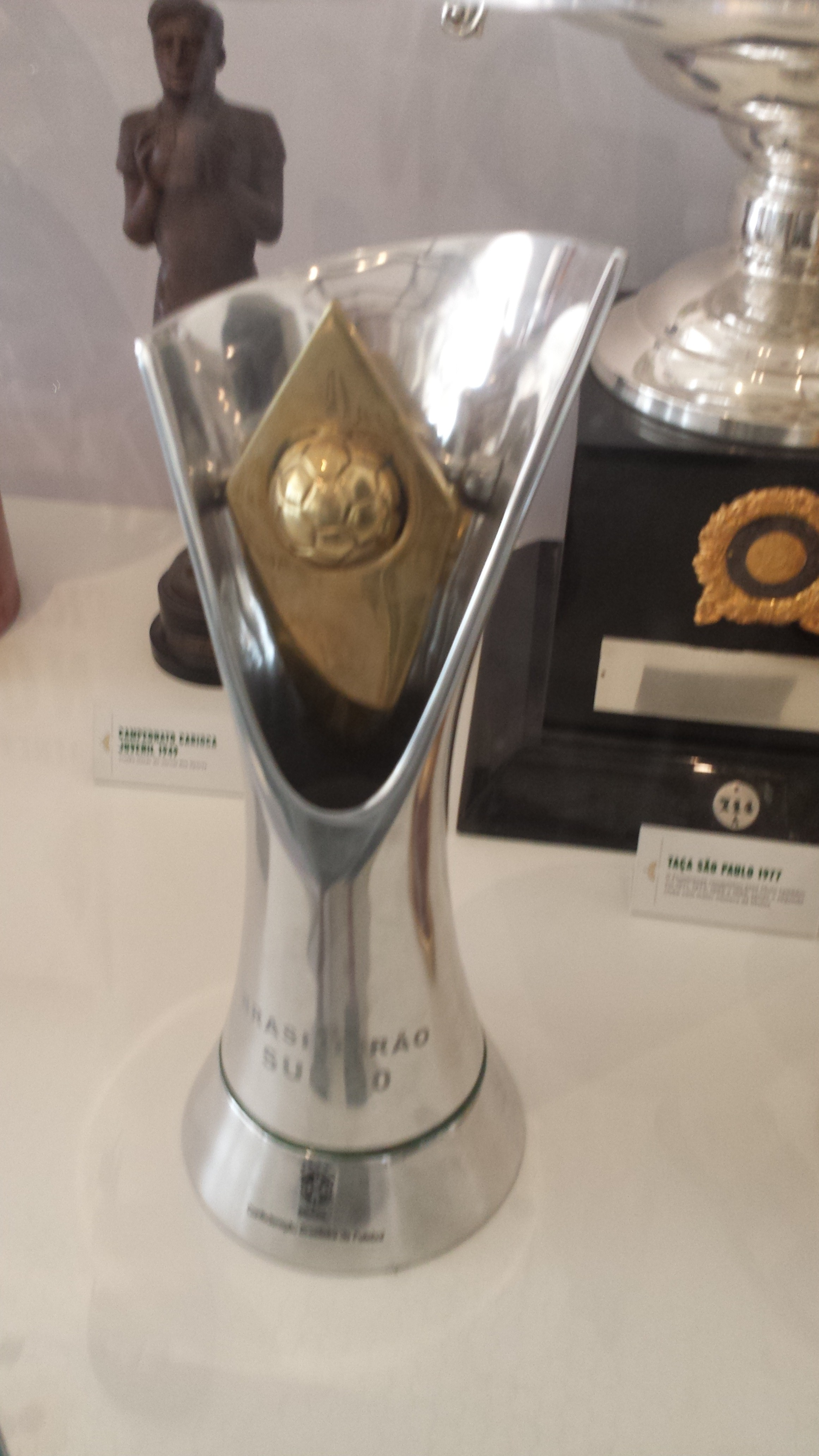
Taça do Brasileiro Sub-20 de 2015.

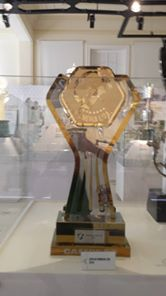
Taça da Primeira Liga de 2016.

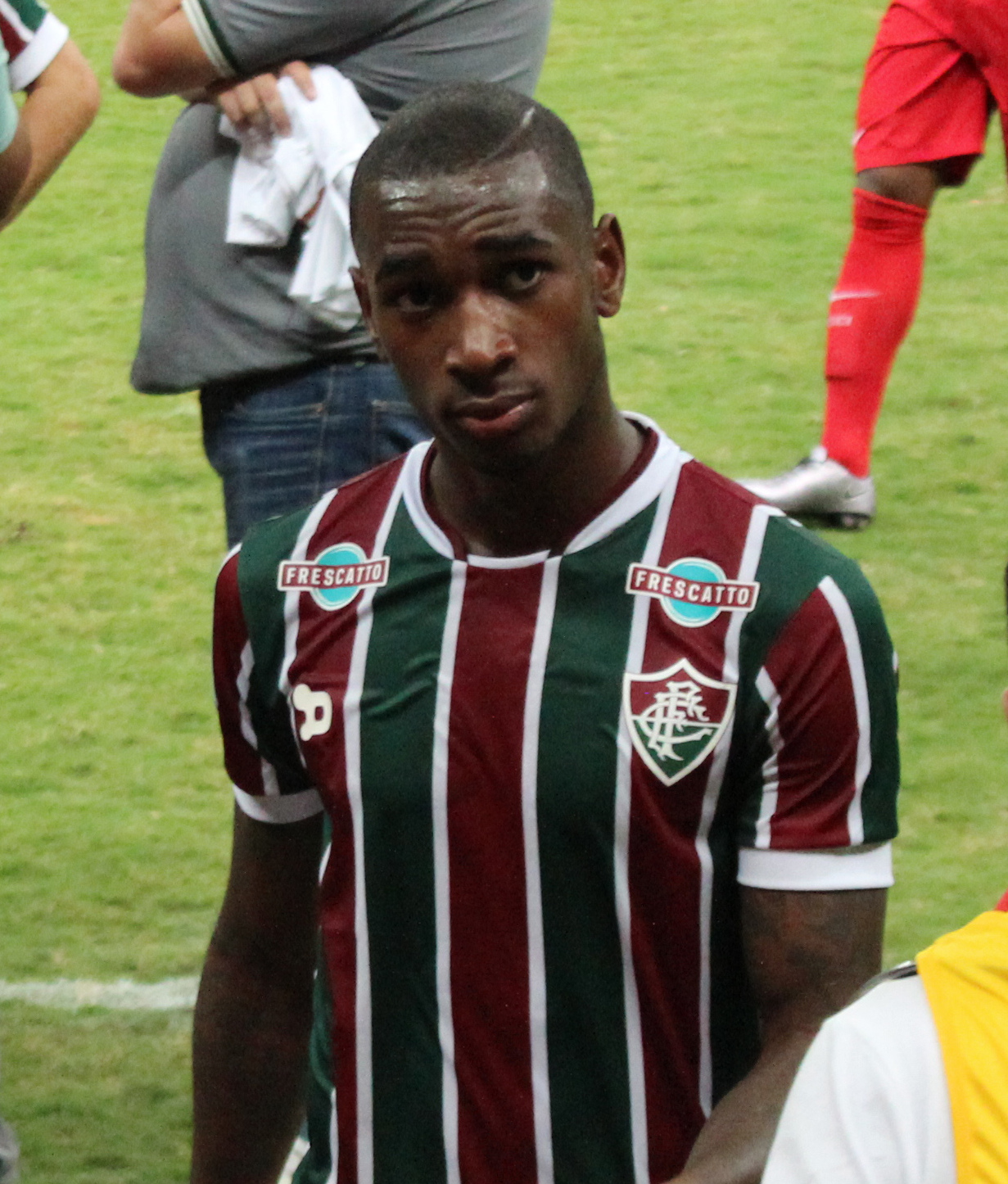
Gerson, destaque na Primeira Liga.

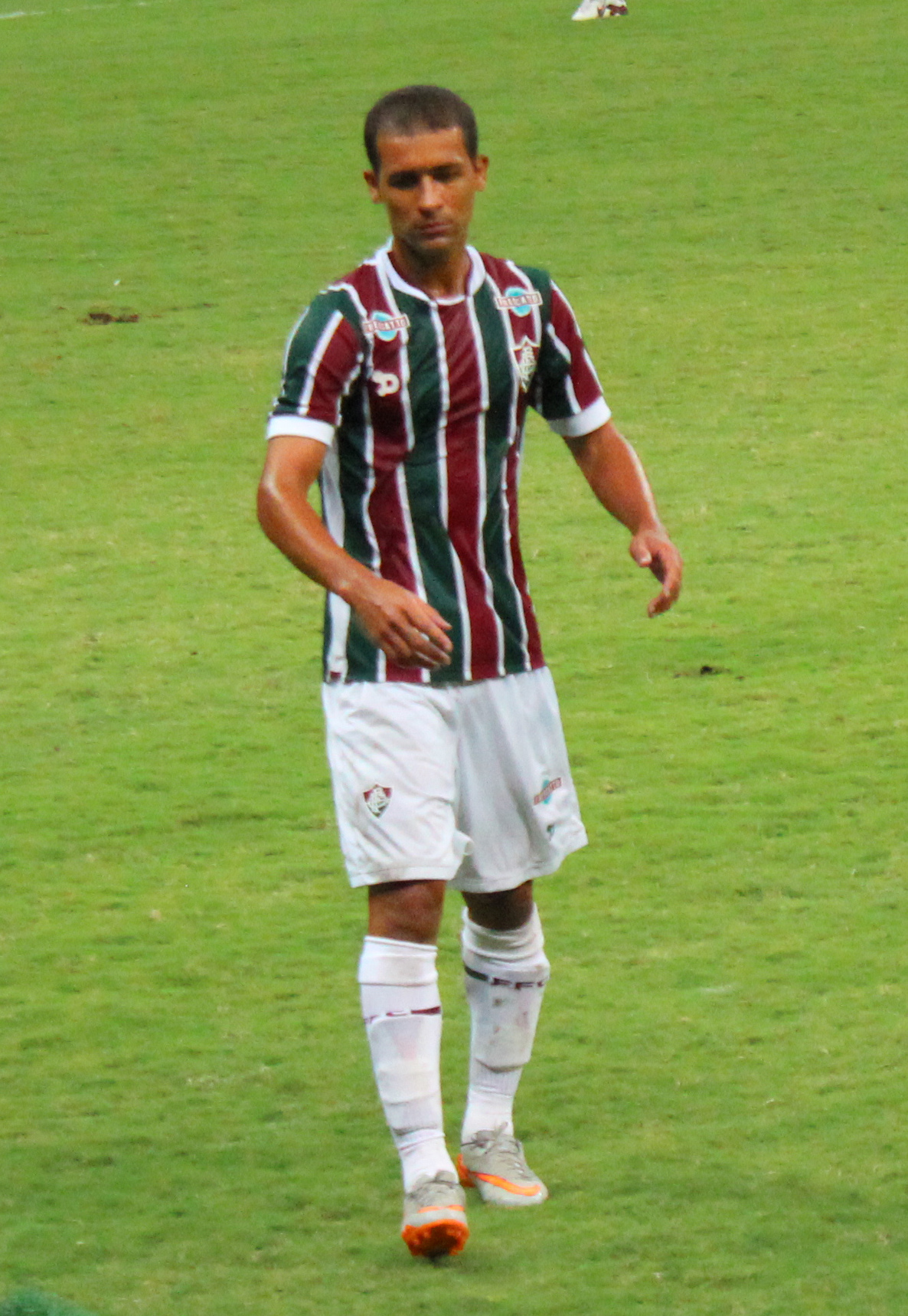
Pierre, em ação na Primeira Liga.

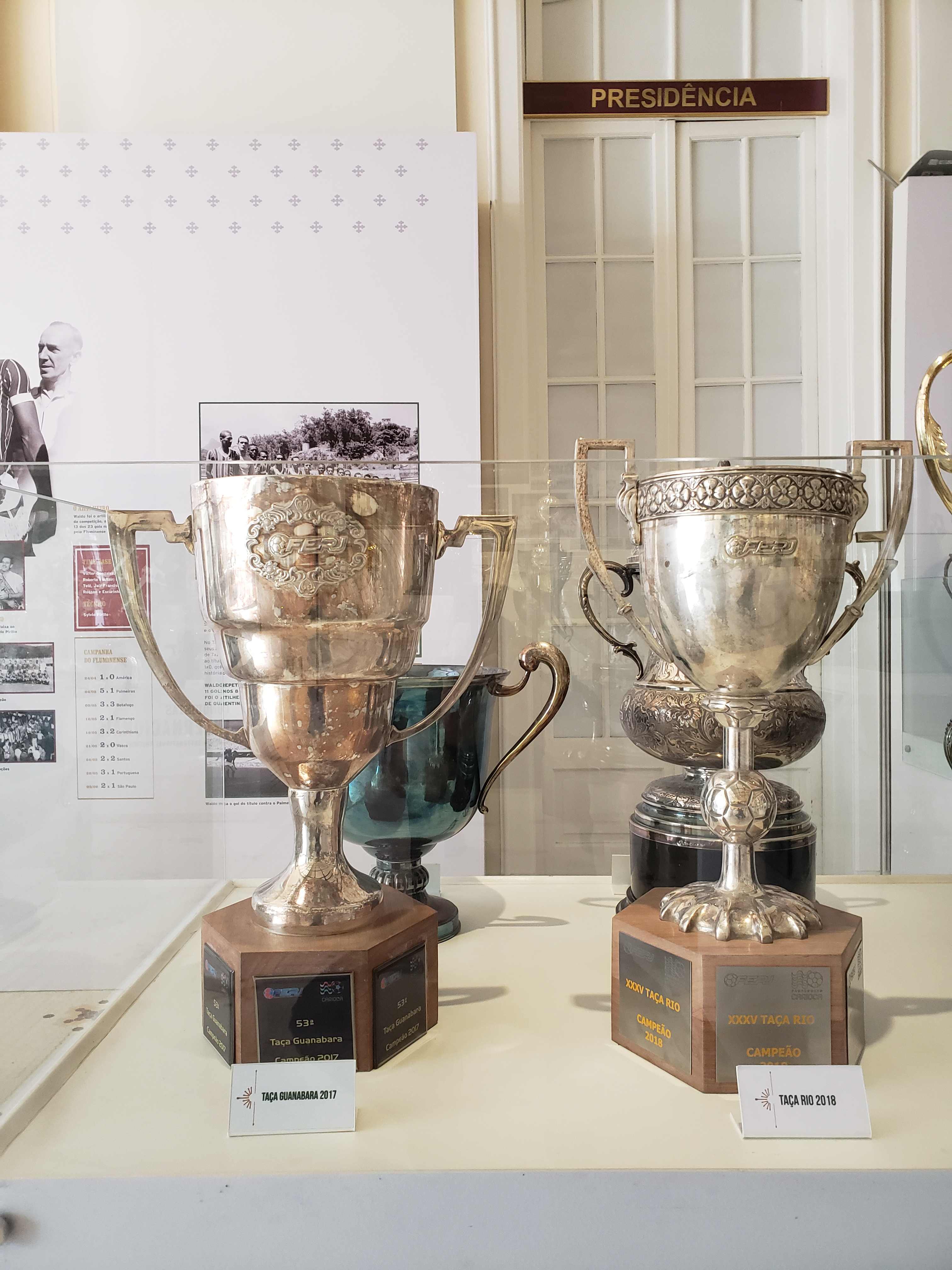
Taça Guanabara de 2017 e Taça Rio de 2018.

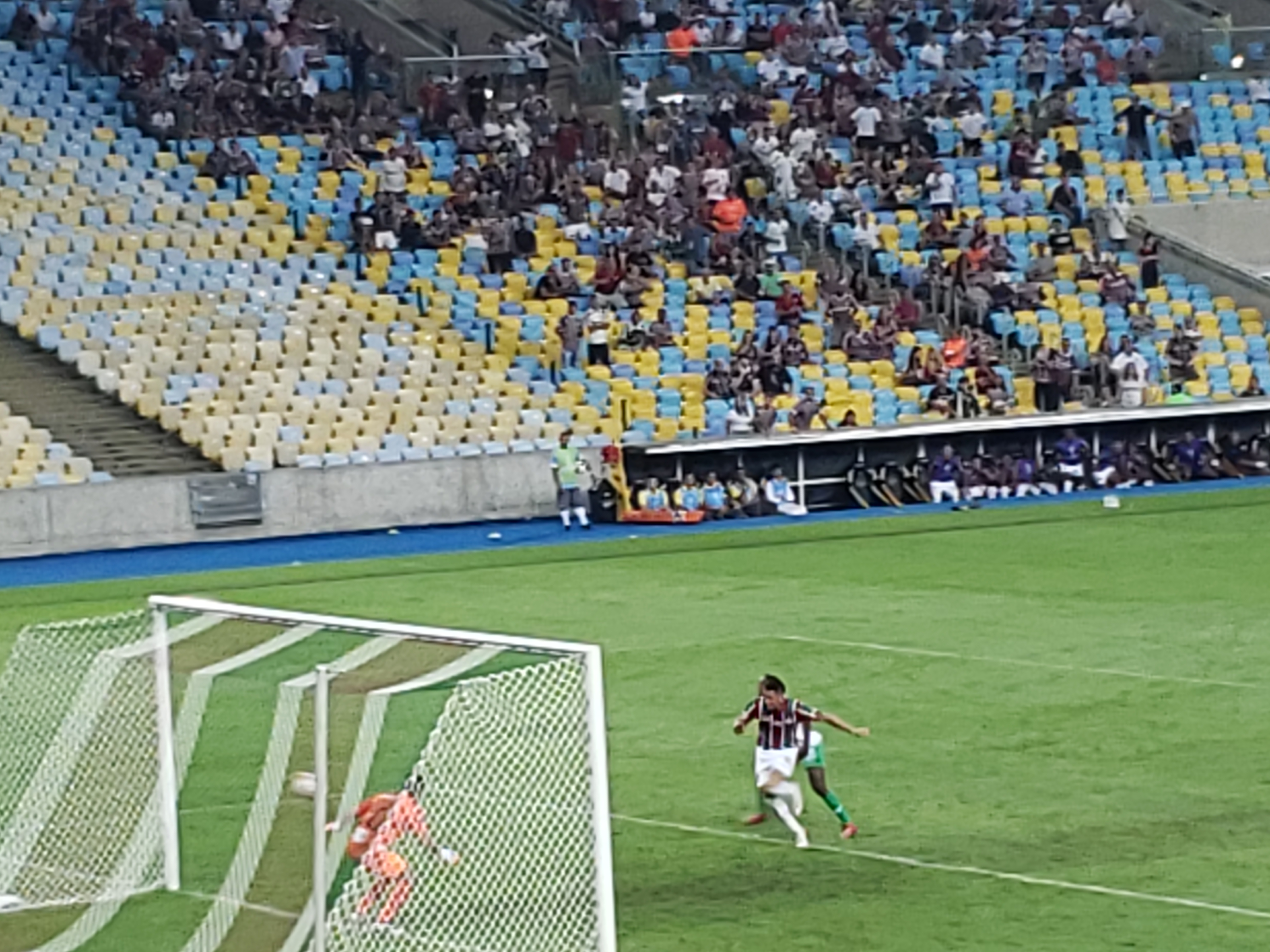
Fluminense 4 a 1 em 2019.

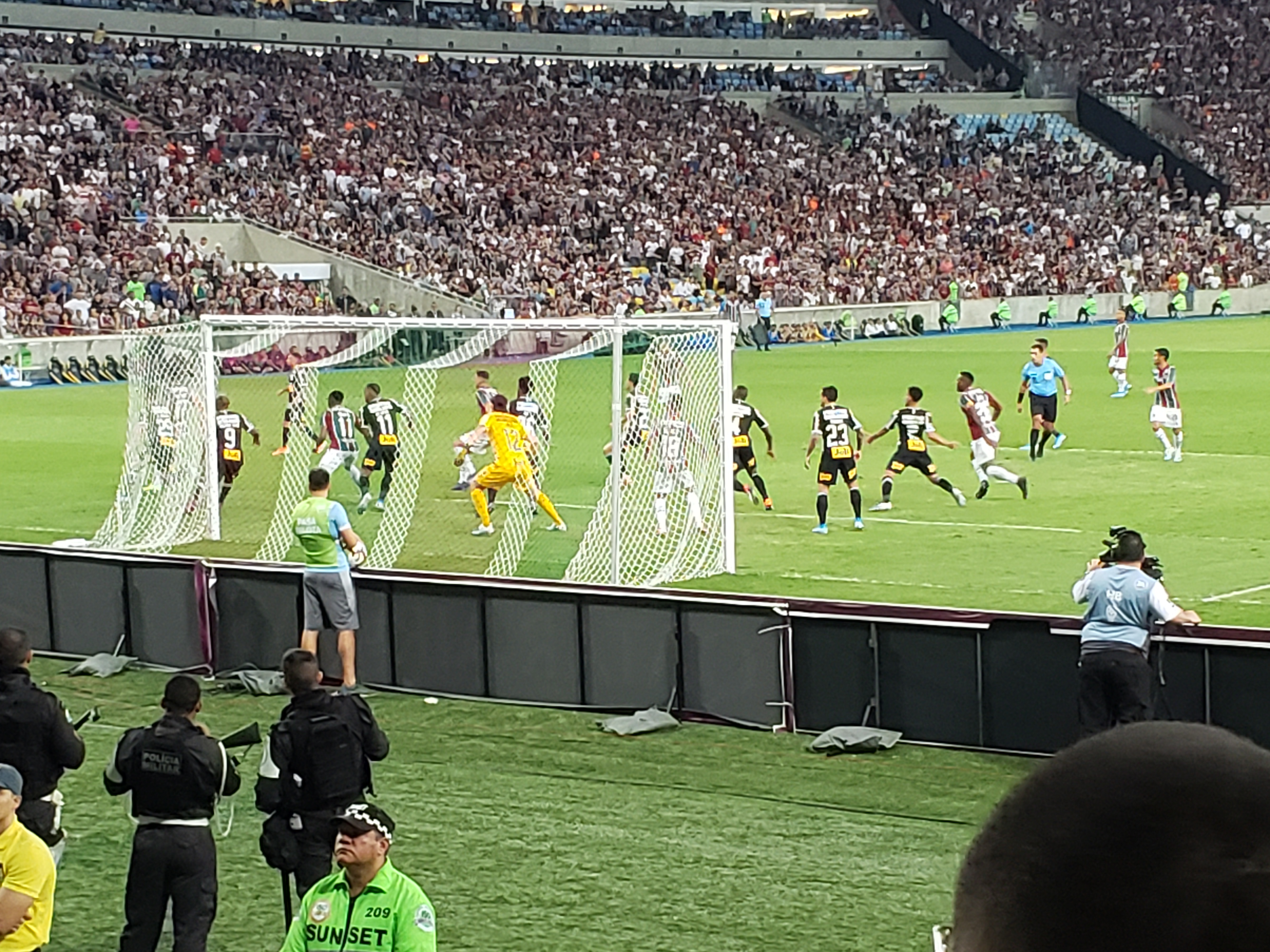
57.773 torcedores contra o em 2019.

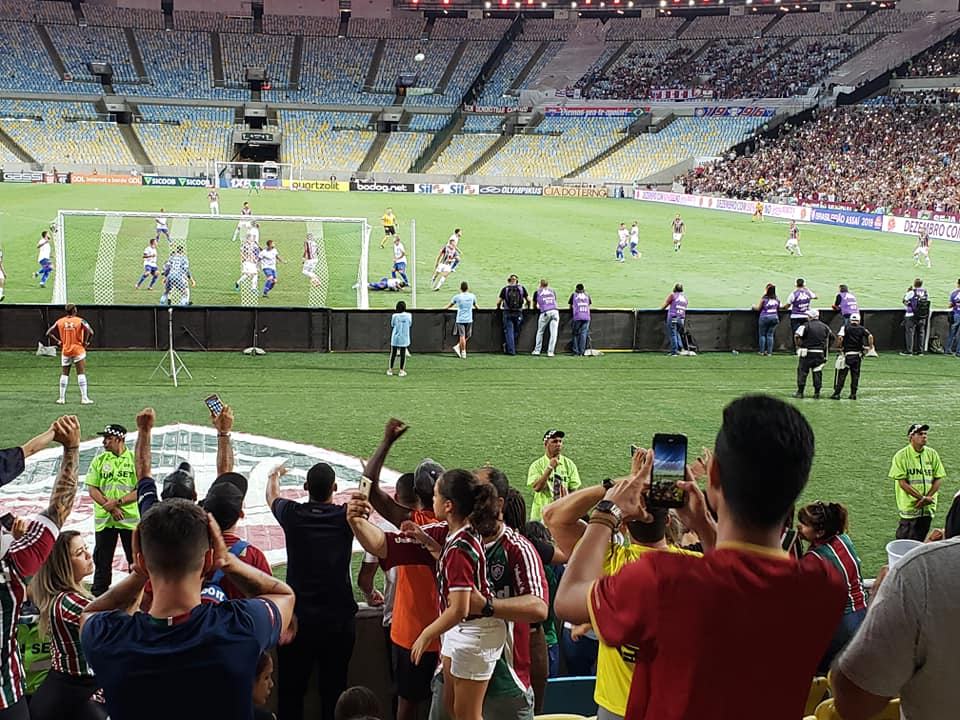
39.965 torcedores contra o em 2019.

Com o retorno de Conca ao Flu e a recuperação de diversos jogadores contundidos no final do ano anterior, o Fluminense terminou o Campeonato Brasileiro em sexto lugar, com o Tricolor voltando a ostentar a "coluna vertebral" vitoriosa de antes (Cavalieri - Gum - Conca - Fred), todos jogadores com contrato em vigor no ano de 2015, mas com Conca tendo sido vendido para o futebol chinês em janeiro de 2015.
Em 7 de dezembro de 2014, Fred chegou ao seu 18º gol no Campeonato Brasileiro de 2014, sagrando-se artilheiro desta competição, vindo também a conquistar o Prêmio Chuteira de Ouro da Placar como o maior artilheiro do ano de 2014. Pesquisa da Pluri Consultoria revelou que Fred era o quarto jogador de qualquer país preferido pelos brasileiros, atrás de Neymar, David Luiz e Messi, e a frente inclusive do também badalado Cristiano Ronaldo.
Em 11 de julho de 2015 o Fluminense acertou a contratação de Ronaldinho Gaúcho, que veio para ocupar o lugar de Conca na base do time, que ainda conta com Cavalieri, Gum e Fred, remanescentes do período vencedor anterior. Ao termino da 13ª rodada no dia seguinte, o Fluminense ocupava a vice liderança do Campeonato Brasileiro, com 27 pontos. Ao final do Primeiro Turno o Flu ocupava o quarto lugar, com 33 pontos, a 7 do líder Corinthians. Sem o jogador recuperar a sua melhor condição de jogo, Fluminense e Ronaldinho rescindiram o contrato em 28 de setembro, com o clube tendo caído para a 12ª colocação ao final do contrato entre as partes.
O Fluminense sagrou-se o primeiro campeão do Campeonato Brasileiro de Futebol Sub 20 organizado pela CBF, ao vencer o Vitória-BA por 3 a 0 no Estádio do Barradão no dia 2 de setembro de 2015. Em 12 jogos, o Flu obteve 10 vitórias e 2 empates, 24 gols marcados e 8 sofridos, o artilheiro, Matheus Pato, com seis gols e o melhor jogador, Douglas.
Na Copa do Brasil de 2015 o Fluminense entrou nas oitavas de final por conta da 6ª colocação no Campeonato Brasileiro de 2014,  vindo a passar por Paysandu (2 a 1 e 2 a 1) e Grêmio (0 a 0 e 1 a 1), chegando as semifinais desta competição contra o Palmeiras, vindo a vencer a primeira partida, no Maracanã, por 2 a 1 e ser derrotado na segunda disputada no Allianz Parque pelo mesmo placar, perdendo a classificação na disputa de pênaltis, com pênaltis polêmicos  marcados a favor do Palmeiras nas duas partidas, vindo a terminar essa competição em terceiro lugar.
O Fluminense conquistou a edição inicial da Primeira Liga em 2016 ao vencer o Atlético Paranaense por 1 a 0 na final, gol de Marcos Júnior. Participaram da primeira edição dessa competição três clubes mineiros (América, Atlético-MG e Cruzeiro), três catarinenses (Avaí, Criciúma e Figueirense), dois gaúchos (Grêmio e Internacional), dois paranaenses (Atlético-PR e Coritiba) e dois cariocas (Flamengo e Fluminense), sendo dez deles participantes da Série A em 2016 e dois que caíram para a Série B ao final do ano anterior. O goleador Fred e o zagueiro Gum ainda eram remanescentes do time de 2009, já o goleiro Diego Cavalieri, de 2011. Cícero e Magno Alves também tiveram passagens vitoriosas anteriormente pelo Fluminense, ambos tendo retornado ao clube em 2015. Em 5 jogos o Flu obteve 3 vitórias, 1 empate e 1 derrota, 9 gols a favor e 6 contra. O tricolor Diego Souza foi artilheiro do time e da competição com 3 gols, Gustavo Scarpa foi eleito o melhor jogador da Primeira Liga de 2016 e Marcos Júnior o craque da final. A Primeira Liga do Brasil tem a sua oficialidade amparada no inciso I do art. 217 da Constituição Federal e nos termos da legislação desportiva federal, gozando de peculiar autonomia quanto à sua organização e funcionamento, não estando sujeita a ingerência ou interferência estatal e federativa, a teor do disposto nos incisos XVII e XVIII do art. 5º da Constituição Federal.
Em 21 de julho de 2016, o Fluminense inaugurou o Centro de Treinamento Pedro Antônio, na Barra da Tijuca, bairro da Zona Oeste do Rio de Janeiro. A Seleção Olímpica Dinamarquesa de Futebol Masculino foi o primeiro time de futebol a treinar no CT tricolor, o que ocorreu em 5 de agosto, durante a realização dos Jogos Olímpicos de Verão de 2016, evento sediado na cidade do Rio de Janeiro, e no dia 11 de outubro de 2016 o time profissional do Fluminense começou a treinar no local.
No ano de 2017 conquistaria a Taça Guanabara ao vencer o Flamengo na disputa de pênaltis, após empate por 3 a 3 no tempo normal, mesmo adversário para quem perderia o título do Campeonato Carioca na final, com arbitragem muito polêmica, e chegou em quinto lugar na Copa Sul-Americana, desclassificado pelo mesmo rival nas quartas de final.
Em 2018 o Tricolor conquistou a Taça Rio ao vencer o Botafogo por 3 a 0 na final e chegou novamente aos mata-matas da fase final da Copa Sul-Americana, caindo na semifinal para o Atlético Paranaense. No mesmo ano o clube teve o maior jejum de gols de sua história, ao passar 803 minutos sem marcar gol. Para isso muito contribuiu a ausência de seu atacante Pedro, pois no Campeonato Brasileiro era o artilheiro da competição com 10 gols em 19 jogos até sofrer uma contusão que o obrigou a fazer uma operação em setembro, afastando-o dos jogos pelo resto do ano. No final foi eleito a revelação do campeonato pelos capitães dos times, técnicos e jornalistas, em um universo de 10 mil votantes. Até 25 de agosto, além de artilheiro do campeonato, era o jogador que mais finalizava e o segundo em participações diretas nos gols. Durante o Campeonato Brasileiro de 2018 o Fluminense não teve um único pênalti marcado a seu favor, tendo sido marcados sete pênaltis contra o Tricolor.
O Centro de Treinamento Pedro Antônio foi o único CT de clubes do Rio de Janeiro a ser escolhido pela Conmebol para ser utilizado por seleções que disputam a Copa América de 2019, sendo utilizado pelo convidado Qatar e pelas seleções sul-americanas do Peru, do Uruguai e da Argentina durante a competição.
Nos Jogos Pan-Americanos de 2019, ao competir pela sexta vez consecutiva, a atleta tricolor de saltos ornamentais Juliana Veloso tornou-se a atleta brasileira com mais participações nos Jogos Pan-Americanos, ela que conquistou medalha de prata e medalha de bronze em Santo Domingo e bronze nos Jogos Pan-Americanos de 2007 no Rio de Janeiro e que já era a atleta com mais participações em olimpíadas, cinco no total, tendo sido campeã sul-americana em várias ocasiões, considerando apenas os seus títulos mais importantes.
O Fluminense sagrou-se campeão da etapa brasileira do Torneio de Desenvolvimento da Conmebol Sub 13 de 2019, competição sob organização e reponsabilidade da CBF disputada em Criciúma (SC), com todos os participantes sendo qualificados por critérios técnicos, ao vencer o Corinthians por 3 a 0, habilitando-se para representar o Brasil na competição sul-americana, marcada para janeiro de 2020 em Assunção, no Paraguai. Em 5 jogos disputados o Fluminense venceu todos, marcando 14 gols e não sofrendo nenhum.

### 2019–2023: Da luta contra o rebaixamento à Glória Eterna
Na Copa do Brasil de 2019 o Fluminense caiu invicto, eliminado pelo Cruzeiro nos pênaltis, em jogo com arbitragem polêmica. Luciano foi o co-artilheiro da competição, com cinco gols. Também fez uma campanha convincente na Copa Sul-Americana de 2019 chegando às quartas de final e sendo eliminado após dois empates contra o Corinthians (0 a 0 e 1 a 1) em função da regra do gol fora de casa.
Apesar dos confrontos nos torneios nacionais e internacionais, o Fluminense viveu um ano instável internamente, no qual o clube passava por uma crise financeira e que tinha eleição presidencial, onde Mário Bittencourt saiu vitorioso derrotando Ricardo Tenório, terminando assim a política da Flusócio. No Campeonato Brasileiro de 2019, o Tricolor das Laranjeiras lutou contra o rebaixamento e, na rodada final, habilitou-se para a disputa da Copa Sul-Americana de 2020.
Em 2 de fevereiro de 2020 o Fluminense sagrou-se campeão sul-americano na disputada do Torneio de Desenvolvimento da Conmebol Sub 13, competição realizada em Assunção, Paraguai, tendo enfrentado o clube argentino Rosário Central na final. Na campanha invicta na qual somou 4 vitórias e  empates, 27 gols a favor e 5 contra nos 6 jogos, o Fluminense jogou contra o Olimpia (Paraguai), Los Conquistadores (Chile), Seleção de Bogotá (Colômbia), Barcelona (Equador) e Rosário Central (Argentina), clube contra o qual empatou duas vezes, 2 a 2 e 1 a 1 na finalíssima, sendo campeão na disputa de pênaltis por 4 a 2. O atacante Kauã Elias foi o artilheiro tricolor no torneio com nove gols.
No Campeonato Carioca de 2020 o Fluminense conquistou a Taça Rio, sagrando-se vice-campeão ao final da competição. Na Copa do Brasil de 2020 o time foi eliminado na quarta fase pelo Atlético Goianiense e na Copa Sul-Americana de 2020 na primeira, após dois empates, 1 a 1 e 0 a 0 com o clube chileno Club de Deportes Unión La Calera, tendo reclamado de um pênalti não marcado em Nenê aos 28' do 2º tempo na segunda partida.

Em 21 de dezembro de 2020 conquistou o Campeonato Brasileiro Sub-17 na segunda edição da competição organizada pela CBF, ao vencer o Athletico Paranaense por 2 a 1 na Arena da Baixada, repetindo o resultado do jogo de ida no Estádio Luso-Brasileiro. O tricolor Kayky, com doze gols, foi o artilheiro da competição e foi apontado em enquete do perfil "Football Talent Scout" como o melhor jogador de futebol sub-17 do mundo em 2020, com 39,9% dos votos contra 23,6% do segundo colocado, Jude Bellingham do Borussia Dortmund, 22,4% de Youssoufa Moukoko do mesmo clube alemão, terceiro colocado, e em quarto Ronaldo Camará do Benfica, com 14%.

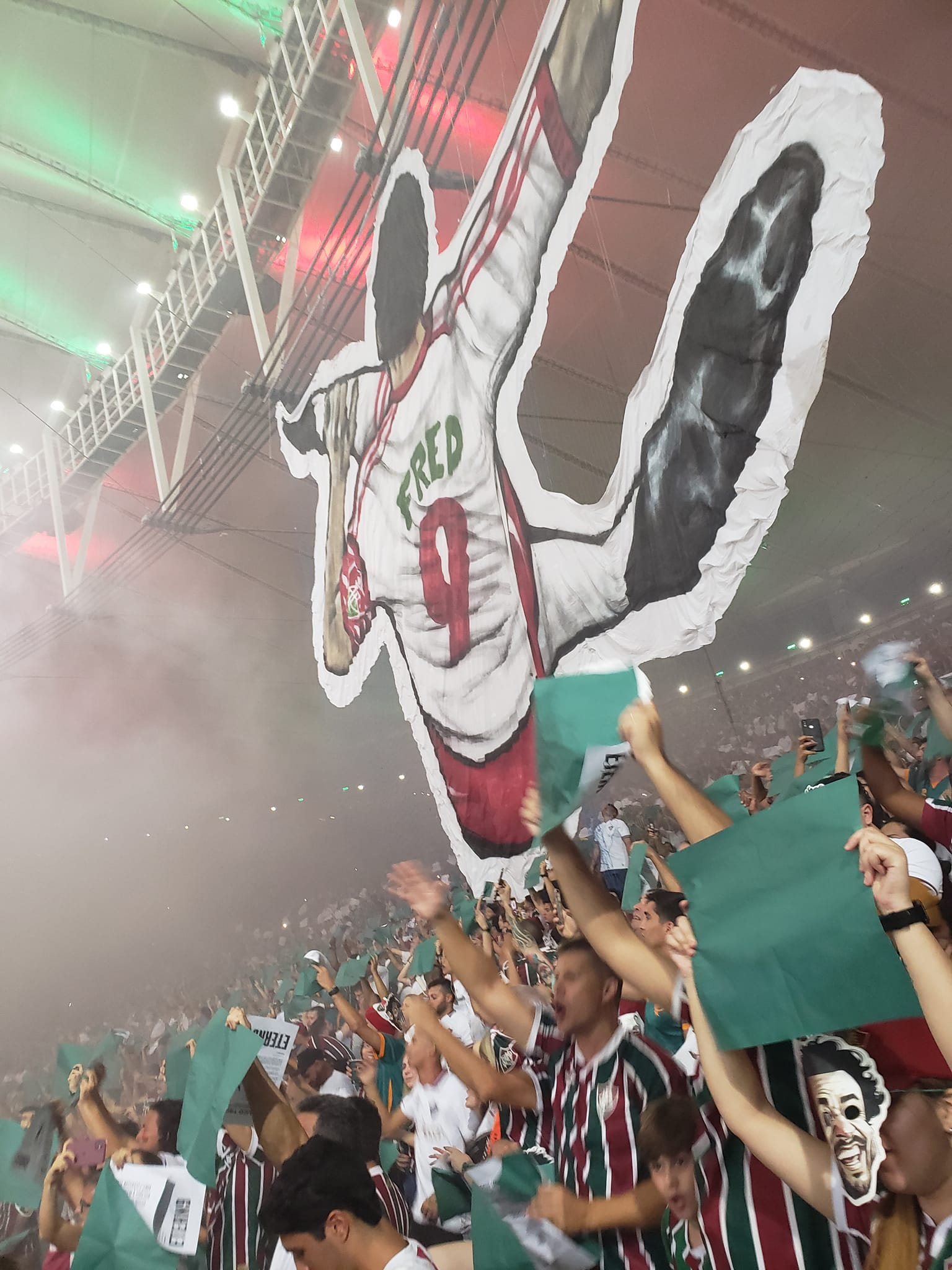
63.707 torcedores contra o em 2022 na despedida de Fred como jogador.

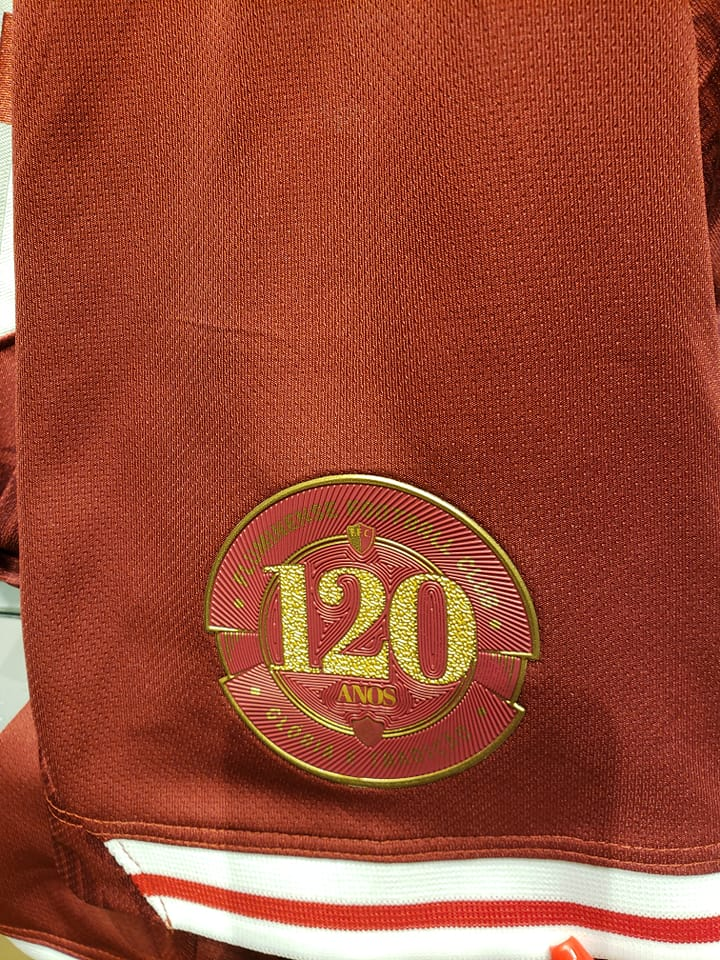
Selo dos 120 anos na terceira camisa em 2022.

O Campeonato Brasileiro de 2020 terminou em 25 de fevereiro de 2021, e pela quinta colocação o Fluminense conquistou vaga para a disputa da Copa Libertadores da América de 2021, após oito anos sem disputar a principal competição continental. Em 38 jogos no Brasileirão o Fluminense obteve 18 vitórias, 10 empates e 10 derrotas, 55 gols pró e 42 contra, tendo tido a melhor performance entre os clubes disputantes nos 11 jogos realizados em 2021, com 7 vitórias, 3 empates e 1 derrota, 18 gols pró e 11 sofridos, com 62 pontos a sua melhor campanha no Brasileiro desde 2012, e como outro fato dessa edição o retorno de seu ídolo Fred ao elenco tricolor.
Na Copa do Brasil de 2020, terminada em 7 de março de 2021, o Fluminense foi eliminado na quarta fase, mas teve como co-artilheiro da competição o seu jogador Nenê, com seis gols, aos 39 anos o jogador mais velho a conseguir esse feito até então.
No dia 20 de março de 2021 conquistou o primeiro título da modalidade de Futebol Feminino em sua História, ao conquistar o Campeonato Brasileiro Sub-18 de 2020 no Estádio Beira-Rio, na segunda edição do campeonato dessa categoria, a primeira conquista carioca nessa competição.
O Fluminense se classificou para a Copa Libertadores da América de 2022 por ter terminado em sétimo lugar do Campeonato Brasileiro de 2021. O Tricolor disputou a fase chamada de pré-Libertadores e até superou o Millonarios na segunda fase, mas acabou perdendo a chance de ir a fase de grupos ao ser eliminado pelo Olimpia na disputa de pênaltis por 4 a 1, e com este resultado o clube carioca foi transferido para a Copa Sul-Americana de 2022.
Ao vencer o Flamengo por 2 a 0 e empatar por 1 a 1 nas partidas finais o Fluminense sagrou-se campeão carioca de 2022, em 15 jogos o Tricolor obteve 11 vitórias, 2 empates e 2 derrotas, 21 gols pró e 5 gols contra.
Em 26 de maio de 2022 o Fluminense terminou a fase de grupos da Copa Sul-Americana aplicando a maior goleada da história da competição continental, goleando por 10 a 1 o Oriente Petrolero em partida disputada na Bolívia; contudo, como naquele ano só o primeiro colocado avançava para as oitavas de final, o Tricolor ficou em segundo lugar e despediu-se da competição continental.
Na Copa do Brasil de 2022, o Fluminense foi eliminado pelo Corinthians por 3 a 0 pelo jogo de volta na fase semifinal entre 92 participantes, vindo a terminar essa competição em terceiro lugar.

Troféu da Recopa Sul-Americana de 2024.

O Fluminense também foi terceiro colocado no Campeonato Brasileiro, com o seu centroavante Germán Cano sagrando-se artilheiro dessas três competições e marcando 44 gols nesse ano em que também brilharam nomes como Paulo Henrique Ganso, Jhon Arias, André e Matheus Martins, com o Tricolor tendo aproveitamento de 69,7% nos clássicos estaduais, o terceiro melhor de sua história e classificando-se pela terceira vez consecutiva para a disputa da Copa Libertadores da América.
No ano de 2023, o Fluminense teve uma ótima campanha no Campeonato Carioca, ao ficar em primeiro lugar e conquistar a Taça Guanabara e derrotar novamente o Flamengo na final por 4 a 3, superando-o no jogo de volta por 4 a 1 após estar em desvantagem no jogo de ida por 2 a 0.
Embora tenha sido eliminado nas oitavas de final da Copa do Brasil pelo mesmo rival, a história se diferencia quando se tratava da Copa Libertadores da América. Na fase de grupos, enfrentou River Plate, Sporting Cristal e The Strongest, passando em primeiro lugar com 3 vitórias, 1 empate e 2 derrotas. Nas oitavas, derrotou o Argentinos Juniors por 3 a 1 no agregado. Nas quartas encarou o tradicional Olimpia e, como revanche, superou-o por 5 a 1 após duas partidas. Nas semifinais, houve um confronto tenso contra o brasileiro Internacional, terminou com vitória dramática por 4 a 3 no placar global e retornou para a decisão continental depois de 15 anos.
Na decisão, disputada em jogo único no Maracanã, o Fluminense enfrentou o Boca Juniors. Germán Cano marcou para os tricolores aos 36 minutos, enquanto Luis Advíncula empata para os xeneizes aos 72 minutos. Aos 99 minutos da prorrogação, a bola veio parar nos pés de John Kennedy, jogador da base de Xerém, marcando o gol da vitória, apesar de ser expulso poucos minutos depois. Com isso, o Tricolor das Laranjeiras conquistou seu primeiro título continental e tornou-se o 11º clube brasileiro a vencer uma Copa Libertadores.

### 2024-2025: A conquista da Recopa Sul-Americana e a Copa do Mundo de Clubes

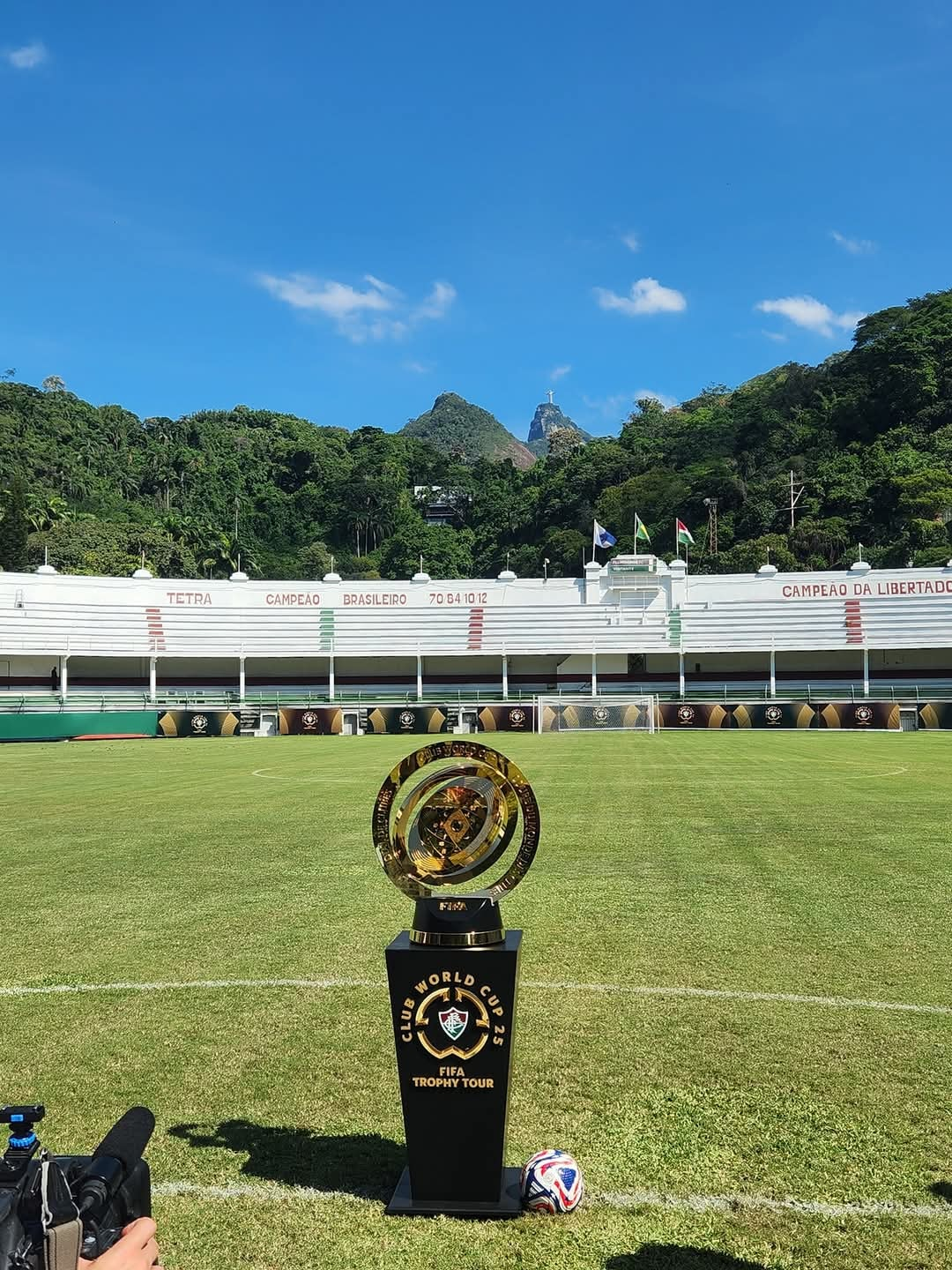
Troféu da Copa do Mundo de Clubes de 2025 no Fluminense.

No ano seguinte perante cerca de 62.000 torcedores e com dois gols de John Árias o Tricolor venceu a LDU no Maracanã vindo a conquistar a Recopa Sul-Americana de 2024, a sua terceira conquista internacional no grande estádio.
O Fluminense foi um dos 32 clubes de todo o mundo habilitado para a disputa da Copa do Mundo de Clubes da FIFA de 2025, vindo a terminar essa competição em quarto lugar, a melhor colocação de um clube não europeu na competição.